# 1920
Portal Geschichte | Portal Biografien | Aktuelle Ereignisse | Jahreskalender | Tagesartikel

◄ |
19. Jahrhundert |
20. Jahrhundert
| 21. Jahrhundert

◄ |
1890er |
1900er |
1910er |
1920er
| 1930er | 1940er | 1950er | ►

◄◄ |
◄ |
1916 |
1917 |
1918 |
1919 |
1920
| 1921 | 1922 | 1923 | 1924 | ► | ►►
Staatsoberhäupter · Wahlen · Nekrolog · Kunstjahr · Literaturjahr · Musikjahr · Filmjahr · Rundfunkjahr · Sportjahr
| Januar | Januar | Januar | Januar | Januar | Januar | Januar | Januar |
| Kw     | Mo     | Di     | Mi     | Do     | Fr     | Sa     | So     |
| ------ | ------ | ------ | ------ | ------ | ------ | ------ | ------ |
| 1      |        |        |        | 1      | 2      | 3      | 4      |
| 2      | 5      | 6      | 7      | 8      | 9      | 10     | 11     |
| 3      | 12     | 13     | 14     | 15     | 16     | 17     | 18     |
| 4      | 19     | 20     | 21     | 22     | 23     | 24     | 25     |
| 5      | 26     | 27     | 28     | 29     | 30     | 31     |        |

| Februar | Februar | Februar | Februar | Februar | Februar | Februar | Februar |
| Kw      | Mo      | Di      | Mi      | Do      | Fr      | Sa      | So      |
| ------- | ------- | ------- | ------- | ------- | ------- | ------- | ------- |
| 5       |         |         |         |         |         |         | 1       |
| 6       | 2       | 3       | 4       | 5       | 6       | 7       | 8       |
| 7       | 9       | 10      | 11      | 12      | 13      | 14      | 15      |
| 8       | 16      | 17      | 18      | 19      | 20      | 21      | 22      |
| 9       | 23      | 24      | 25      | 26      | 27      | 28      | 29      |

| März | März | März | März | März | März | März | März |
| Kw   | Mo   | Di   | Mi   | Do   | Fr   | Sa   | So   |
| ---- | ---- | ---- | ---- | ---- | ---- | ---- | ---- |
| 10   | 1    | 2    | 3    | 4    | 5    | 6    | 7    |
| 11   | 8    | 9    | 10   | 11   | 12   | 13   | 14   |
| 12   | 15   | 16   | 17   | 18   | 19   | 20   | 21   |
| 13   | 22   | 23   | 24   | 25   | 26   | 27   | 28   |
| 14   | 29   | 30   | 31   |      |      |      |      |

| April | April | April | April | April | April | April | April |
| Kw    | Mo    | Di    | Mi    | Do    | Fr    | Sa    | So    |
| ----- | ----- | ----- | ----- | ----- | ----- | ----- | ----- |
| 14    |       |       |       | 1     | 2     | 3     | 4     |
| 15    | 5     | 6     | 7     | 8     | 9     | 10    | 11    |
| 16    | 12    | 13    | 14    | 15    | 16    | 17    | 18    |
| 17    | 19    | 20    | 21    | 22    | 23    | 24    | 25    |
| 18    | 26    | 27    | 28    | 29    | 30    |       |       |

| Mai | Mai | Mai | Mai | Mai | Mai | Mai | Mai |
| Kw  | Mo  | Di  | Mi  | Do  | Fr  | Sa  | So  |
| --- | --- | --- | --- | --- | --- | --- | --- |
| 18  |     |     |     |     |     | 1   | 2   |
| 19  | 3   | 4   | 5   | 6   | 7   | 8   | 9   |
| 20  | 10  | 11  | 12  | 13  | 14  | 15  | 16  |
| 21  | 17  | 18  | 19  | 20  | 21  | 22  | 23  |
| 22  | 24  | 25  | 26  | 27  | 28  | 29  | 30  |
| 23  | 31  |     |     |     |     |     |     |

| Juni | Juni | Juni | Juni | Juni | Juni | Juni | Juni |
| Kw   | Mo   | Di   | Mi   | Do   | Fr   | Sa   | So   |
| ---- | ---- | ---- | ---- | ---- | ---- | ---- | ---- |
| 23   |      | 1    | 2    | 3    | 4    | 5    | 6    |
| 24   | 7    | 8    | 9    | 10   | 11   | 12   | 13   |
| 25   | 14   | 15   | 16   | 17   | 18   | 19   | 20   |
| 26   | 21   | 22   | 23   | 24   | 25   | 26   | 27   |
| 27   | 28   | 29   | 30   |      |      |      |      |

| Juli | Juli | Juli | Juli | Juli | Juli | Juli | Juli |
| Kw   | Mo   | Di   | Mi   | Do   | Fr   | Sa   | So   |
| ---- | ---- | ---- | ---- | ---- | ---- | ---- | ---- |
| 27   |      |      |      | 1    | 2    | 3    | 4    |
| 28   | 5    | 6    | 7    | 8    | 9    | 10   | 11   |
| 29   | 12   | 13   | 14   | 15   | 16   | 17   | 18   |
| 30   | 19   | 20   | 21   | 22   | 23   | 24   | 25   |
| 31   | 26   | 27   | 28   | 29   | 30   | 31   |      |

| August | August | August | August | August | August | August | August |
| Kw     | Mo     | Di     | Mi     | Do     | Fr     | Sa     | So     |
| ------ | ------ | ------ | ------ | ------ | ------ | ------ | ------ |
| 31     |        |        |        |        |        |        | 1      |
| 32     | 2      | 3      | 4      | 5      | 6      | 7      | 8      |
| 33     | 9      | 10     | 11     | 12     | 13     | 14     | 15     |
| 34     | 16     | 17     | 18     | 19     | 20     | 21     | 22     |
| 35     | 23     | 24     | 25     | 26     | 27     | 28     | 29     |
| 36     | 30     | 31     |        |        |        |        |        |

| September | September | September | September | September | September | September | September |
| Kw        | Mo        | Di        | Mi        | Do        | Fr        | Sa        | So        |
| --------- | --------- | --------- | --------- | --------- | --------- | --------- | --------- |
| 36        |           |           | 1         | 2         | 3         | 4         | 5         |
| 37        | 6         | 7         | 8         | 9         | 10        | 11        | 12        |
| 38        | 13        | 14        | 15        | 16        | 17        | 18        | 19        |
| 39        | 20        | 21        | 22        | 23        | 24        | 25        | 26        |
| 40        | 27        | 28        | 29        | 30        |           |           |           |

| Oktober | Oktober | Oktober | Oktober | Oktober | Oktober | Oktober | Oktober |
| Kw      | Mo      | Di      | Mi      | Do      | Fr      | Sa      | So      |
| ------- | ------- | ------- | ------- | ------- | ------- | ------- | ------- |
| 40      |         |         |         |         | 1       | 2       | 3       |
| 41      | 4       | 5       | 6       | 7       | 8       | 9       | 10      |
| 42      | 11      | 12      | 13      | 14      | 15      | 16      | 17      |
| 43      | 18      | 19      | 20      | 21      | 22      | 23      | 24      |
| 44      | 25      | 26      | 27      | 28      | 29      | 30      | 31      |

| November | November | November | November | November | November | November | November |
| Kw       | Mo       | Di       | Mi       | Do       | Fr       | Sa       | So       |
| -------- | -------- | -------- | -------- | -------- | -------- | -------- | -------- |
| 45       | 1        | 2        | 3        | 4        | 5        | 6        | 7        |
| 46       | 8        | 9        | 10       | 11       | 12       | 13       | 14       |
| 47       | 15       | 16       | 17       | 18       | 19       | 20       | 21       |
| 48       | 22       | 23       | 24       | 25       | 26       | 27       | 28       |
| 49       | 29       | 30       |          |          |          |          |          |

| Dezember | Dezember | Dezember | Dezember | Dezember | Dezember | Dezember | Dezember |
| Kw       | Mo       | Di       | Mi       | Do       | Fr       | Sa       | So       |
| -------- | -------- | -------- | -------- | -------- | -------- | -------- | -------- |
| 49       |          |          | 1        | 2        | 3        | 4        | 5        |
| 50       | 6        | 7        | 8        | 9        | 10       | 11       | 12       |
| 51       | 13       | 14       | 15       | 16       | 17       | 18       | 19       |
| 52       | 20       | 21       | 22       | 23       | 24       | 25       | 26       |
| 53       | 27       | 28       | 29       | 30       | 31       |          |          |

| Januar | Januar | Januar | Januar | Januar | Januar | Januar | Januar |
| Kw     | Mo     | Di     | Mi     | Do     | Fr     | Sa     | So     |
| ------ | ------ | ------ | ------ | ------ | ------ | ------ | ------ |
| 1      |        |        |        | 1      | 2      | 3      | 4      |
| 2      | 5      | 6      | 7      | 8      | 9      | 10     | 11     |
| 3      | 12     | 13     | 14     | 15     | 16     | 17     | 18     |
| 4      | 19     | 20     | 21     | 22     | 23     | 24     | 25     |
| 5      | 26     | 27     | 28     | 29     | 30     | 31     |        |

| Februar | Februar | Februar | Februar | Februar | Februar | Februar | Februar |
| Kw      | Mo      | Di      | Mi      | Do      | Fr      | Sa      | So      |
| ------- | ------- | ------- | ------- | ------- | ------- | ------- | ------- |
| 5       |         |         |         |         |         |         | 1       |
| 6       | 2       | 3       | 4       | 5       | 6       | 7       | 8       |
| 7       | 9       | 10      | 11      | 12      | 13      | 14      | 15      |
| 8       | 16      | 17      | 18      | 19      | 20      | 21      | 22      |
| 9       | 23      | 24      | 25      | 26      | 27      | 28      | 29      |

| März | März | März | März | März | März | März | März |
| Kw   | Mo   | Di   | Mi   | Do   | Fr   | Sa   | So   |
| ---- | ---- | ---- | ---- | ---- | ---- | ---- | ---- |
| 10   | 1    | 2    | 3    | 4    | 5    | 6    | 7    |
| 11   | 8    | 9    | 10   | 11   | 12   | 13   | 14   |
| 12   | 15   | 16   | 17   | 18   | 19   | 20   | 21   |
| 13   | 22   | 23   | 24   | 25   | 26   | 27   | 28   |
| 14   | 29   | 30   | 31   |      |      |      |      |

| April | April | April | April | April | April | April | April |
| Kw    | Mo    | Di    | Mi    | Do    | Fr    | Sa    | So    |
| ----- | ----- | ----- | ----- | ----- | ----- | ----- | ----- |
| 14    |       |       |       | 1     | 2     | 3     | 4     |
| 15    | 5     | 6     | 7     | 8     | 9     | 10    | 11    |
| 16    | 12    | 13    | 14    | 15    | 16    | 17    | 18    |
| 17    | 19    | 20    | 21    | 22    | 23    | 24    | 25    |
| 18    | 26    | 27    | 28    | 29    | 30    |       |       |

| Mai | Mai | Mai | Mai | Mai | Mai | Mai | Mai |
| Kw  | Mo  | Di  | Mi  | Do  | Fr  | Sa  | So  |
| --- | --- | --- | --- | --- | --- | --- | --- |
| 18  |     |     |     |     |     | 1   | 2   |
| 19  | 3   | 4   | 5   | 6   | 7   | 8   | 9   |
| 20  | 10  | 11  | 12  | 13  | 14  | 15  | 16  |
| 21  | 17  | 18  | 19  | 20  | 21  | 22  | 23  |
| 22  | 24  | 25  | 26  | 27  | 28  | 29  | 30  |
| 23  | 31  |     |     |     |     |     |     |

| Juni | Juni | Juni | Juni | Juni | Juni | Juni | Juni |
| Kw   | Mo   | Di   | Mi   | Do   | Fr   | Sa   | So   |
| ---- | ---- | ---- | ---- | ---- | ---- | ---- | ---- |
| 23   |      | 1    | 2    | 3    | 4    | 5    | 6    |
| 24   | 7    | 8    | 9    | 10   | 11   | 12   | 13   |
| 25   | 14   | 15   | 16   | 17   | 18   | 19   | 20   |
| 26   | 21   | 22   | 23   | 24   | 25   | 26   | 27   |
| 27   | 28   | 29   | 30   |      |      |      |      |

| Juli | Juli | Juli | Juli | Juli | Juli | Juli | Juli |
| Kw   | Mo   | Di   | Mi   | Do   | Fr   | Sa   | So   |
| ---- | ---- | ---- | ---- | ---- | ---- | ---- | ---- |
| 27   |      |      |      | 1    | 2    | 3    | 4    |
| 28   | 5    | 6    | 7    | 8    | 9    | 10   | 11   |
| 29   | 12   | 13   | 14   | 15   | 16   | 17   | 18   |
| 30   | 19   | 20   | 21   | 22   | 23   | 24   | 25   |
| 31   | 26   | 27   | 28   | 29   | 30   | 31   |      |

| August | August | August | August | August | August | August | August |
| Kw     | Mo     | Di     | Mi     | Do     | Fr     | Sa     | So     |
| ------ | ------ | ------ | ------ | ------ | ------ | ------ | ------ |
| 31     |        |        |        |        |        |        | 1      |
| 32     | 2      | 3      | 4      | 5      | 6      | 7      | 8      |
| 33     | 9      | 10     | 11     | 12     | 13     | 14     | 15     |
| 34     | 16     | 17     | 18     | 19     | 20     | 21     | 22     |
| 35     | 23     | 24     | 25     | 26     | 27     | 28     | 29     |
| 36     | 30     | 31     |        |        |        |        |        |

| September | September | September | September | September | September | September | September |
| Kw        | Mo        | Di        | Mi        | Do        | Fr        | Sa        | So        |
| --------- | --------- | --------- | --------- | --------- | --------- | --------- | --------- |
| 36        |           |           | 1         | 2         | 3         | 4         | 5         |
| 37        | 6         | 7         | 8         | 9         | 10        | 11        | 12        |
| 38        | 13        | 14        | 15        | 16        | 17        | 18        | 19        |
| 39        | 20        | 21        | 22        | 23        | 24        | 25        | 26        |
| 40        | 27        | 28        | 29        | 30        |           |           |           |

| Oktober | Oktober | Oktober | Oktober | Oktober | Oktober | Oktober | Oktober |
| Kw      | Mo      | Di      | Mi      | Do      | Fr      | Sa      | So      |
| ------- | ------- | ------- | ------- | ------- | ------- | ------- | ------- |
| 40      |         |         |         |         | 1       | 2       | 3       |
| 41      | 4       | 5       | 6       | 7       | 8       | 9       | 10      |
| 42      | 11      | 12      | 13      | 14      | 15      | 16      | 17      |
| 43      | 18      | 19      | 20      | 21      | 22      | 23      | 24      |
| 44      | 25      | 26      | 27      | 28      | 29      | 30      | 31      |

| November | November | November | November | November | November | November | November |
| Kw       | Mo       | Di       | Mi       | Do       | Fr       | Sa       | So       |
| -------- | -------- | -------- | -------- | -------- | -------- | -------- | -------- |
| 45       | 1        | 2        | 3        | 4        | 5        | 6        | 7        |
| 46       | 8        | 9        | 10       | 11       | 12       | 13       | 14       |
| 47       | 15       | 16       | 17       | 18       | 19       | 20       | 21       |
| 48       | 22       | 23       | 24       | 25       | 26       | 27       | 28       |
| 49       | 29       | 30       |          |          |          |          |          |

| Dezember | Dezember | Dezember | Dezember | Dezember | Dezember | Dezember | Dezember |
| Kw       | Mo       | Di       | Mi       | Do       | Fr       | Sa       | So       |
| -------- | -------- | -------- | -------- | -------- | -------- | -------- | -------- |
| 49       |          |          | 1        | 2        | 3        | 4        | 5        |
| 50       | 6        | 7        | 8        | 9        | 10       | 11       | 12       |
| 51       | 13       | 14       | 15       | 16       | 17       | 18       | 19       |
| 52       | 20       | 21       | 22       | 23       | 24       | 25       | 26       |
| 53       | 27       | 28       | 29       | 30       | 31       |          |          |

## Ereignisse

### Politik und Weltgeschehen

#### Internationale Verträge
- 10. Januar: Der Friedensvertrag von Versailles tritt nach Ratifizierung durch Deutschland mit dem Austausch der Urkunden in Kraft.
- 22. Januar: Die Regierung der Niederlande verweigert die von den alliierten Siegermächten beantragte Auslieferung des ehemaligen deutschen Kaisers Wilhelm II.
- 9. Februar: Im Pariser Vorort Sèvres wird der Svalbard-Vertrag geschlossen, der Norwegen die Staatshoheit über die Inselgruppe Spitzbergen einschließlich der Bäreninsel zuspricht.
- 19. März: Die republikanische Mehrheit im Kongress der Vereinigten Staaten lehnt die Ratifizierung des Versailler Vertrags und den Beitritt zum Völkerbund ab.

#### Deutsches Reich
- 13. Januar: Blutbad vor dem Reichstag. Bei Protesten gegen die Verabschiedung des Betriebsrätegesetzes werden vor dem Berliner Reichstagsgebäude 42 Demonstranten von der Sicherheitswehr erschossen und 105 verwundet.
- 4. Februar: Einer Regelung des Versailler Vertrags folgend verlassen die deutschen Behörden das Hultschiner Ländchen. Es fällt an die Tschechoslowakei, obwohl eine überwältigende Bevölkerungsmehrheit nach einer Umfrage beim Deutschen Reich bleiben möchte.
- 4. Februar: Das Betriebsrätegesetz wird erlassen. Damit gibt es für Betriebe ab einer Größe von zwanzig Beschäftigten die Verpflichtung, Betriebsräte wählen zu lassen.
- 10. Februar: Im ersten Teil der Volksabstimmung in Schleswig stimmt Nordschleswigs Bevölkerung mehrheitlich für die Vereinigung mit Dänemark.

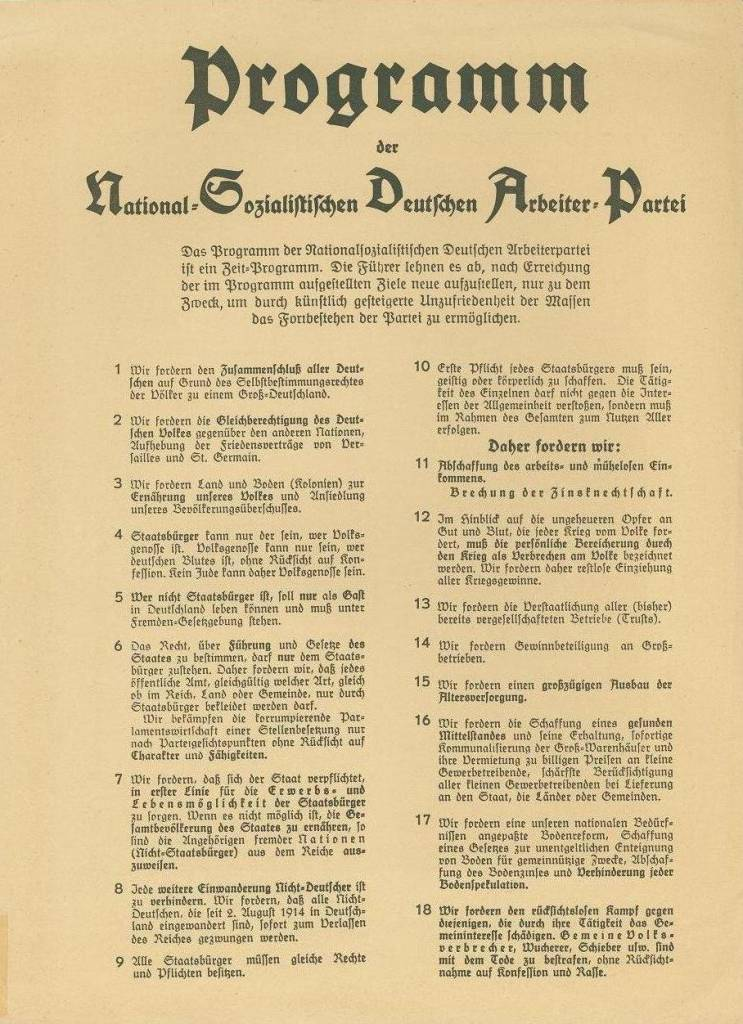
Erste Seite des 25-Punkte-Programms

- 20. Februar: Die NSDAP wird durch Umbenennung der Deutschen Arbeiterpartei (DAP) gegründet. Die Bekanntgabe der Umbenennung erfolgt am 24. Februar im Münchener Hofbräuhaus. Dabei präsentiert Adolf Hitler auch das unter anderem auf die Schaffung eines totalitären großdeutschen Reiches, den Ausschluss von Juden aus der Gesellschaft und Pressezensur abzielende 25-Punkte-Programm.
- 29. Februar: Reichswehrminister Gustav Noske löst die Marinebrigade Ehrhardt und das Freikorps Loewenfeld auf. Aus dieser Maßnahme entwickelt sich der Kapp-Putsch gegen die Weimarer Republik.
- 12. März: Am späten Abend und in der Nacht marschieren meuternde Reichswehr-Offiziere mit ihren Leuten nach Berlin. Der abgesetzte General Walther von Lüttwitz steuert die Operation, die den Auftakt zum Kapp-Putsch bildet.
- 13. März: Artur Mahraun gründet den Jungdeutschen Orden und wird zum Vorsitzenden (Hochmeister) gewählt.

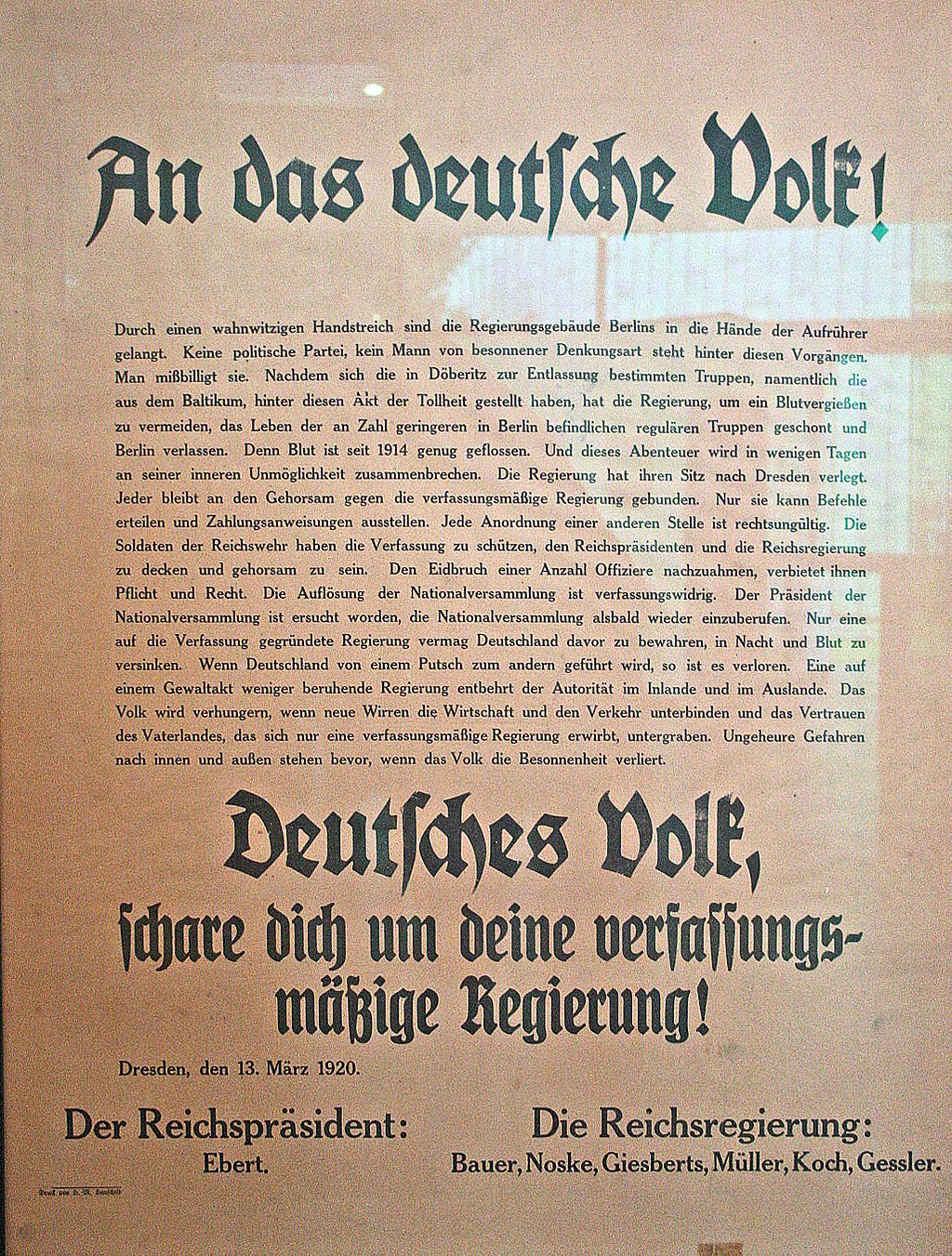
Plakat der Reichsregierung gegen den Kapp-Putsch

- 13. bis 17. März: Es kommt zum Putschversuch des Generallandschaftsdirektors Wolfgang Kapp, der mit seiner „Brigade Ehrhardt“, einem ehemaligen Freikorps, und einigen Truppenteilen der Reichswehr Berlin besetzt und die Regierung zur Flucht zwingt. Als Gegenbewegung beginnt der Ruhraufstand im Ruhrgebiet, der zunächst von einem breiten Spektrum politischer Gruppen getragen wird. Die Rote Ruhrarmee umfasst binnen kurzer Zeit rund 50.000 Bewaffnete.
- 14. März: In der zweiten Volksabstimmung in Schleswig stimmen 80,2 % für Deutschland, womit es zur Teilung des ehemaligen Herzogtums Schleswig in das dänische Nordslesvig und den Süden als Teil der preußischen Provinz Schleswig-Holstein kommt.
- 15. März: Im Deutschen Reich findet als Reaktion auf den Kapp-Putsch der bislang größte Generalstreik statt. 12 Millionen Menschen folgen einem Aufruf verschiedener Organisationen und Parteien. Im Westen bricht der Ruhraufstand aus.
- 16. März: In Bayern wird der nationalkonservative Gustav von Kahr zum Nachfolger des zurückgetretenen sozialdemokratischen Ministerpräsidenten Johannes Hoffmann gewählt.
- 22. März: Der deutsche Reichswehrminister des Kabinetts Bauer, Gustav Noske, muss infolge des Kapp-Putsches zurücktreten, weil ihm Unterstützung der Konterrevolution vorgeworfen wird.
- 25. März: Verbindungsstudenten aus Marburg ermorden in der Nähe der thüringischen Stadt Mechterstädt 15 Arbeiter, die sie zuvor wegen „Widerstands gegen den Kapp-Putsch“ verhaftet haben. Die Täter, unter ihnen Bogislav von Selchow und Otmar von Verschuer, werden noch im gleichen Jahr wegen der Morde von Mechterstädt freigesprochen.
- 1. April: Der Staatsvertrag zur Gründung der Reichseisenbahnen (später Deutsche Reichsbahn) unter der Hoheit des Deutschen Reiches tritt in Kraft.
- 2. April: Einheiten der Reichswehr marschieren im Ruhrgebiet ein, um den kommunistischen Ruhraufstand niederzuschlagen, der als Reaktion auf den Kapp-Putsch ausgebrochen ist.
- 1. Mai: Schaffung des Landes Thüringen
- 9. Mai: Forstrat Georg Escherich gründet in München die „Organisation Escherich“ („Orgesch“).
- Erste Werbeplakate der NSDAP in München. Aufruf zur öffentlichen Parteiversammlung am 11. Mai 1920. Sprecher: Adolf Hitler
- 21. Mai: Die Weimarer Nationalversammlung, die die Weimarer Verfassung ausgearbeitet hat, löst sich auf.
- 4. Juni: Unterschrift des Friedensvertrags von Trianon.

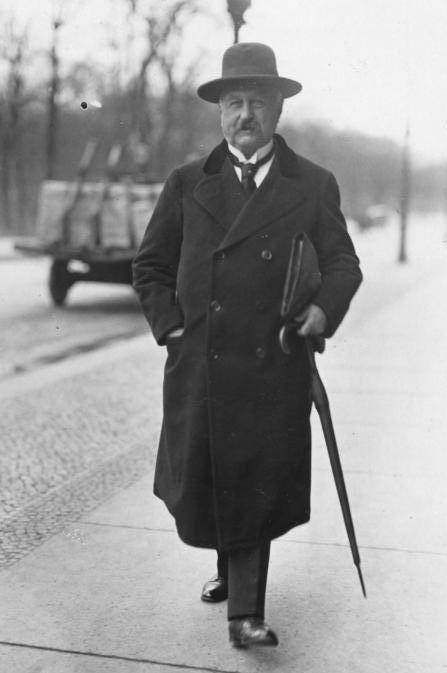
Constantin Fehrenbach

- 6. Juni: In der ersten regulären Reichstagswahl der Weimarer Republik  verliert die republikstützende Weimarer Koalition aus SPD, Zentrumspartei und Deutsche Demokratische Partei ihre Mehrheit. Es gibt starke Gewinne für USPD und Rechtsparteien (DNVP, DVP). Nach der Wahl tritt der Reichstag erstmals am 24. Juni zusammen. Die unklaren politischen Verhältnisse führen zu langwierigen Verhandlungen über eine Regierungsbildung. Schließlich kommt ein bürgerliches Minderheitskabinett aus DDP, DVP und Zentrum zustande, nachdem die DVP zugesichert hat, auf dem Boden der Weimarer Reichsverfassung zu agieren. Die SPD lehnt eine Regierungsbeteiligung ab, toleriert jedoch die Regierung. Reichspräsident Friedrich Ebert ernennt Constantin Fehrenbach vom Zentrum zum Reichskanzler.
- 15. Juni: Nordschleswig wird nach dem Ergebnis der Volksabstimmungen in Schleswig in der nördlichen Abstimmungszone vom 10. Februar des Jahres dänisch.
- 23. Juni: Mit dem Preußischen Gesetz über die Aufhebung der Standesvorrechte des Adels und die Auflösung des Hausvermögens werden Adelsprivilegien abgeschafft. Erstgeburtstitel werden aufgehoben, Adelstitel gelten nur noch als Namensbestandteile. Das Gesetz wird in ähnlicher Form auch von den anderen Ländern des Deutschen Reiches übernommen.
- 1. Juli: Die Vereinigung des Freistaats Coburg, Teil des vormaligen Doppelherzogtums Sachsen-Coburg und Gotha, mit dem Freistaat Bayern wird vollzogen.
- 11. Juli: Bei den in Folge des Versailler Vertrages angesetzten Volksabstimmungen in Ost- und Westpreußen stimmt jeweils eine breite Mehrheit für die Zugehörigkeit zu Ostpreußen und somit den Verbleib im Deutschen Reich.
- 15. Juli: Deutschland und Lettland beschließen vertraglich die Aufnahme diplomatischer Beziehungen.
- 20. Juli: Die deutsche Regierung erlässt im Hinblick auf den Polnisch-Sowjetischen Krieg ein Waffenembargo und unterstreicht damit ihre Neutralitätserklärung für diesen Konflikt.
- 5. August: Der Deutsche Reichstag beschließt mehrheitlich das Entwaffnungsgesetz und befolgt damit eine Verpflichtung aus Artikel 177 des Versailler Vertrags.
- 1. Oktober: Das Groß-Berlin-Gesetz tritt in Kraft und macht Berlin zu einer Vier-Millionen-Stadt.
- 6. Oktober: Das deutsche Dienstmädchen Maria Sandmayr fällt einem Fememord zum Opfer, nachdem sie ein Waffenlager der Bayerischen Einwohnerwehr anzuzeigen versucht hat.
- 12. Oktober: In Halle beginnt ein Sonderparteitag der USPD, der zur Spaltung der Partei führt.
- Die Kommunistische Partei Deutschlands gründet den Antimilitärischen Apparat. Der Nachrichtendienst wird anfangs von der Kommunistischen Internationale (Komintern) und später vom Politbüro der Kommunistischen Partei der Sowjetunion (KPdSU) kontrolliert und finanziert und soll in den frühen 1920er Jahren einen kommunistischen Umsturz in Deutschland vorbereiten.

#### Die Nachfolgestaaten Österreich-Ungarns
- 1. März: Die ungarische Nationalversammlung wählt Miklós Horthy zum Reichsverweser.
- 7. Juni: In Graz kommt es zu einer Hungerrevolte. Eine durch die protestierenden Frauen eingeforderte Preissenkung wird am 12. Juni durch eine Kommission zur Preisregelung mittels fixer Marktpreise gewährleistet.
- 16. Juli: Der Vertrag von Saint-Germain, der die Auflösung der k.u.k. Doppel-Monarchie Österreich-Ungarn und die Bedingungen für die neue Republik Österreich regelt, tritt in Kraft.
- 28. Juli: Auf massiven Druck der Siegermächte des Ersten Weltkriegs legen Polen und die Tschechoslowakei ihren Grenzkonflikt um das Olsagebiet vertraglich bei, der im Vorjahr als zweiwöchiger Polnisch-Tschechoslowakischer Grenzkrieg begann.
- 5. bis 7. September: Auf einem Parteitag wird die Großdeutsche Volkspartei gegründet. Die Partei ist deutschnational, völkisch, antimarxistisch und antisemitisch eingestellt und vertritt als zentrale politische Forderung den Anschluss Österreichs an Deutschland.
- 1. Oktober: Die Konstituierende Nationalversammlung beschließt das Bundes-Verfassungsgesetz, es tritt am 10. November in Kraft. Es stellt zwar das Kernstück der österreichischen Bundesverfassung dar, ist allerdings nicht das einzige Verfassungsdokument.
- 10. Oktober: Bei der Volksabstimmung in Kärnten votiert Süd-Kärnten für Österreich.
- 10. Oktober: Italien annektiert auf der Basis des Vertrages von Saint-Germain Südtirol.
- 17. Oktober: Bei der ersten Nationalratswahl in der Geschichte Österreichs wird die Christlichsoziale Partei mit Michael Mayr stimmen- und mandatstärkste Partei. Auf den zweiten Platz kommt die Sozialdemokratische Arbeiterpartei Deutschösterreichs unter der Führung von Karl Seitz und Karl Renner. Die schon länger prekäre Zusammenarbeit von SDAPDÖ und CS, zuletzt in der Regierung Mayr I, wird nicht fortgesetzt: Die Sozialdemokraten treten am 22. Oktober aus der Regierung aus. Der neue Nationalrat wählt am 20. November die Bundesregierung Mayr II, die als Minderheitsregierung von den Großdeutschen gestützt wird.
- 16. Dezember: Österreich wird in den Völkerbund aufgenommen.

#### Polen/Sowjetunion

##### Polnisch-Sowjetischer Krieg

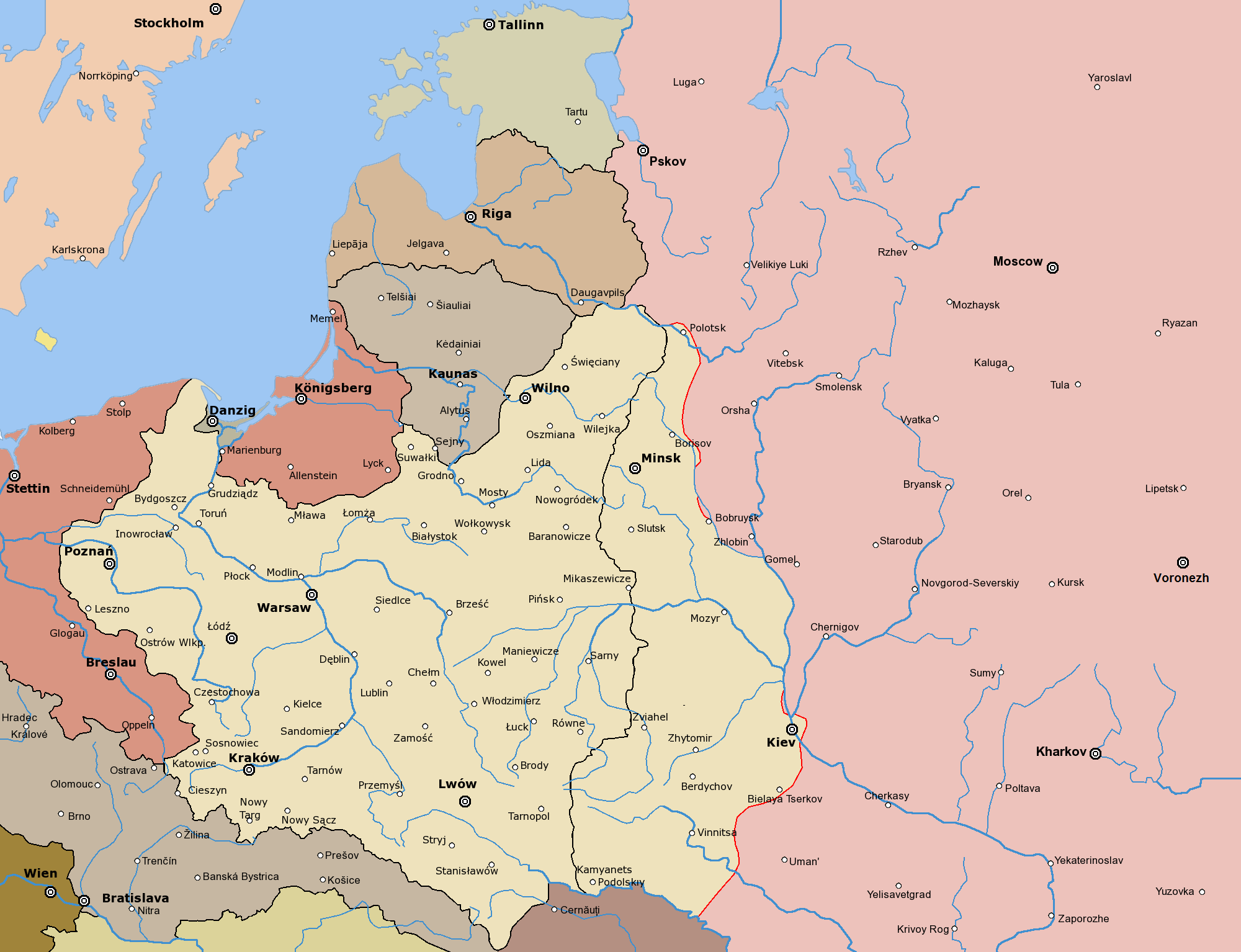
Weitestes Vordringen polnischer Truppen

- 21. Januar: Polnische Einheiten unter Edward Rydz-Śmigły erobern im Polnisch-Sowjetischen Krieg nach zweiwöchigen Kämpfen die Stadt Dünaburg. Nach der Eroberung wird die Stadt an das verbündete Lettland übergeben.
- März: Polen unternimmt simultan zwei erfolgreiche Vorstöße in Weißrussland und der Ukraine.

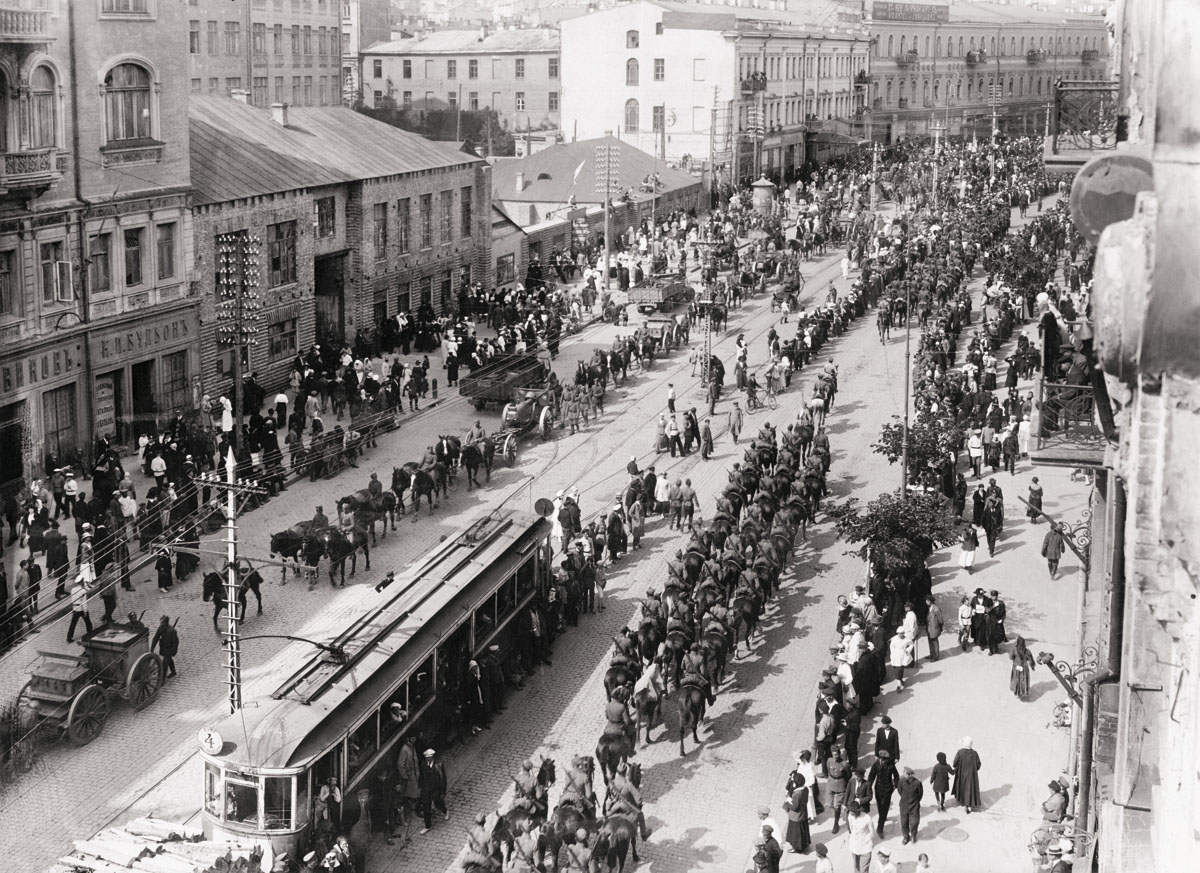
Polnische Truppen in Kiew

- 24. April: Die polnische Hauptoffensive mit dem Ziel Kiew beginnt. Unterstützung erhält Polen von ukrainischen Nationalisten unter Symon Petljura. Die Eroberung der Stadt erfolgt am 7. Mai. Allerdings kann sich die Rote Armee überwiegend unversehrt zurückziehen und eine Gegenoffensive vorbereiten. Polnische Rekrutierungsversuche bei der kriegsmüden ukrainischen Bevölkerung bleiben weitgehend erfolglos.
- 15. Mai: Die sowjetische Gegenoffensive unter Alexander Iljitsch Jegorow beginnt.
- 30. Mai: General Alexei Alexejewitsch Brussilow veröffentlicht einen Aufruf in der Prawda an alle früheren russischen Offiziere, vergangene Kränkungen zu vergessen und sich der Roten Armee anzuschließen.
- Anfang Juli: Litauen verbündet sich mit der Sowjetunion gegen Polen.
- 11. Juli: Die Rote Armee unter Michail Nikolajewitsch Tuchatschewski erobert Minsk. Am 14. Juli fällt Wilna, wenige Tage später Grodno.

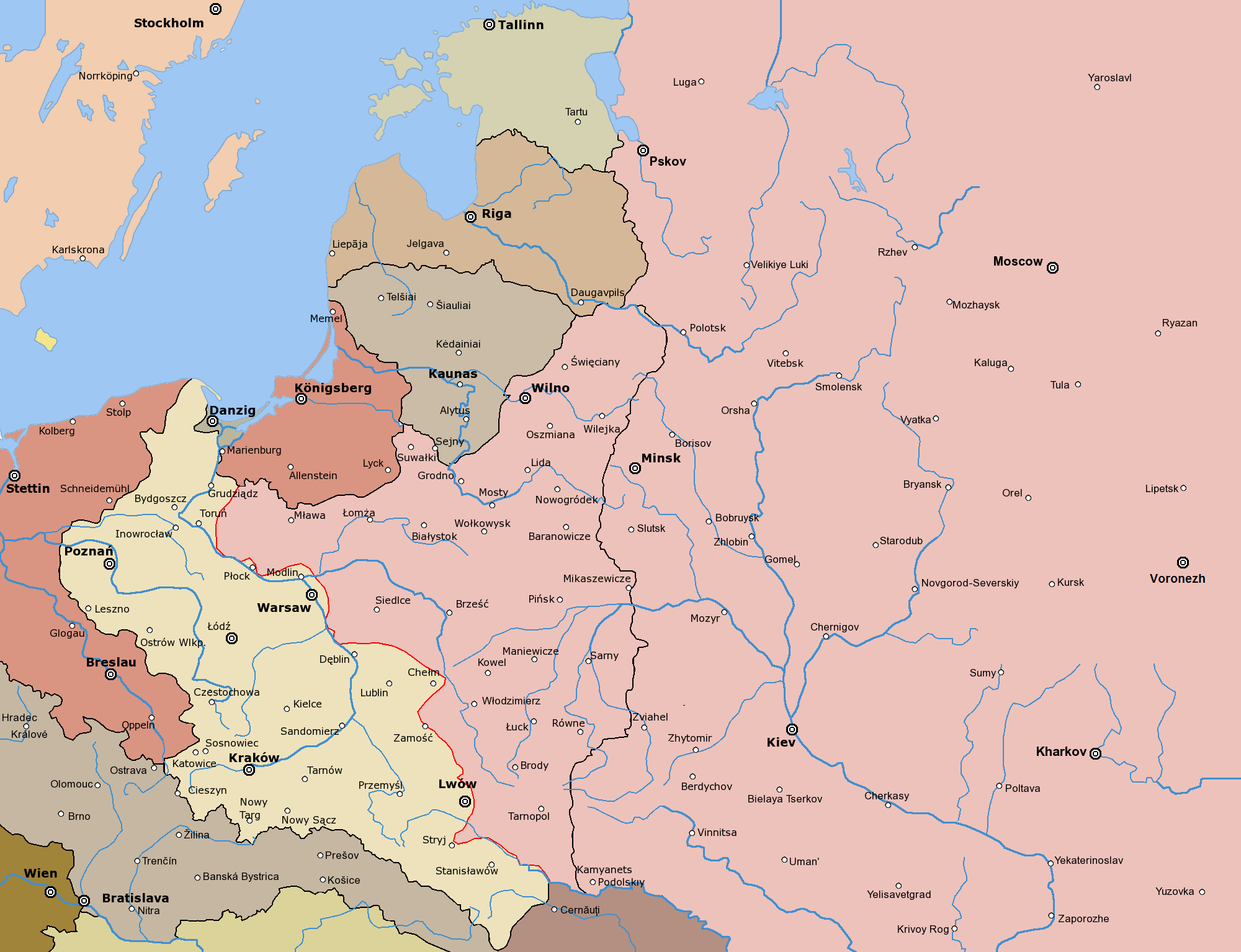
Frontverlauf im August 1920

- 01. August: Die Rote Armee erobert Brest-Litowsk und steht damit nur noch 100 Kilometer vor Warschau. Am 10. August überquert sie die Weichsel.
- 13. August: Die Schlacht bei Warschau beginnt. Sie endet am 25. August mit dem „Wunder an der Weichsel“, dem Sieg der polnischen Armee unter Józef Piłsudski und Tadeusz Rozwadowski. Polen geht erneut in die Offensive.
- 20. August: Die Verfassungsgebende Versammlung Danzigs beschließt die Neutralität der Freien Stadt Danzig.
- 20. August: Der zweite polnische Aufstand in Oberschlesien wird von Wojciech Korfanty initiiert.
- 20. September: Polen siegt in der Schlacht an der Memel.
- 07. Oktober: Polen und Litauen schließen den Vertrag von Suwałki, wonach die Curzon-Linie die Demarkationslinie zwischen den beiden Staaten darstellen soll.
- 09. Oktober: Der polnische General Lucjan Żeligowski bricht den Vertrag und erobert Wilna im Handstreich ebenso wie weite Teile Litauens. Am 12. Oktober proklamiert er die Republik Mittellitauen.
- 12. Oktober: Ein Waffenstillstand wird unter britischem und französischem Druck unterzeichnet.

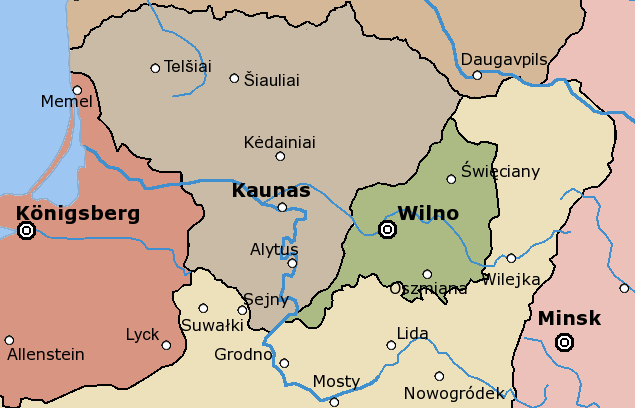
Litauen (braun) und Mittellitauen (grün)

- 12. Oktober: Der polnische General Lucjan Żeligowski proklamiert im vorwiegend polnischsprachigen Ostteil Litauens den Staat Litwa Środkowa (Mittellitauen) mit der Hauptstadt Vilnius. Litauen erkennt diesen Staat nicht an und erklärt Kaunas zu seiner provisorischen Hauptstadt.

##### Weitere Ereignisse
- 11. Januar: Die Alliierten erkennen Aserbaidschan als unabhängiges Land an.
- 02. Februar: Im Frieden von Dorpat erkennt die Russische Sowjetrepublik die Unabhängigkeit von Estland an.
- 10. Februar: In der Hafenstadt Putzig in der Danziger Bucht, aufgrund der Bestimmungen des Versailler Vertrags Teil des Polnischen Korridors, mit dem der wiedererrichtete polnische Staat Zugang zum Meer erhalten soll, wirft der polnische General Józef Haller in einer feierlichen Zeremonie einen goldenen Ring mit dem polnischen Staatswappen in die Ostsee.
- 28. April: russische Rote Armee marschiert in Aserbaidschan ein und beendet mit dem Etablieren eines Okkupationsregimes in Baku die Unabhängigkeit des jungen Landes.
- Mai bis Juni: Es kommt zum letzten der drei ossetischen Aufstände im Rahmen des Georgisch-Südossetischen Konflikts, der im Juni jedoch endgültig niedergeschlagen wird. Tausende Osseten sterben oder werden vertrieben.
- 30. Juni: Nach Massendemonstrationen seit Mai bricht im Mandatsgebiet Mesopotamien ein antibritischer bewaffneter Aufstand aus, der erst im Oktober endgültig niedergeschlagen werden kann.

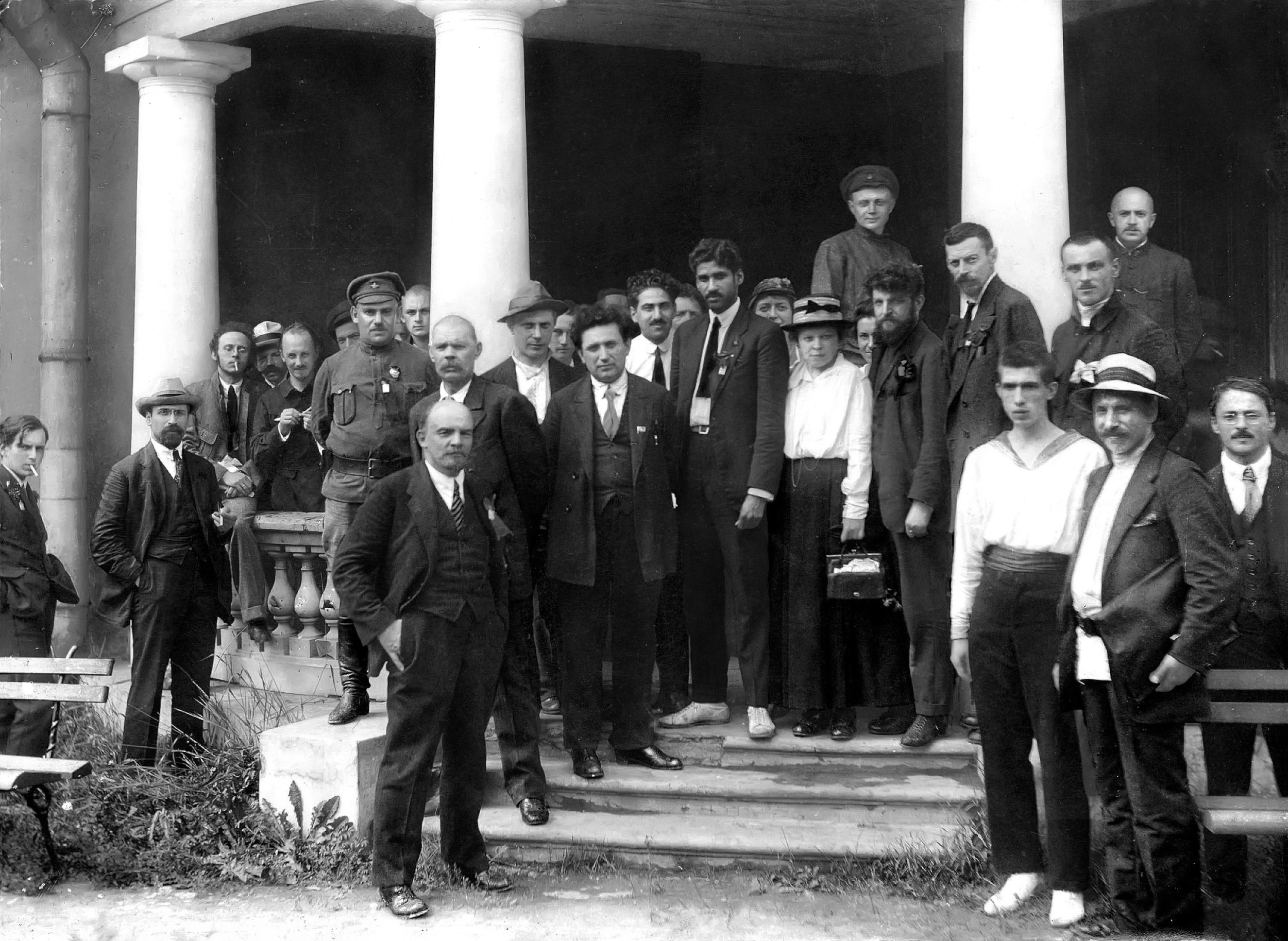
Lenin (ganz vorne links) und andere Delegierte des II. Weltkongresses der Komintern am 19. Juli 1920

- 19. Juli bis 7. August: Die Kommunistische Internationale hält ihren II. Weltkongress ab. Er legt die Organisationsstruktur der Vereinigung fest und zementiert insbesondere die dominierende Rolle der Bolschewiki, der späteren Kommunistischen Partei der Sowjetunion (KPdSU). Lenins Organisations- und Führungsprinzip, der sogenannte demokratische Zentralismus, wird als verbindlich auf die Komintern übertragen. Im Ergebnis müssen die einzelnen kommunistischen Mitgliedsparteien ihre Eigenständigkeit aufgeben. Der Kongress beschließt Lenins 21 Leitsätze über die Bedingungen der Aufnahme in die Kommunistische Internationale,  welche die Mitarbeit „zentristischer“ Parteien verhindern sollen.
- 24. September: Der Türkisch-Armenische Krieg zwischen der Demokratischen Republik Armenien und türkischen Revolutionären beginnt.
- 14. Oktober: Die Finnischen Ostkriegszüge enden mit dem Frieden von Dorpat: Sowjetrussland erkennt die Grenze des unabhängigen Finnland an.
- 15. November: Danzig in Westpreußen erklärt sich selbst gegen den Willen der Bevölkerung in einer Proklamation zur Freien Stadt. Die im August beschlossene Verfassung der Freien Stadt Danzig tritt jedoch bis 1922 nicht in Kraft.
- 26. November: Lenins Rede „Den Kapitalismus einholen und überholen“

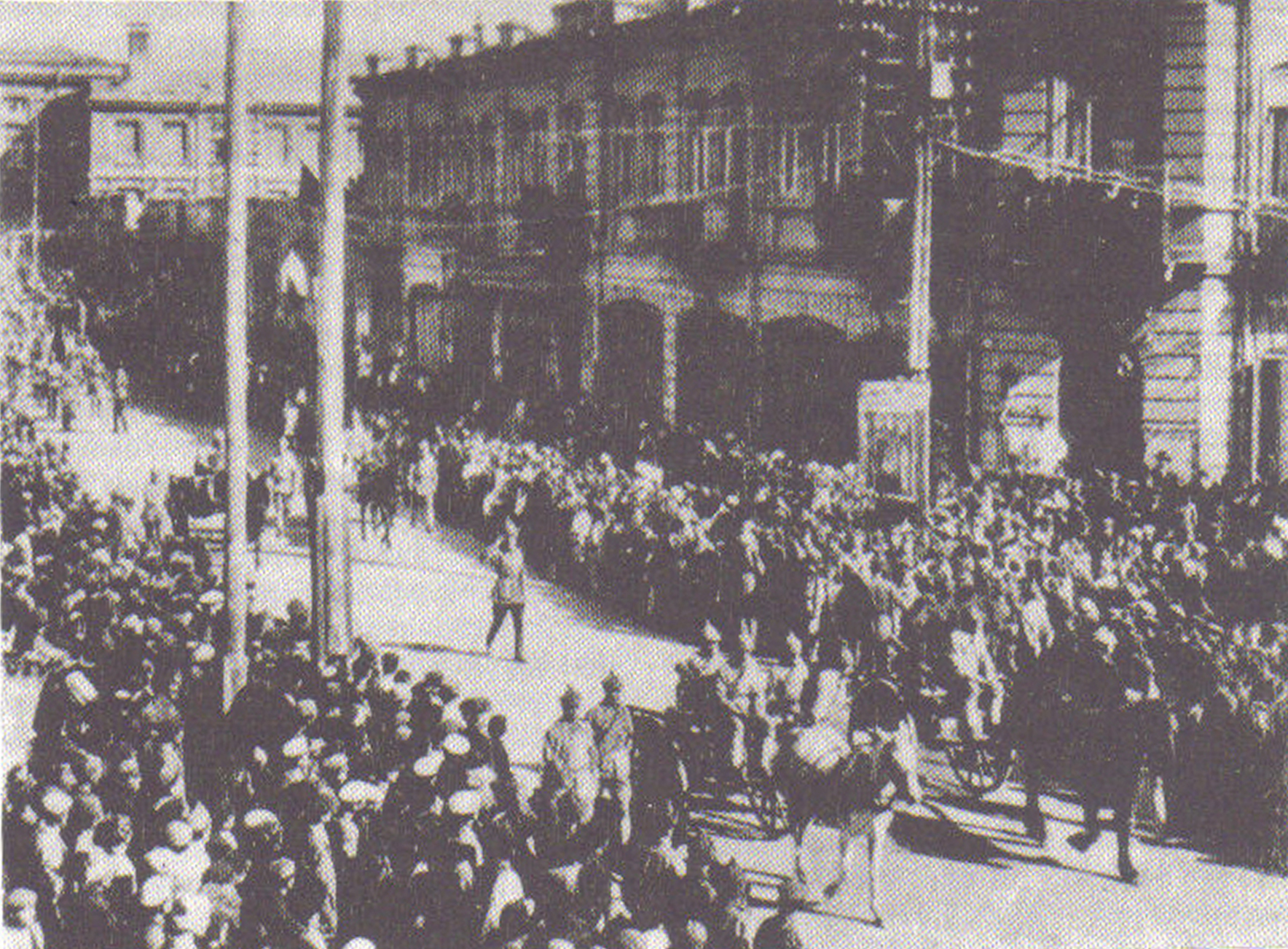
Die Machtübernahme der Bolschewiki in Jerewan

- 29. November: In der Demokratischen Republik Armenien gelangen armenische Bolschewiki in einem unblutigen Putsch an die Macht.
- 02. Dezember: Der Vertrag von Alexandropol beendet den Türkisch-Armenischen Krieg. Er verlegt die Grenze der Demokratischen Republik Armenien hinter die Linie Ardahan-Kars und spricht mehr als die Hälfte der Demokratischen Republik Armenien der Türkischen Seite zu.
- 02. Dezember: Der bisherige Regierungschef Simon Wratzjan übergibt Armenien formal den Bolschewiki und geht in den Untergrund.
- 06. Dezember: Zur Unterstützung der kommunistischen Regierung marschiert die russische Rote Armee in Armenien ein und ruft die Armenische Sozialistische Sowjetrepublik aus. Armenien bleibt vorläufig ein formal unabhängiges Land.

#### Osmanisches Reich und seine Nachfolgestaaten
- 12. Januar: Das osmanische Parlament tritt zum letzten Mal zusammen.
- 2. März: Ali Rıza Pascha wird von Sultan Mehmed IV. aus dem Amt des Großwesirs des Osmanischen Reichs entlassen. Sein Nachfolger wird am 8. März Hulusi Salih Pascha.

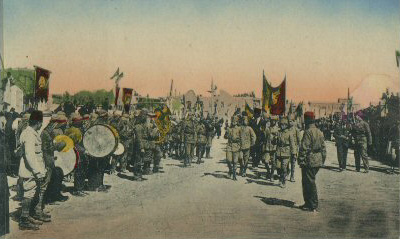
Ausrufung von Faisal I. zum König von Syrien

- 7. März: Der syrische Nationalkongress proklamiert Faisal I. zum König von Syrien. Haschim al-Atassi wird interimistischer Premierminister, gefolgt am 9. März von Ali Rida ar-Rikabi. Die Kolonialmächte Frankreich und Großbritannien durchkreuzen jedoch das arabische Unabhängigkeitsstreben über den Völkerbund. Frankreich erhält das Völkerbundmandat für Syrien und Libanon.

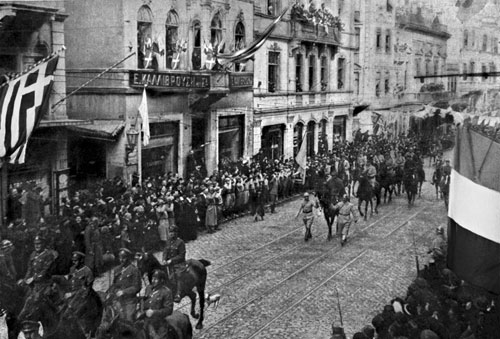
Einmarsch in Istanbul

- 16. März: Die Alliierten besetzen formell Istanbul.
- 2. April: Hulusi Salih Pascha tritt nach knapp einem Monat als Großwesir zurück. Ihm folgt neuerlich Damad Ferid Pascha.
- 4. bis 7. April: Bei den Nabi-Musa-Unruhen in der Altstadt von Jerusalem kommt es anlässlich der muslimischen Feierlichkeiten zu Ehren des Propheten Moses zu einem Pogrom gegen die jüdische Bevölkerung.
- Am 8. April erfolgt die gleichzeitige Krönung Faisals I. zum König Syriens und von Abdallah ibn Husain I. zum König des Irak.
- 11. April: Sultan Mehmed IV. löst das osmanische Parlament auf, das ihn des Hochverrats bezichtigt hat.
- 19. bis 26. April: Auf der Konferenz von Sanremo wird der Friedensvertrag zwischen den Alliierten und dem Osmanischen Reich vorbereitet. Der Oberste Rat der Alliierten Mächte (Großbritannien, Frankreich, Italien) beschließt im Rahmen der Neuaufteilung des besiegten Osmanischen Reichs verschiedene Mandatsgebiete des Völkerbunds. Es gibt ein Britisches Mandat Mesopotamien neben ihrem Völkerbundsmandat für Palästina. Die Franzosen erhalten das Völkerbundmandat für Syrien und Libanon.

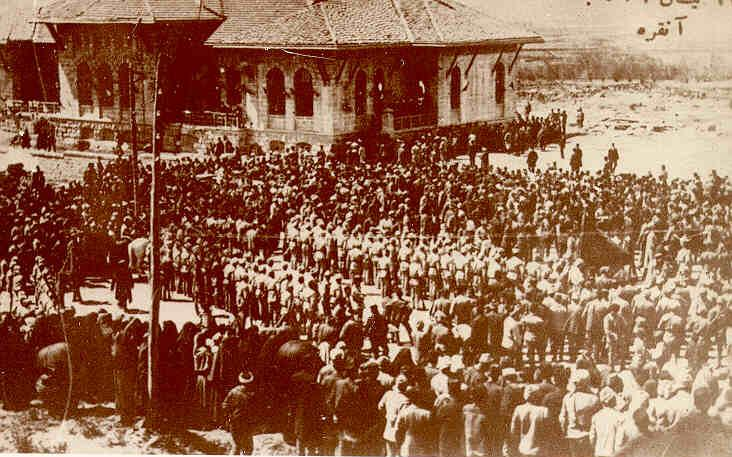
Eröffnung der Großen Nationalversammlung am 23. April 1920

- 23. April: Die Große Nationalversammlung der Türkei wird in Ankara eröffnet. Am nächsten Tag wird Mustafa Kemal Pascha zum Parlamentspräsidenten gewählt.
- 9. bis 13. Mai: Im Zuge des Türkischen Befreiungskrieges wird der Kongress von Thrakien abgehalten.

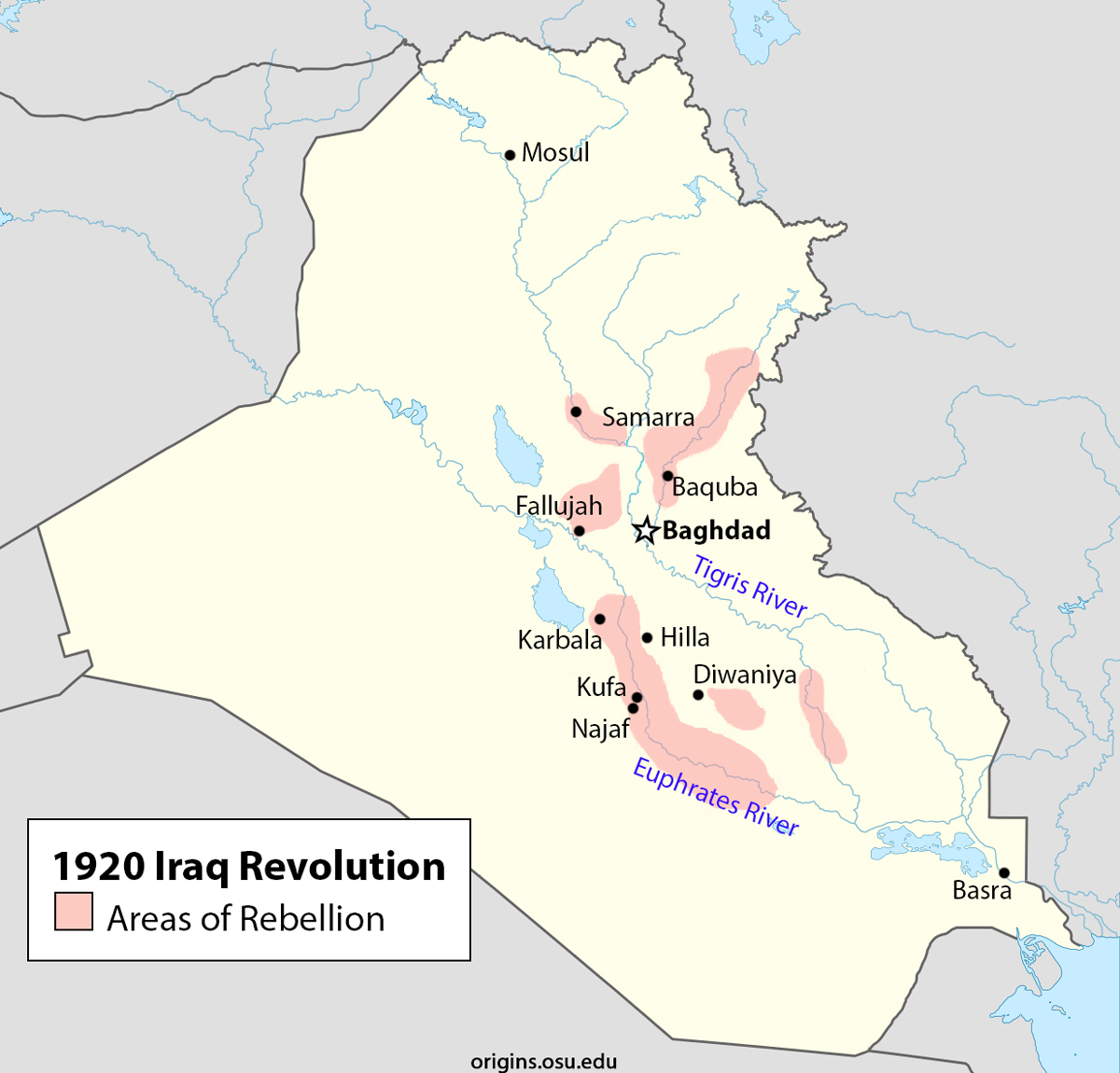
Aufstandsgebiete in rosa

- Im Mai kommt es zu Massendemonstrationen gegen die britische Herrschaft in Bagdad. Am 30. Juni bricht der Irakischer Aufstand gegen die Briten los. Bis Ende Juli bringen die Stammesmilizen der schiitischen Beduinen die mittlere Euphratregion weitgehend unter ihre Kontrolle. Der Erfolg der Stämme weitet die Revolte auf die Gebiete am Unterlauf des Euphrat und rund um Bagdad herum aus. Winston Churchill ordnet daraufhin Luftschläge der RAF an, womit dir Revolte bis Oktober niedergeschlagen wird.
- 14. Juli: Der französische General Henri Gouraud verlangt in einem Ultimatum von König Faisal die Auflösung der syrischen Armee. Anderenfalls werde er aus dem Libanon auf Damaskus vorrücken. Der König befiehlt, den mit Panzern ausgerüsteten und von Bombenflugzeugen unterstützten französischen Truppen keinen Widerstand zu leisten. Kriegsminister Yusuf al-'Azmah widersetzt sich dem königlichen Befehl und zieht mit Resten noch nicht aufgelöster Truppenteile und mit Freiwilligen den Franzosen entgegen.
- 23. Juli: König Faisal von Syrien verliert die Schlacht von Maysalun gegen französische Truppen, die am nächsten Tag in Damaskus einziehen. Faisal wird aus dem Land ins Exil nach Großbritannien getrieben, das Königreich Syrien hört auf zu existieren.

Unterzeichnung des Vertrags von Sèvres

- 10. August: Mit dem Vertrag von Sèvres zwischen den Staaten der Entente und dem Osmanischen Reich wird der letzte der Pariser Vorortverträge unterzeichnet. Die Große Nationalversammlung lehnt den Vertrag ab und erklärt die Regierungsvertreter zu Hochverrätern.
- 1. September: Der französische General Henri Gouraud proklamiert im Rahmen des Völkerbundmandats für Syrien und Libanon den Staat Großlibanon, aus dem im Jahr 1926 die heutige Republik Libanon hervorgeht, sowie den Staat Aleppo.
- 2. September: Auf dem Gebiet des Libanon wird der Alawitenstaat proklamiert.
- 3. September: Der Staat Damaskus wird ausgerufen.
- 24. September: Der Türkisch-Armenische Krieg zwischen der Demokratischen Republik Armenien und türkischen Revolutionären beginnt.
- 21. Oktober: Ahmed Tevfik Pascha löst Damad Ferid Pascha im Amt ab. Er wird damit der letzte Großwesir des Osmanischen Reichs.
- 2. Dezember: Der Vertrag von Alexandropol beendet den Türkisch-Armenischen Krieg.

#### Griechenland
- 25. Oktober: Alexander, König von Griechenland, stirbt im Alter von 27 Jahren überraschend an einem Affenbiss. Am 14. November verliert die Partei des liberalen Ministerpräsident Eleftherios Venizelos ebso überraschend die Parlamentswahlen. Venizelos verlässt Griechenland. Sein Nachfolger wird am 19. November Dimitrios Rallis. Nach einem Plebiszit, in dem sich die Mehrheit der Wähler für seine Rückkehr ausspricht, kehrt Alexanders Vater Konstantin aus dem Exil nach Griechenland zurück und wird am 19. Dezember zum zweiten Mal König. Das Land befindet sich seit dem Vorjahr im Krieg gegen die Türkei.

#### Portugal

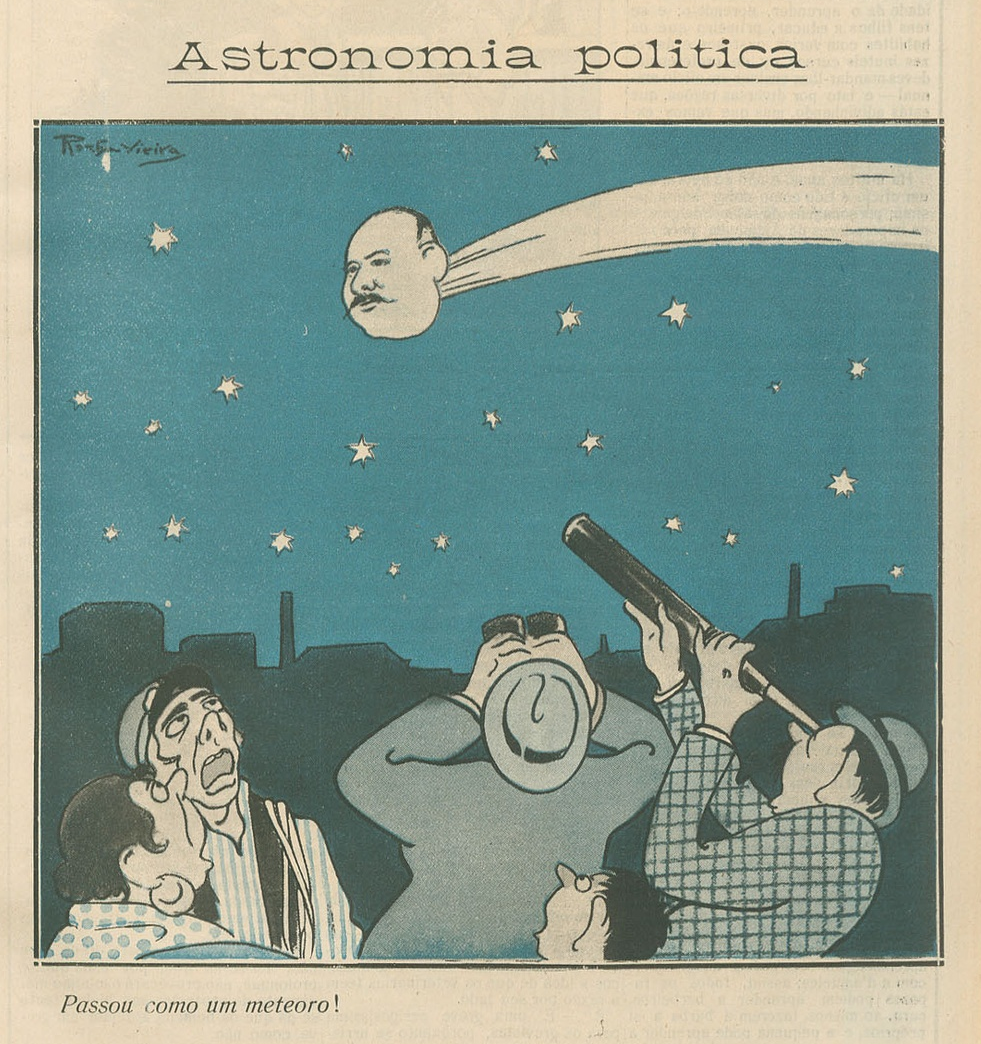
Francisco Costa als politische Sternschnuppe in einer Karikatur

- 15. Januar: Nach rund einem halben Jahr im Amt tritt Alfredo de Sá Cardoso vom Partido Democrático als Ministerpräsident Portugals zurück. Zu seinem Nachfolger wird sein Parteikollege Francisco José Fernandes Costa gewählt. Sein Kabinett tritt jedoch noch am selben Tag zurück und geht als „Kabinett der fünf Minuten“ (Governo dos Cinco Minutos) in die Geschichte Portugals ein. Alfredo de Sá Cardoso übernimmt übergangsweise neuerlich das Amt des Ministerpräsidenten.
- 21. Januar: Domingos Leite Pereira wird zum zweiten Mal Ministerpräsident.
- 8. März: António Maria Baptista wird Ministerpräsident Portugals. Mit ihm scheint etwas Stabilität in die Regierung einzukehren.
- 6. Juni: Nachdem Ministerpräsident António Maria Baptista überraschend während einer Kabinettssitzung einem Schlaganfall erliegt, wird José Ramos Preto als Übergangskandidat neuer Regierungschef Portugals.
- 26. Juni: In Portugal wird António Maria da Silva zum ersten Mal Ministerpräsident.
- 19. Juli: António Joaquim Granjo vom Partido Liberal Republicano wird Ministerpräsident von Portugal.
- 20. November: Mit Álvaro de Castro wird erstmals ein Kandidat des Partido Republicano da Reconstituição Nacional Premierminister Portugals.
- 30. November: Mit Liberato Ribeiro Pinto wird neuerlich ein Kandidat der Demokraten Ministerpräsident von Portugal.

#### Großbritannien und Irland
- 21. November: Im Irischen Unabhängigkeitskrieg werden am „Blutsonntag“ (englisch Bloody Sunday, irisch Domhnach na Fola) zunächst 15 britische Agenten und Soldaten und später bei einem Anschlag zur Vergeltung während einer Gaelic-Football-Veranstaltung durch britische Kräfte 14 irische Zivilisten ermordet.
- 23. Dezember: Das Parlament des Vereinigten Königreichs beschließt den Government of Ireland Act, durch den die Trennung der Staaten Süd- und Nordirland auf der Insel Irland festgeschrieben wird.

#### Weitere Ereignisse in Europa
- 1. Januar: Giuseppe Motta wird zum zweiten Mal Bundespräsident der Schweiz.
- 21. März: In der Schweiz wird eine Volksinitiative für das Verbot von Casinos angenommen.
- 13. Juli: In Triest verüben italienische Faschisten auf das Kulturzentrum Narodni dom der slowenischen Bevölkerung einen Brandanschlag. In der Stadt herrschen nach der angelaufenen Zwangsitalianisierung Spannungen.

#### Iran
- 5. Juni: In Rascht in der iranischen Provinz Gilan wird durch Mirza Kutschak Khan und die neu gegründete Kommunistische Partei des Iran die Sozialistische Sowjetrepublik Iran ausgerufen. Sie wird von der Sowjetunion unterstützt.

#### Kanada
- 1. Februar: Durch Zusammenlegung der Royal North-West Mounted Police mit der Dominion Police entsteht die Royal Canadian Mounted Police als in allen kanadischen Provinzen und Territorien zuständige Bundespolizei. Der Hauptsitz wird nach Ottawa verlegt.

#### Vereinigte Staaten von Amerika
- 15. Januar: Der ein Jahr zuvor ratifizierte 18. Zusatzartikel zur Verfassung, der Herstellung, Verkauf und Transport von berauschenden Mitteln verbietet, tritt in Kraft; damit beginnt die Prohibition.
- 19. März: Im Kongress der Vereinigten Staaten scheitert die Ratifikation des Versailler Vertrags und der Beitritt der USA zum Völkerbund.

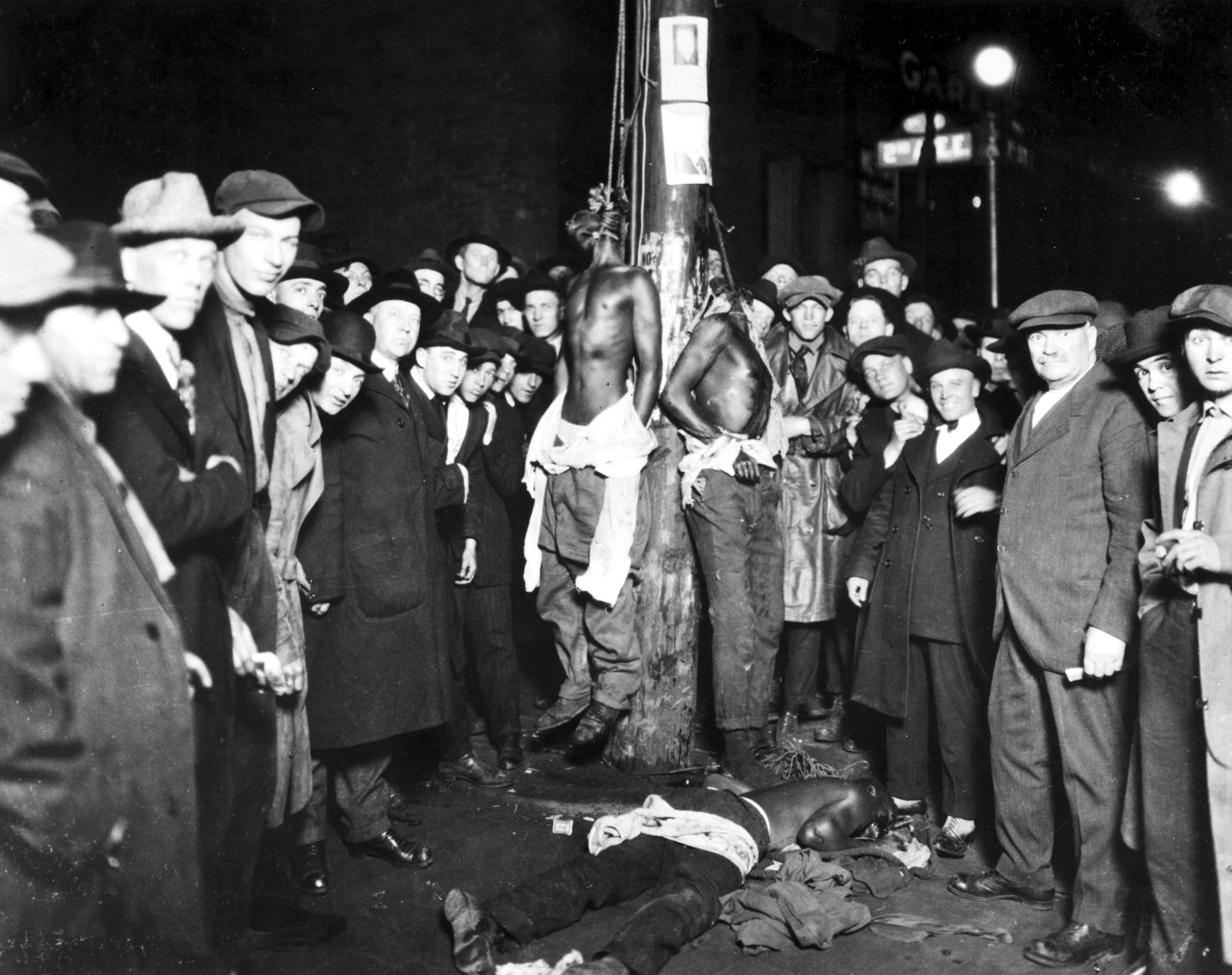
Die drei Gelynchten umringt vom wütenden Mob

- 15. Juni: In der Hafenstadt Duluth (Minnesota) begeht am Abend ein Mob Lynchmorde. Drei afroamerikanische Zirkusarbeiter werden nach einem Scheinprozess gehängt, weil sie angeblich eine junge weiße Frau vergewaltigt hätten. Das Gerücht stellt sich später als unwahr heraus.
- 18. August: Frauenwahlrecht in den Vereinigten Staaten: Mit der Ratifizierung durch den Bundesstaat Tennessee tritt der 19. Zusatzartikel zur Verfassung der Vereinigten Staaten in Kraft, der der Bundesregierung und den Staaten untersagt, einer Person aufgrund ihres Geschlechts den Zugang zu einer Wahl zu verbieten. Außenminister Bainbridge Colby beglaubigt die Ratifizierung am 26. August. Allerdings werden in zahlreichen Staaten Wahlrechtshürden errichtet, indem die Wahl an einen Nachweis für Lese- und Schreibfähigkeiten oder die Zahlung von Steuern gebunden ist. An der Präsidentschaftswahl im November nehmen deshalb nur 36 % der Frauen teil.

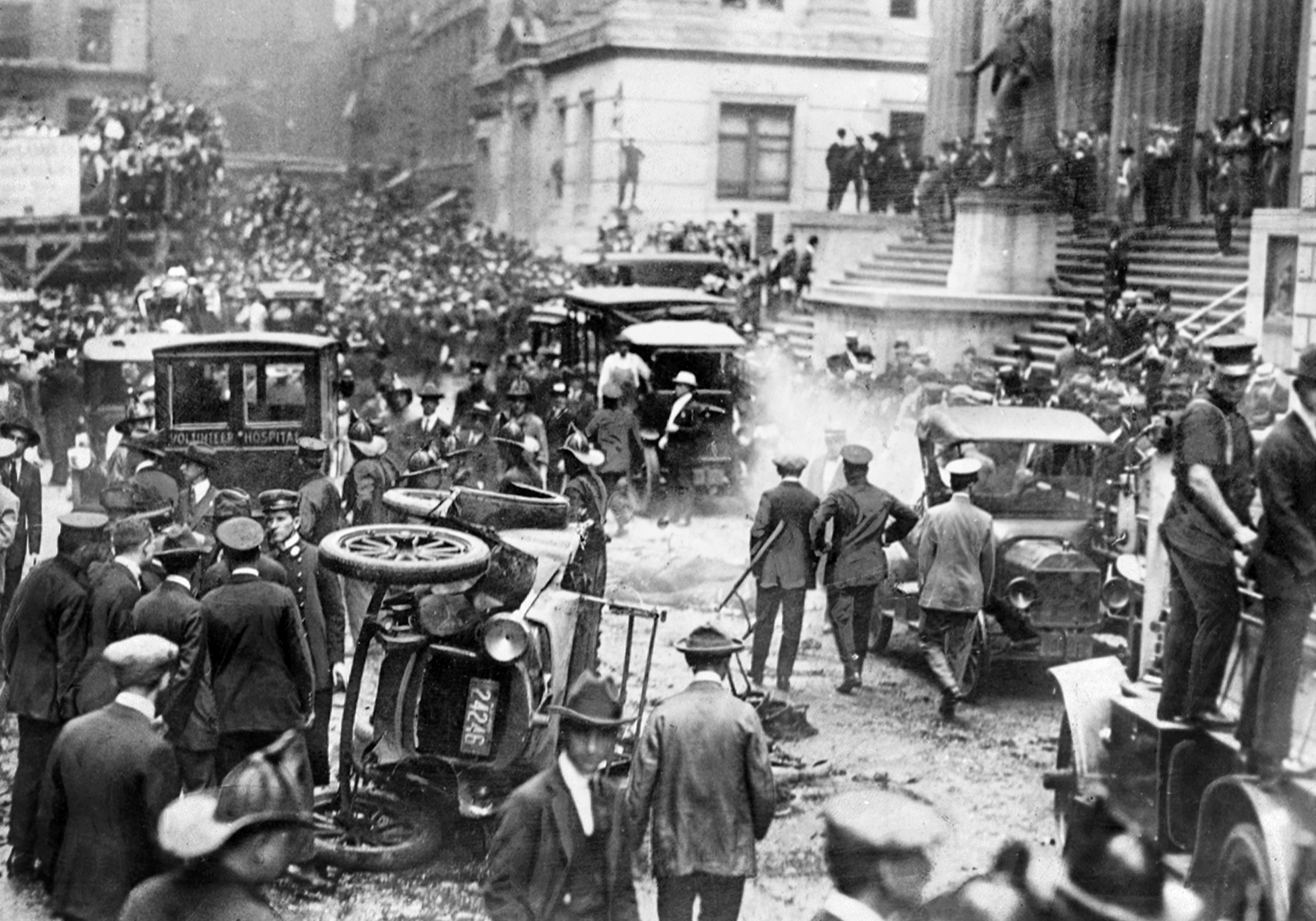
Nach dem Bombenattentat vor der Bank J. P. Morgan Inc.

- 16. September: In der New Yorker Wall Street explodiert vor dem Bankgebäude der J. P. Morgan Inc. eine in einem Pferdewagen deponierte Bombe. Über 30 Menschen sterben sofort oder in den nächsten Tagen und über 300 Menschen werden verletzt. Als Urheber des Bombenanschlags auf die Wall Street werden anarchistische Kreise vermutet.

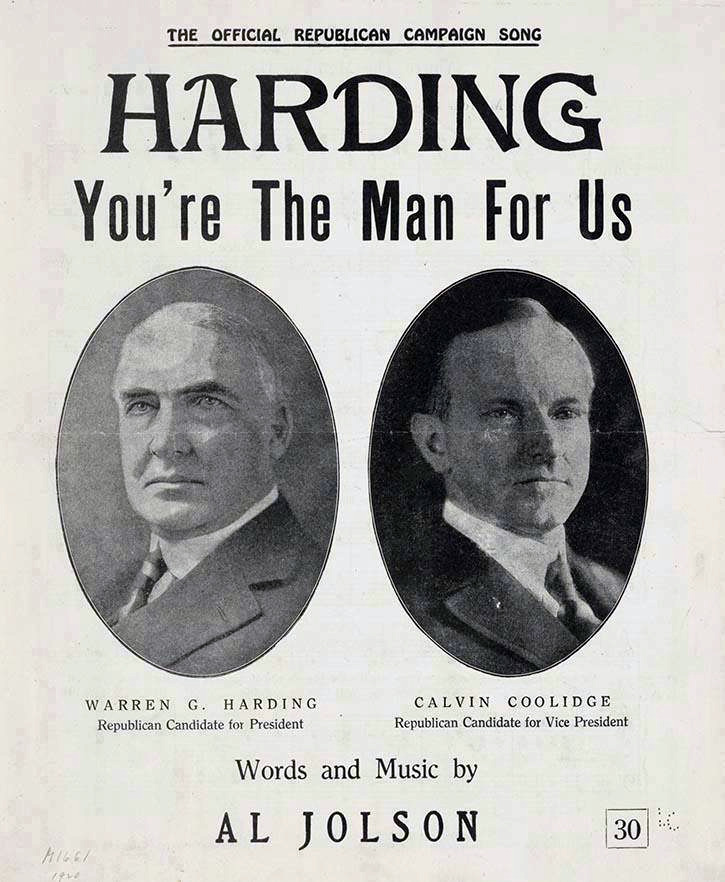
Wahlplakat der Republikaner für die Wahl 1920

- 2. November: Der Kandidat der Republikaner, Warren G. Harding, gewinnt mit deutlicher Mehrheit die US-Präsidentschaftswahl gegen den Demokraten James M. Cox. Der Kandidat der  Sozialistischen Partei Amerikas, Eugene V. Debs, der aus dem Gefängnis heraus kandidiert, erhält, 3,4 % der Stimmen. Harding tritt sein Amt im März 1921 an.

#### Afrika
- 23. Juli: Das Protektorat Britisch-Ostafrika wird in die britische Kronkolonie Kenia umgewandelt. Im gleichen Jahr wird die Britische Ostafrikanische Rupie vom Ostafrikanischen Florin als Zahlungsmittel abgelöst.

### Wirtschaft
- 1. Januar: Immense Preissteigerungen für Kohle treten in Kraft.
- 25. Februar: Investoren aus Antwerpen gründen die belgische Erdölgesellschaft Petrofina.
- 9. März: Erik Liebreich erhält ein deutsches Patent für ein Verfahren zur elektrolytischen Abscheidung von metallischem Chrom, die Grundlage für das Verchromen durch Chromelektrolyte.

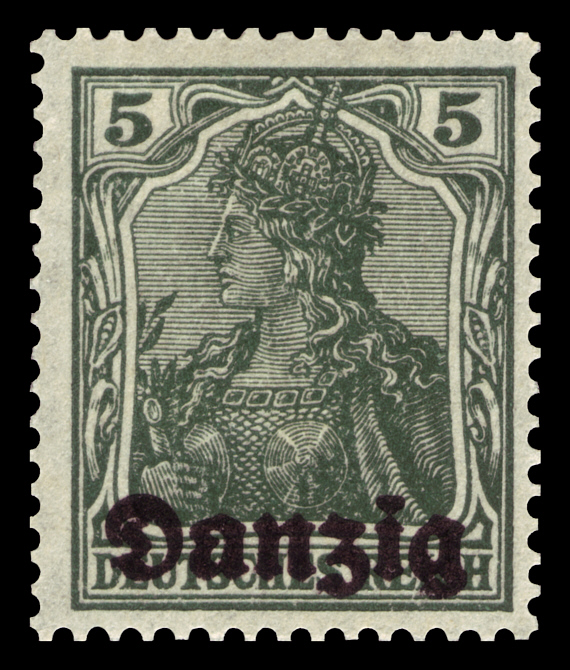
Danziger Briefmarke 1920

- 14. Juni: Die Reichspostdirektion Danzig gibt die ersten eigenständigen Danziger Briefmarken heraus.
- 12. Juli: US-Präsident Woodrow Wilson gibt offiziell den Schiffsverkehr auf dem längst in Betrieb befindlichen Panamakanal frei. Die geplanten Eröffnungsfeierlichkeiten im Jahr 1914 mussten wegen des ausgebrochenen Ersten Weltkriegs vertagt werden und werden an dem Tag nachgeholt.
- 16. November: Queensland and Northern Territories Aerial Service (QANTAS) wird in Winton gegründet.
- 13. Dezember: Der Bonbonkocher Hans Riegel macht sich selbständig und lässt seine Firma Haribo ins Bonner Handelsregister eintragen.

### Wissenschaft und Technik

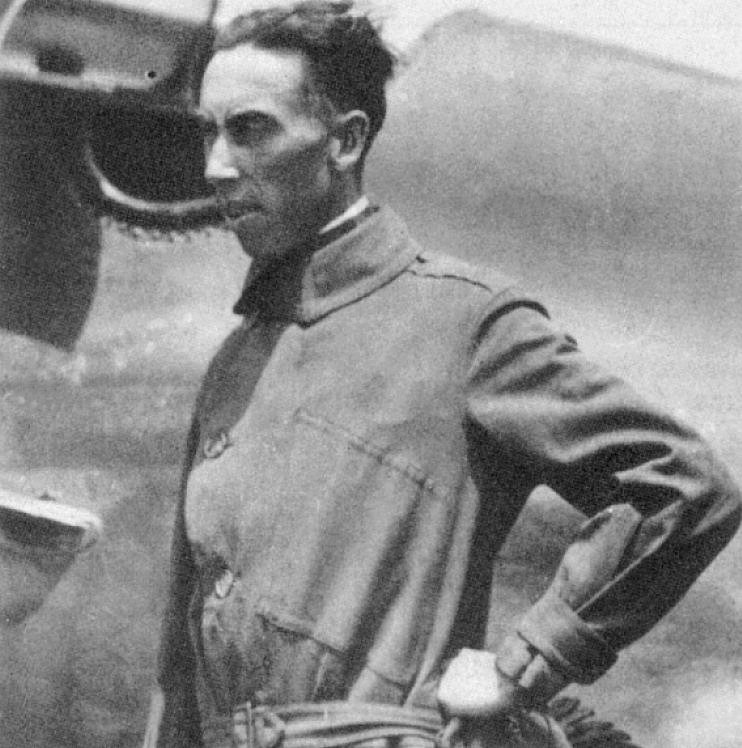
Rudolph W. Schroeder (1920)

- 27. Februar: Major Rudolph William „Shorty“ Schroeder erreicht als Erster eine Höhe von über 10.000 Metern mit einem Flugzeug.
- 26. April: Die Shapley-Curtis-Debatte in Washington löst ein neues Verständnis zur Natur von Galaxien und der Größe des Universums unter Astronomen aus.
- 07. September: In Brasilien wird durch Präsident Epitácio Pessoa mittels Zusammenlegung der Escola Politécnica mit den bis dahin eigenständigen Hochschulen Faculdade Livre de Ciências Jurídicas e Sociais do Rio de Janeiro und Faculdade de Medicina die Universidade do Rio de Janeiro gegründet.

### Kultur

#### Bildende Kunst

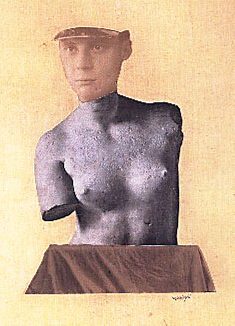
Johannes Theodor Baargeld: Typische Vertikalklitterung als Darstellung des Dada Baargeld. Diese verfremdete Venus von Milo-Darstellung wird in der Ausstellung gezeigt.

- 30. Juni bis 25. August: In der Galerie Dr. Otto Burchard in Berlin findet die Erste Internationale Dada-Messe statt. Die Messe ist mit ihren Ausstellungsobjekten eine Absage an die bürgerliche Kultur, bildet jedoch eine Dokumentation künstlerischer Kreativität, welche die Dada-Revolte freigesetzt hat, und deren Impulse die weitere Entwicklung der modernen Kunst inspirieren.

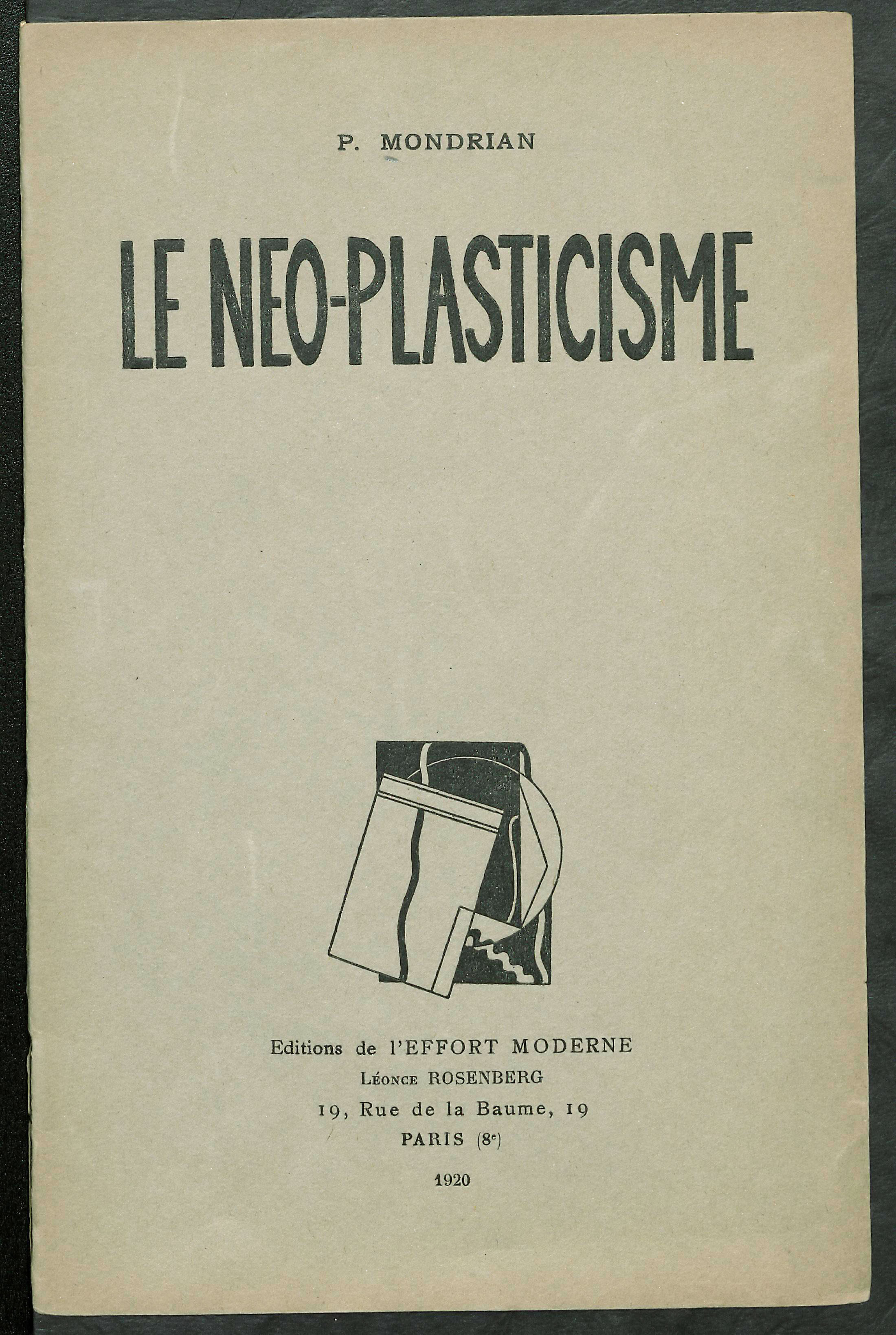
Piet Mondrian: Le Néo-Plasticisme, 1920

- Piet Mondrian veröffentlicht sein kunsttheoretisches Hauptwerk Le Néo-Plasticisme über den Stil des Neoplastizismus im Verlag L’Effort Moderne von Léonce Rosenberg.
- Adolf Hoffmeister, Jaroslav Seifert, Karel Teige und Vladislav Vančura gründen in Prag die avantgardistische Künstlergruppe Devětsil. Die Mitglieder widmen sich der proletarischen Kunst und dem sogenannten magischen Realismus. Die Gruppe beteiligt sich an der Organisation des künstlerischen Lebens in Böhmen und Mähren.

#### Film
- 03. Januar: In der Berliner Schauburg wird das Stummfilmdrama Sklaven fremden Willens von Richard Eichberg mit Lee Parry und Bela Lugosi in den Hauptrollen uraufgeführt.
- 11. Januar: In den Vereinigten Staaten wird der Slapstick-Kurzfilm Die Werkstatt mit Roscoe Arbuckle und Buster Keaton in den Hauptrollen uraufgeführt. Es ist der letzte gemeinsame Film der beiden. Keaton produziert wenig später seinen ersten unabhängigen Film The High Sign, hält in allerdings zurück, weil er ihn nicht für gut genug erachtet.

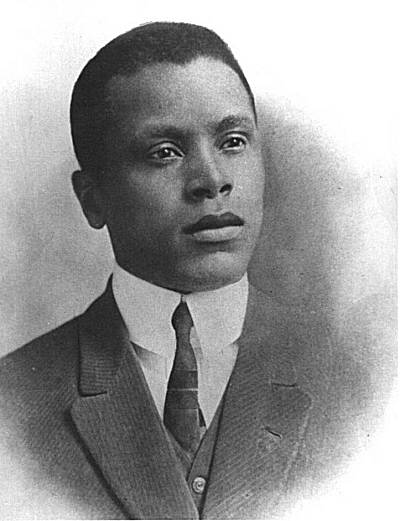
Oscar Micheaux

- 12. Januar: Das Stummfilmdrama Within Our Gates von Oscar Micheaux hat seine Uraufführung. Ser Film entstand als direkte Reaktion auf David Wark Griffiths rassistischen Film The Birth of a Nation und gilt als der älteste erhaltene Film eines afroamerikanischen Regisseurs.
- 8. Februar: Harold Lloyds Kurzfilmkomödie His Royal Slyness hat in den Vereinigten Staaten ihre Uraufführung.

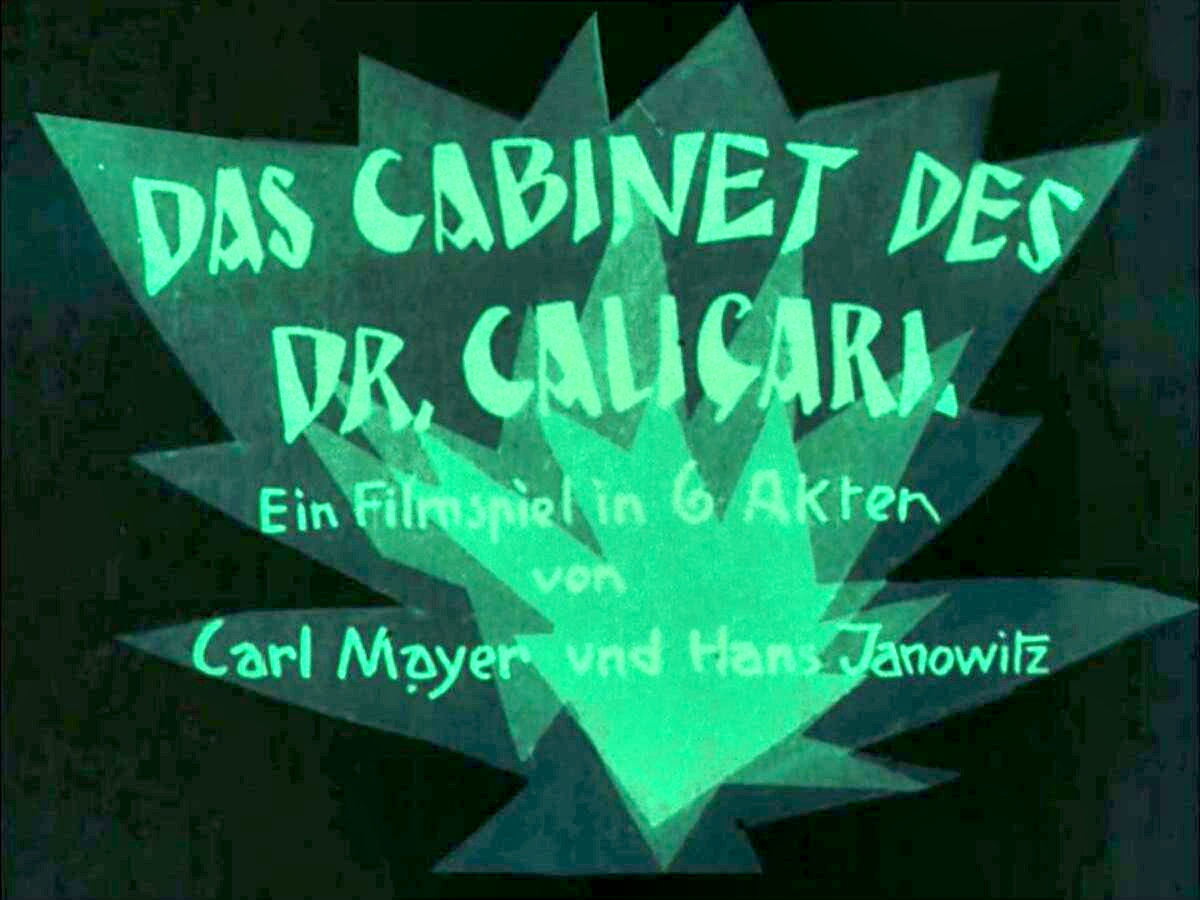
Titel Das Cabinet des Dr. Caligari

- 27. Februar: Der deutsche Spielfilm Das Cabinet des Dr. Caligari hat seine Uraufführung. Der unter der Regie von Robert Wiene entstandene Stummfilm gilt als erste berühmte Produktion des expressionistischen Films und als Meilenstein der Filmgeschichte.
- 9. März: Ernst Lubitschs Stummfilmkomödie Kohlhiesels Töchter nach dem gleichnamigen Bauernschwank mit Henny Porten in einer Doppelrolle hat Premiere.
- 3. Mai: Der Stummfilm Das Mädchen aus der Ackerstraße von Reinhold Schünzel mit Lilly Flohr in der Titelrolle wird in Berlin uraufgeführt. Das Drehbuch stammt von Arzén von Cserépy und Bobby E. Lüthge nach dem Roman von Ernst Friedrich.
- 1. September: Buster Keatons Kurzfilmkomödie The Week erhält bei ihrer Uraufführungen ausgezeichnete Kritiken.
- 7. Oktober: Als erste Karl-May-Verfilmung wird der Stummfilm Auf den Trümmern des Paradieses von Josef Stein in den Kammer-Lichtspielen in Dresden uraufgeführt.
- 27. November: Der Degenfilmheld Zorro erscheint erstmals im Spielfilm Das Zeichen des Zorro auf der Kinoleinwand. Es ist der erste Film von United Artists und macht den die Hauptrolle spielenden Schauspieler Douglas Fairbanks senior populär.
- In den USA wird mit dem Photoplay Award der erste Filmpreis der Welt verliehen.

#### Musik und Theater
- 15. Januar: Der Schallplattenproduzent Homocord bietet die erste Schallplatte mit Jazz in Deutschland an. Der aufgenommene Titel Tiger Rag, dargeboten von der Original Excentric Band, ist eher jazzuntypisch interpretiert.
- 20. Januar: Die Uraufführung der Operette Das Hollandweibchen von Emmerich Kálmán findet mit Erfolg am Johann Strauß-Theater in Wien statt. Das Libretto stammt von Leo Stein und Bela Jenbach.
- 21. Januar: Die Uraufführung der Oper Der Schatzgräber von Franz Schreker findet in Frankfurt am Main statt. Sie wird eine der meistgespielten zeitgenössischen Opern der Weimarer Republik.
- 12. Februar: Die Uraufführung der Operette Der letzte Walzer von Oscar Straus mit Fritzi Massary in der Hauptrolle erfolgt am Berliner Theater in Berlin. Das Libretto stammt von Julius Brammer und Alfred Grünwald.
- 28. Mai: Die Uraufführung der Operette Die blaue Mazur von Franz Lehár erfolgt am Theater an der Wien in Wien. Das Libretto stammt von Leo Stein und Bela Jenbach.
- 01. Juli: Die Uraufführung der Oper Die ersten Menschen von Rudi Stephan nach der gleichnamigen Dichtung von Otto Borngräber erfolgt fünf Jahre nach dem Tod des Komponisten in Frankfurt am Main.
- 10. August: Einspielung des ersten gesungenen Blues in der Geschichte der Tonaufnahmen: Crazy Blues mit Mamie Smith

- 22. August: Mit einer Aufführung des Jedermann von Hugo von Hofmannsthal auf dem Salzburger Domplatz mit Alexander Moissi und Johanna Terwin in den Hauptrollen beginnt die Geschichte der Salzburger Festspiele. Neben Max Reinhardt und Hugo von Hofmannsthal ist die Etablierung der Salzburger Festspiele hauptsächlich dem Komponisten Richard Strauss, dem Dirigenten und Wiener Hofoperndirektors Franz Schalk und dem Bühnenbildner Alfred Roller zu verdanken.
- 21. September: Das Lied der Arbeiterbewegung Brüder, zur Sonne, zur Freiheit wird in Deutschland erstmals öffentlich gesungen.

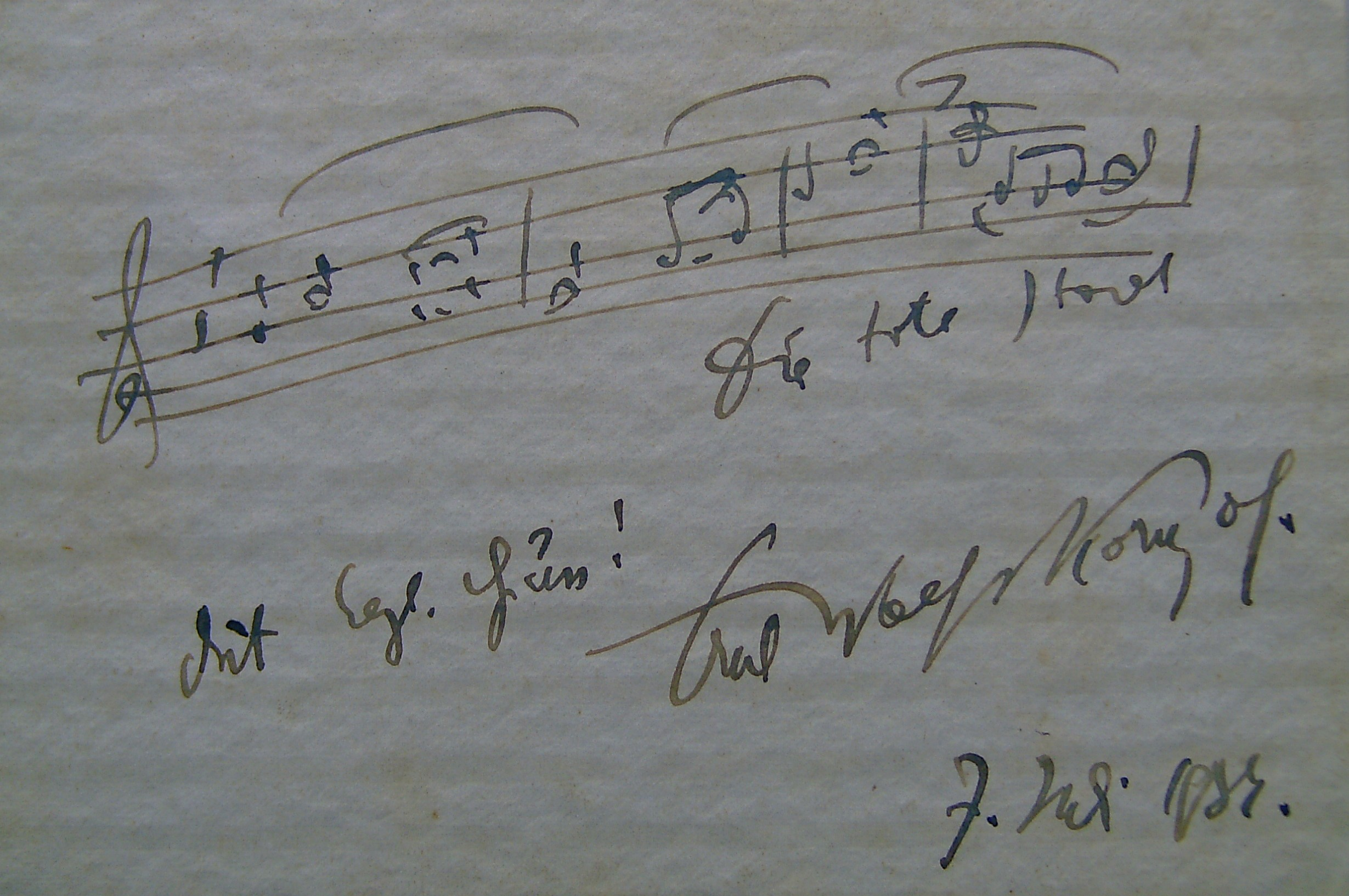
Die tote Stadt, Originalnoten der Oper mit Widmung Korngolds

- 04. Dezember: Die Uraufführung der Oper Die tote Stadt von Erich Wolfgang Korngold mit Texten von Paul Schott findet zeitgleich am Stadttheater Hamburg sowie am Stadttheater Köln statt und ist an beiden Orten ein großer Erfolg. Das Libretto basiert auf dem symbolistischen Roman Das tote Brügge (Bruges-la-morte) von Georges Rodenbach.
- 21. Dezember: Am New Yorker Broadway hat das Musical Sally mit außerordentlichem Erfolg seine Uraufführung. Florenz Ziegfeld hat die Musical Comedy für den Star seiner Revue Ziegfeld Follies of 1918, Marilyn Miller produziert. Die Musik stammt von Jerome Kern, Guy Bolton ist der Verfasser des Buches. Als Vorlage dient eine nicht realisierte Princess Theatre-Show von Bolton und P. G. Wodehouse. Die Gesangstexte stammen im Wesentlichen von Clifford Grey. Das Stück erreicht 585 Vorstellungen, die bis dahin längste Laufzeit einer Broadway-Show.
- 23. Dezember: Arthur Schnitzlers Bühnenstück Reigen wird am Kleinen Schauspielhaus in Berlin erstmals vollständig aufgeführt und löst einen der größten Theaterskandale des 20. Jahrhunderts aus.

### Gesellschaft
- 17. Februar: Aus dem Berliner Landwehrkanal wird nach einem Suizidversuch eine Frau geborgen, die später behaupten wird, die Zarentochter Anastasia zu sein, die die Ermordung der Zarenfamilie während der Russischen Revolution überlebt habe.

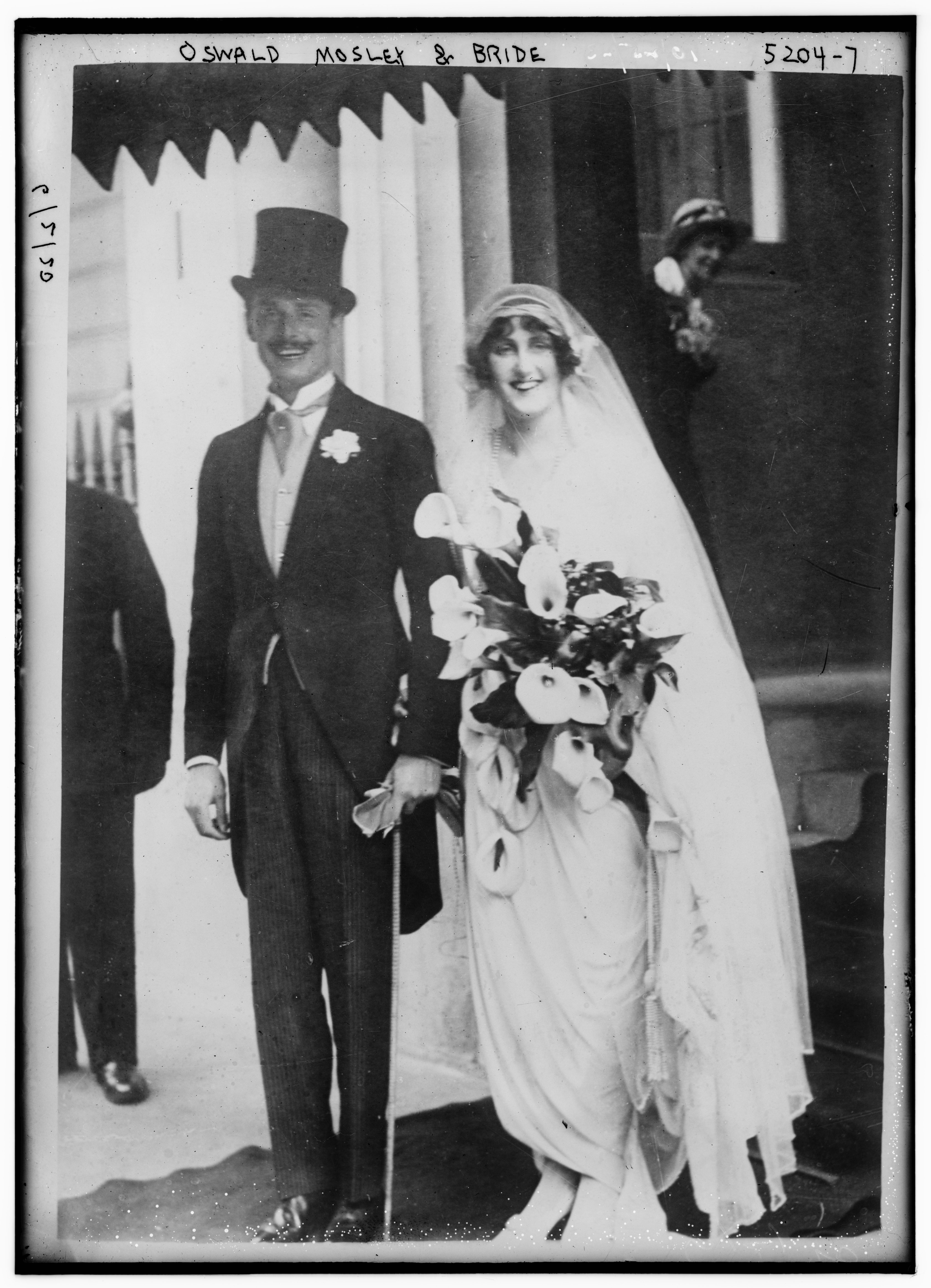
Hochzeit von Oswald Mosley und Cynthia Curzon

- 11. Mai: Im Beisein von Gästen aus europäischen königlichen Familien heiraten in London Lady Cynthia Blanche Curzon, die zweitälteste Tochter von George Nathaniel Curzon, 1. Baron Curzon, dem ehemaligen Vizekönig von Indien, und der konservative Abgeordnete Oswald Mosley.
- 11. Mai: Im Auftrag seines Stellvertreters Johnny Torrio ermordet Frankie Yale in Chicago den Mafiaboss Jim Colosimo, nachdem sich dieser geweigert hat, in das Alkoholgeschäft einzusteigen. Torrios Protegé Al Capone ist maßgeblich an der Planung des Mordes beteiligt, mit der  Torrio das umfangreiche kriminelle Reich Colosimos übernimmt.
- 22. Mai: Zur Erinnerung an evangelische Geistliche, die während des Lettischen Unabhängigkeitskrieges und des Estnischen Freiheitskrieges getötet wurden, wird der Rigaer Märtyrerstein eingeweiht.

### Religion
- 25. März: Karl Joseph Schulte wird Erzbischof von Köln.
- 13. Mai: Papst Benedikt XV. spricht Margareta Maria Alacoque heilig.
- 23. Mai: Papst Benedikt XV. stellt in seiner Enzyklika Pacem, Dei munus pulcherrimum den Frieden in den Mittelpunkt seiner Betrachtung und empfiehlt nach dem Ersten Weltkrieg die Versöhnung der Gegner. Einer Völkerbundidee gegenüber ist er positiv eingestellt.

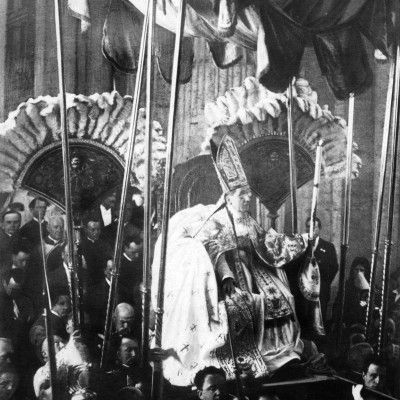
Benedikt bei Jeanne d’Arcs Heiligsprechung

- 16. Mai: Papst Benedikt XV. spricht Jeanne d’Arc, die Jungfrau von Orleans, heilig.
- 15. September: In der Enzyklika Spiritus Paraclitus wendet sich Papst Benedikt XV. gegen Fehlversuche der Bibelforschung, ungelöste Fragen um die Heilige Schrift aufklären zu wollen.
- 05. Oktober: In der Enzyklika Principi apostolorum Petro wird der im 4. Jahrhundert wirkende Ephraem der Syrer von Papst Benedikt XV. über die orthodoxen Kirchen hinaus als Kirchenlehrer der römisch-katholischen Kirche akzeptiert.
- Sechste Lambeth-Konferenz der Anglikanischen Kirche

### Katastrophen

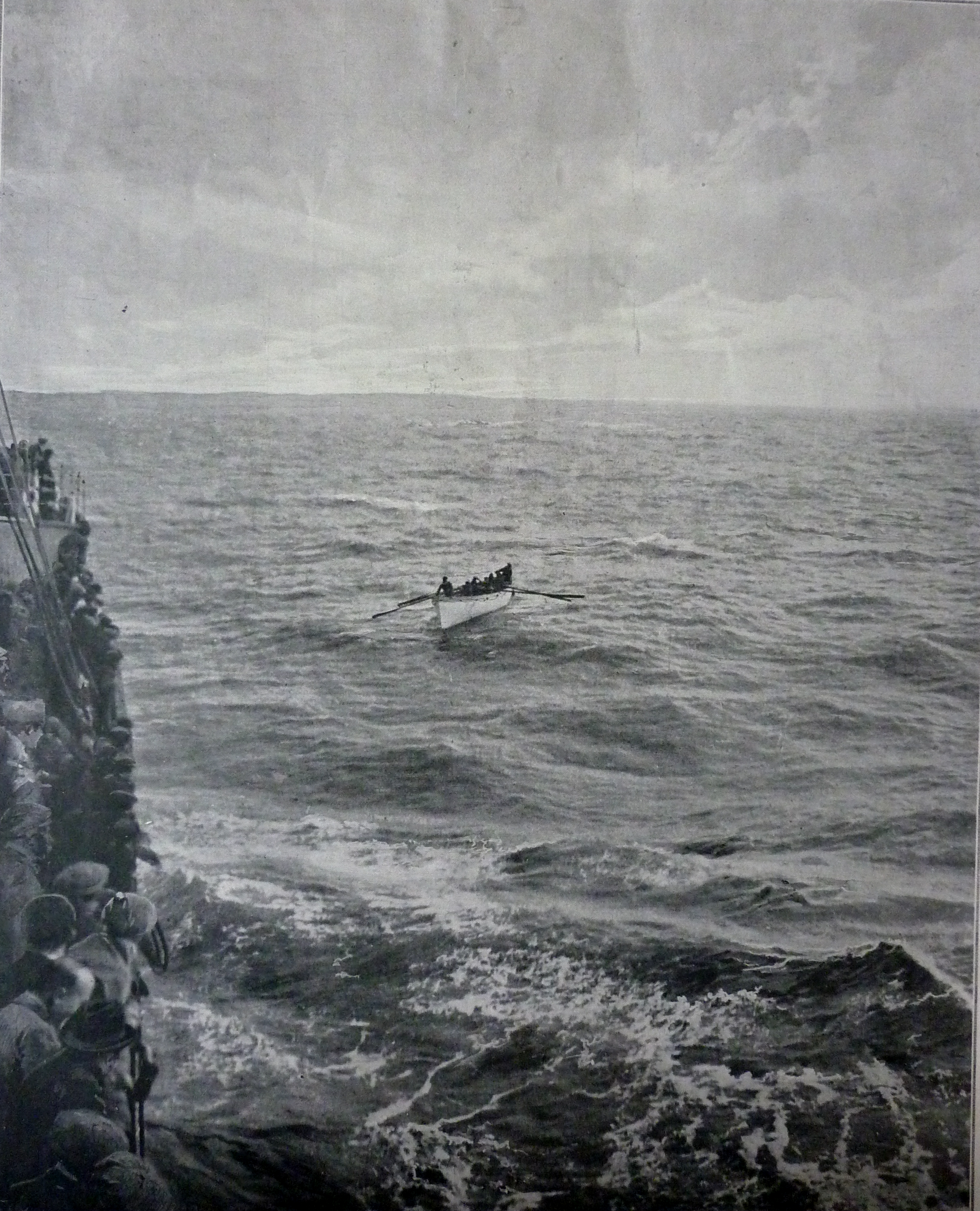
Ein Rettungsboot mit Überlebenden der Afrique

- 12. Januar: Der französische Passagierdampfer Afrique befindet sich an der französischen Küste, als in einem Sturm die Generatoren ausfallen und der Dampfer manövrierunfähig auf ein Riff geschleudert wird, wo er leck schlägt und untergeht. Von den 609 Passagieren und Besatzungsmitgliedern überleben nur 34. Das Unglück gilt als eine der größten Katastrophen in der Geschichte der französischen Dampfschifffahrt.
- 16. Dezember: Das Erdbeben von Haiyuan mit der Stärke 7,8 auf der Richterskala erschüttert die Provinz Gansu in China und fordert mehr als 200.000 Todesopfer.
- Im Verlauf des Jahres wird das Virus der Spanischen Grippe, die laut Schätzungen der WHO seit 1918 rund 20 bis 50 Millionen Menschenleben gefordert hat, weniger tödlich und verursacht seither nur noch eine normale saisonale Influenza.

Kleinere Unglücksfälle sind in den Unterartikeln von Katastrophe und in der Liste von Katastrophen aufgeführt.

### Natur und Umwelt
- 1. März: Im Nordwesten Schwedens wird westlich des Sees Torneträsk im nördlichen Lappland an der Grenze zu Norwegen der Nationalpark Vadvetjåkka eingerichtet. Das Ziel der Einrichtung ist die Bewahrung einer hochnordischen Gebirgslandschaft in ihrem natürlichen Zustand. Der Park wird durch einen Bergrücken mit Birkenwäldern, Mooren, Gletschern, Wasserflächen und kahlen Felsen gekennzeichnet. Er beherbergt seltene alpine Gebirgspflanzen und Kalksteinhöhlen.

### Sport

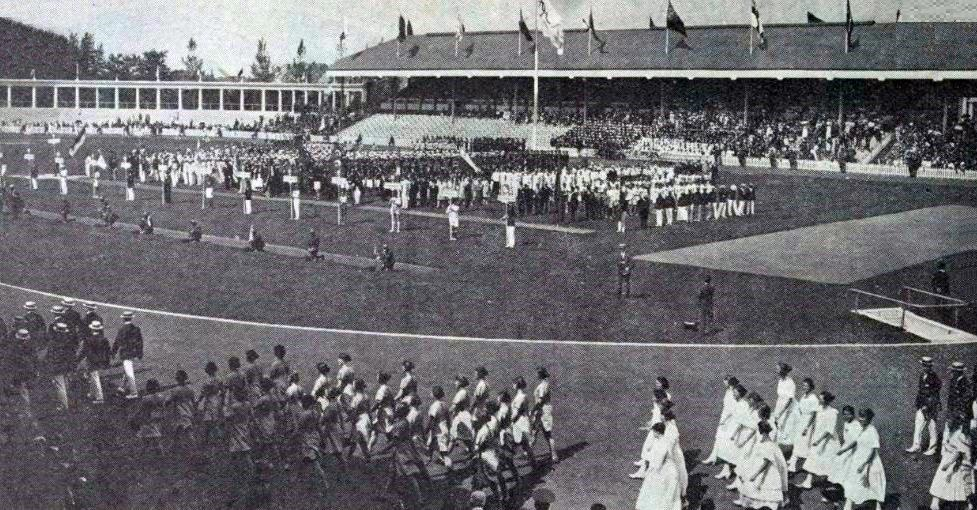
Eröffnungszeremonie in
Antwerpen

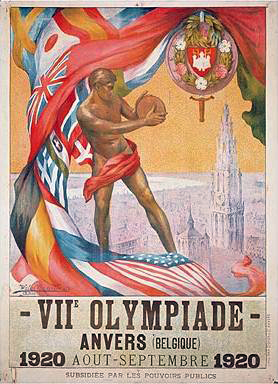
Plakat der VII. Olympischen Spiele

- 20. April: In der belgischen Stadt Antwerpen werden von König Albert die VII. Olympischen Spiele eröffnet. Der Wasserballspieler und Degenfechter Victor Boin schwört als erster Athlet den von Pierre de Coubertin geschriebenen olympischen Eid.
- 14. Juli: Die erste Ausgabe der von Walther Bensemann ins Leben gerufenen Sportzeitschrift Der Kicker erscheint in Konstanz.
- 20. August: In den USA entsteht die spätere National Football League (NFL) bei einer Versammlung in Canton (Ohio). Der Verband organisiert American Football.
- 03. Oktober: Auf der Pariser Pferderennbahn Longchamp wird zum ersten Mal der Prix de l’Arc de Triomphe vergeben. Ihn erhält fortan der jährliche Sieger des Galopprennens über 2.400 Meter für mindestens dreijährige Rennpferde.
- 04. Oktober: Der tunesische Sportverein Club Africain Tunis wird gegründet, bekannt vor allem als eine Spitzenmannschaft des tunesischen Fußballs, aber auch für seine Handball-, Basketball- und Volleyballabteilung.

## Nobelpreise
- Physik: Charles Édouard Guillaume
- Chemie: Walther Hermann Nernst
- Medizin: August Krogh
- Literatur: Knut Hamsun
- Friedensnobelpreis: Léon Bourgeois

## Geboren

### Januar
- 01. Januar: Osvaldo Cavandoli, italienischer Cartoonist und Ehrenbürger von Mailand († 2007)
- 01. Januar: Suzanne Juyol, französische Opernsängerin († 1994)
- 01. Januar: Alfred A. Tomatis, HNO-Arzt und Entwickler der Audio-Psycho-Phonologie (APP) († 2001)
- 01. Januar: Heinz Zemanek, österreichischer Computerpionier († 2014)
- 02. Januar: Isaac Asimov, US-amerikanischer Biochemiker und Science-Fiction-Schriftsteller († 1992)

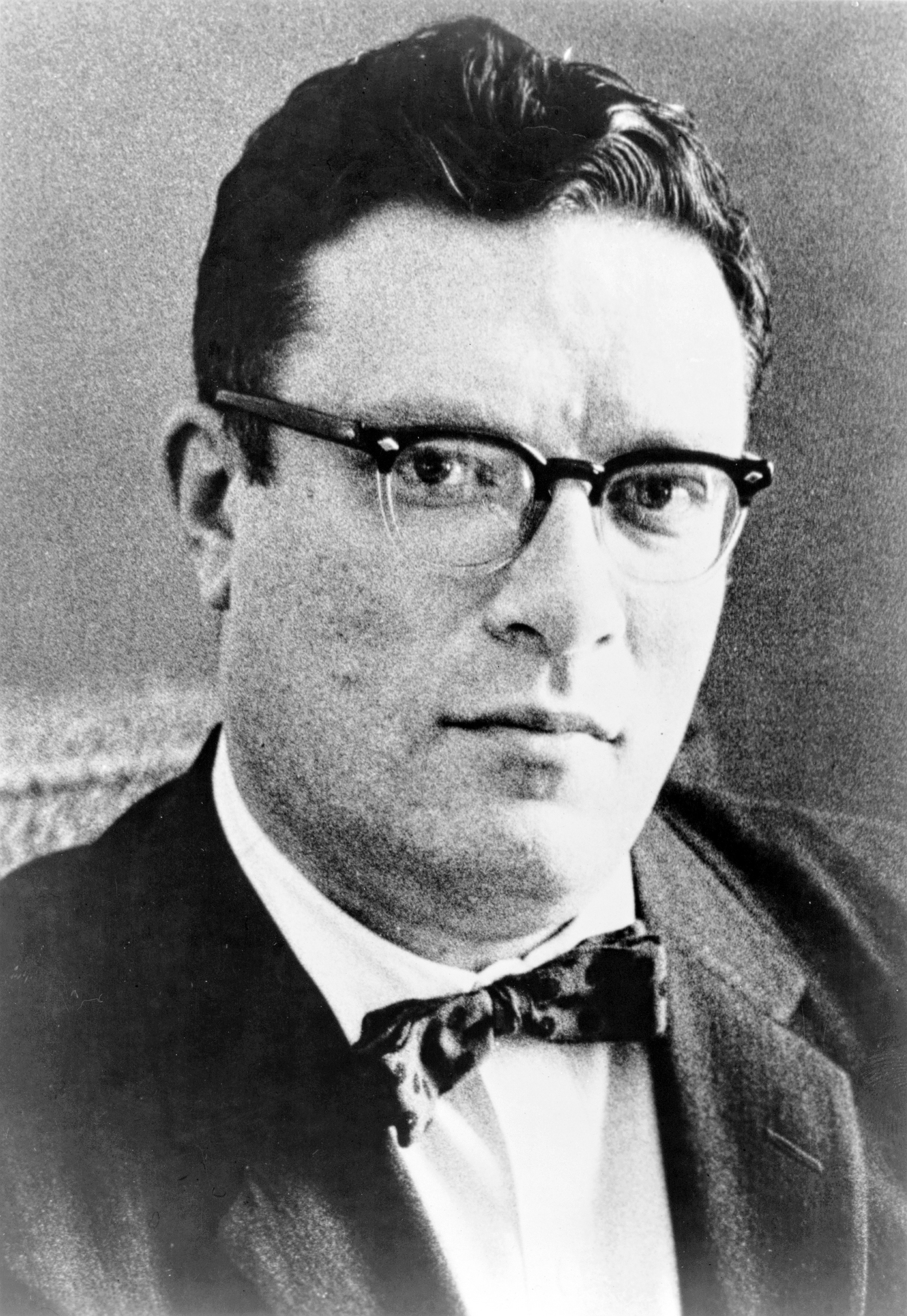
Isaac Asimov, 1965

- 02. Januar: Čestmír Císař, tschechischer Politiker († 2013)
- 02. Januar: Albert Tönjes, deutscher Politiker und MdB († 1980)
- 03. Januar: Siegfried Buback, Jurist und Generalbundesanwalt am Bundesgerichtshof in Karlsruhe († 1977)
- 03. Januar: Milan Srdoč, jugoslawischer Schauspieler († 1988)
- 05. Januar: Heinz Fülfe, deutscher Zeichner, Puppenspieler und Bauchredner († 1994)
- 05. Januar: Arturo Benedetti Michelangeli, italienischer Pianist († 1995)
- 05. Januar: André Simon, französischer Automobilrennfahrer († 2012)
- 06. Januar: Henry Corden, kanadischer Schauspieler und Sprecher in Zeichentrickfilmen († 2005)
- 06. Januar: Josep Lluís Facerías, spanischer Anarchist und Widerstandskämpfer († 1957)
- 06. Januar: Jean Ipoustéguy, französischer Bildhauer († 2006)
- 06. Januar: Earl Kim, US-amerikanischer Komponist und Musikpädagoge († 1998)
- 06. Januar: John Maynard Smith, britischer Genetiker, Evolutionsbiologe († 2004)
- 08. Januar: Karl Degenkolb, deutscher Wirtschaftswissenschaftler und Hochschullehrer († 1970)
- 08. Januar: Friedrich-Wilhelm Grunewald, deutscher General († 2001)
- 08. Januar: Douglas Wilmer, englischer Schauspieler († 2016)
- 09. Januar: Clive Dunn, britischer Schauspieler († 2012)
- 09. Januar: Curth Flatow, deutscher Dramatiker († 2011)
- 10. Januar: Rut Brandt, Ehefrau von Bundeskanzler Willy Brandt († 2006)
- 10. Januar: Paul Kuhn, Schweizer Gärtner, Gründer der St. Michaelsvereinigung († 2002)
- 11. Januar: Ruth Bietenhard, Schweizer Journalistin, Autorin und Lehrerin († 2015)
- 11. Januar: Slavko Janevski, mazedonischer Schriftsteller († 2000)
- 12. Januar: Mac Speedie, US-amerikanischer American-Football-Spieler und -Trainer († 1993)
- 13. Januar: Knut Erik Alexander Nordahl, schwedischer Fußballspieler († 1984)
- 14. Januar: Luc-Peter Crombé, belgischer Maler († 2005)
- 14. Januar: Jörg Kandutsch, österreichischer Politiker († 1990)
- 15. Januar: Bob Davies, US-amerikanischer Basketballspieler († 1990)
- 15. Januar: Melvin Lasky, US-amerikanischer Publizist († 2004)
- 15. Januar: John Joseph O’Connor, Erzbischof von New York und Kardinal († 2000)
- 15. Januar: Gertrude Pritzi, österreichische Tischtennisspielerin († 1968)
- 16. Januar: Claude Abadie, französischer Bankmanager, Klarinettist und Orchesterleiter des Dixieland Jazz († 2020)
- 16. Januar: Stephanos II. Ghattas, Patriarch von Alexandria und Kardinal († 2009)
- 17. Januar: Bohumil Váňa, tschechischer Tischtennisspieler († 1989)
- 18. Januar: René Audet, kanadischer Bischof († 2011)
- 19. Januar: Roberto Marcelo Levingston, argentinischer Militär († 2015)
- 19. Januar: Javier Pérez de Cuéllar, peruanischer Politiker, Generalsekretär der Vereinten Nationen (1982–1991) († 2020)Javier Pérez de Cuéllar, 1982

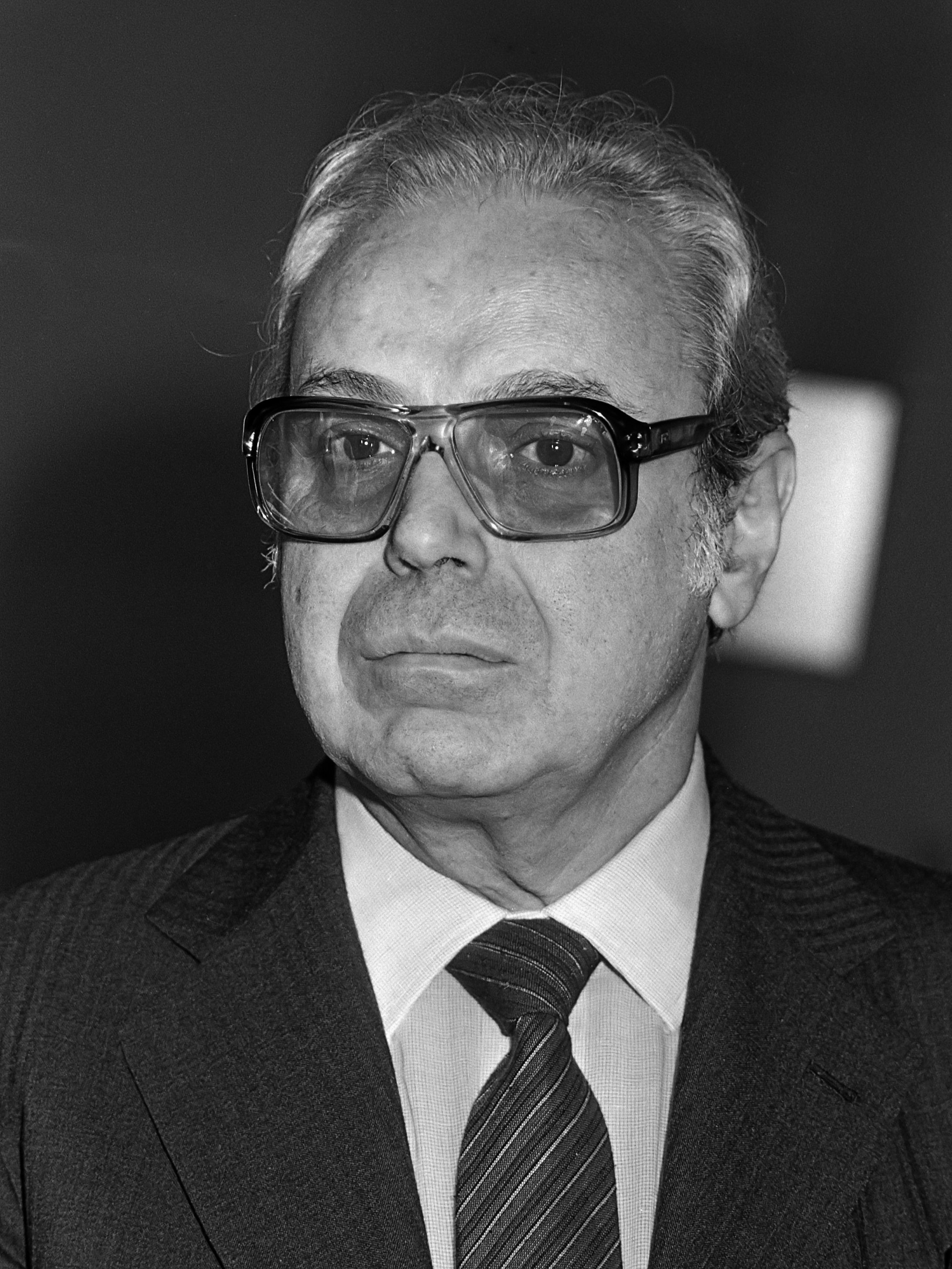
Javier Pérez de Cuéllar, 1982

- 19. Januar: Bruce Sundlun, US-amerikanischer Politiker († 2011)
- 20. Januar: Maureen Dragone, US-amerikanische Journalistin und Autorin († 2013)
- 20. Januar: Federico Fellini, italienischer Filmemacher und Regisseur († 1993) Federico Fellini, 1965

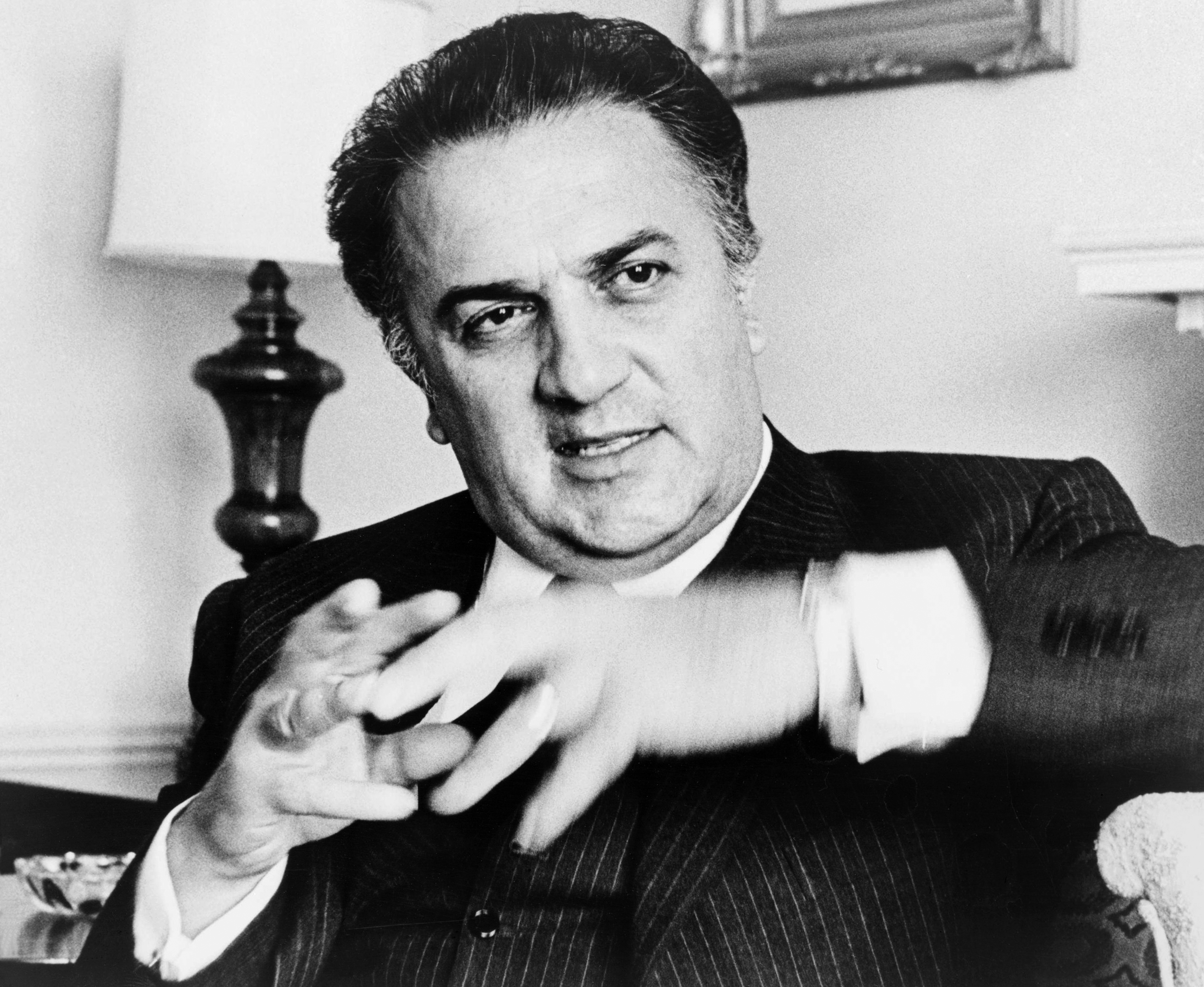
Federico Fellini, 1965

- 20. Januar: DeForest Kelley, US-amerikanischer Schauspieler († 1999)
- 20. Januar: Fabian Ver, Generalstabschef der philippinischen Armee († 1998)
- 21. Januar: Jack Groob, kanadischer Geiger und Dirigent († 1984)
- 21. Januar: Bert Grund, deutscher Filmkomponist († 1992)
- 22. Januar: Richard John Copland Atkinson, britischer Prähistoriker († 1994)
- 22. Januar: Chiara Lubich, Gründerin der Fokolar-Bewegung († 2008)
- 22. Januar: William Warfield, US-amerikanischer Sänger (Bassbariton) († 2002)
- 23. Januar: Ray Abrams, US-amerikanischer Jazz-Tenorsaxophonist († 1992)
- 23. Januar: Gottfried Böhm, deutscher Architekt und Bildhauer († 2021)
- 23. Januar: Karl Delorme, ehemaliges MdB, Ehrenbürger der Stadt Mainz, Sozialdezernent der Stadt Mainz († 2011)
- 23. Januar: Henry Eriksson, schwedischer Leichtathlet und Olympiasieger († 2000)
- 23. Januar: Philippa Pearce, britische Kinderbuchautorin († 2006)
- 24. Januar: Lech Bądkowski, polnischer Schriftsteller, Journalist und Politiker († 1984)
- 24. Januar: Hilario González, kubanischer Komponist, Pianist, Musikwissenschaftler und -pädagoge († 1999)
- 24. Januar: Jerry Maren, US-amerikanischer Schauspieler  († 2018)
- 25. Januar: Pedro Licinio Valerio, dominikanischer Gitarrist und Sänger († 2005)
- 26. Januar: Heinz Keßler, deutscher Politiker, Minister für Nationale Verteidigung († 2017)
- 26. Januar: Elfriede von Nitzsch, deutsche Leichtathletin († 2011)
- 27. Januar: Vicente Bianchi, chilenischer Pianist, Komponist und Dirigent († 2018)
- 27. Januar: Helmut Zacharias, deutscher Violinist († 2002)
- 28. Januar: Maria Becker, deutsch-schweizerische Schauspielerin († 2012)
- 28. Januar: Willy Schultes, deutscher Volksschauspieler († 2005)
- 30. Januar: Michael Joseph Anderson, britischer Filmregisseur († 2018)
- 30. Januar: Delbert Mann, US-amerikanischer Regisseur († 2007)
- 30. Januar: Hasegawa Machiko, japanische Manga-Zeichnerin († 1992)
- 31. Januar: Ana María González, mexikanische Sängerin († 1983)
- 31. Januar: Benoîte Groult, französische Schriftstellerin und Journalistin († 2016)
- 31. Januar: Stewart Udall, US-amerikanischer Politiker († 2010)

### Februar
- 01. Februar: Gerhard Prager, deutscher Redakteur und Schriftsteller, Programmdirektor des ZDF († 1975)
- 01. Februar: Rudolf Rhomberg, österreichischer Schauspieler († 1968)
- 01. Februar: Mike Scarry, US-amerikanischer American-Football-Spieler und -Trainer († 2012)
- 02. Februar: George Hardwick, englischer Fußballspieler und Trainer († 2004)
- 02. Februar: Heinz Strobl, deutscher Kommunalbeamter († 1993)
- 02. Februar: George Sweigert, US-amerikanischer Erfinder († 1999)
- 03. Februar: Henry Heimlich, US-amerikanischer Arzt († 2016)
- 03. Februar: Ruth Kraft,  deutsche Schriftstellerin († 2015)
- 03. Februar: Stan Ockers, belgischer Radrennfahrer († 1956)
- 04. Februar: Johannes Jobst, deutscher römisch-katholischer Bischof († 2014)
- 05. Februar: Hans Lipinsky-Gottersdorf, deutscher Schriftsteller († 1991)
- 05. Februar: Gerhard Hoehme, deutscher Maler und Grafiker († 1989)
- 06. Februar: Ruth Deutsch Lechuga, österreichische Ärztin, Anthropologin und Fotografin († 2004)
- 06. Februar: Max Mannheimer, jüdischer Überlebender des Holocaust († 2016)
- 07. Februar: Jacqueline Diffring, deutsch-britische Bildhauerin († 2020)
- 07. Februar: An Wang, US-amerikanischer Computerentwickler und Erfinder († 1990)
- 08. Februar: Bob Bemer, US-amerikanischer Computerpionier († 2004)
- 08. Februar: Karin Himboldt, deutsche Schauspielerin († 2005)
- 08. Februar: Mike Magill, US-amerikanischer Automobilrennfahrer († 2006)
- 08. Februar: Mary Siragusa, dominikanische Pianistin und Musikpädagogin († 2002)
- 09. Februar: Fred Allen, neuseeländischer Rugby-Union-Spieler(† 2012)
- 09. Februar: Ēriks Koņeckis, lettischer Eishockeyspieler († 2006)
- 09. Februar: Franco Munari, italienischer klassischer Philologe († 1995)

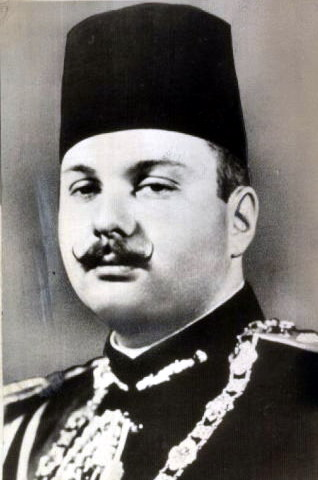
König Faruq

- 11. Februar: Faruq, König von Ägypten († 1965)
- 11. Februar: Daniel F. Galouye, US-amerikanischer Journalist und Science-Fiction-Schriftsteller († 1976)
- 12. Februar: Yoshiko Ōtaka, japanische Schauspielerin und Politikerin († 2014)
- 12. Februar: Bob Shad, US-amerikanischer Musikproduzent († 1985)
- 12. Februar: Jack Turner, US-amerikanischer Automobilrennfahrer († 2004)
- 14. Februar: Hermann Argelander, deutscher Internist und Psychoanalytiker († 2004)
- 14. Februar: Siegfried Bärsch, deutscher Politiker († 2008)
- 14. Februar: Alois Brügger, Schweizer Arzt († 2001)
- 14. Februar: Judith Holzmeister, österreichische Schauspielerin († 2008)
- 14. Februar: Jack Lesberg, US-amerikanischer Musiker († 2005)
- 15. Februar: Velleda Cesari, italienische Florettfechterin († 2003)
- 15. Februar: Harold Michelson, US-amerikanischer Szenenbildner, Artdirector und Storyboardzeichner(† 2007)
- 15. Februar: Anne-Catharina Vestly, norwegische Schriftstellerin († 2008)
- 16. Februar: Tony Crook, britischer Automobilrennfahrer, Unternehmer († 2014)
- 16. Februar: Walt Faulkner, US-amerikanischer Automobilrennfahrer († 1956)
- 17. Februar: Arie Kindler,  israelischer Numismatiker und Hochschullehrer († 2014)
- 17. Februar: Kay Lorentz, deutscher Kabarettist und Theatergründer († 1993)
- 18. Februar: Rolande Falcinelli, französische Komponistin und Organistin († 2006)
- 18. Februar: Eddie Slovik, US-amerikanischer Soldat im Zweiten Weltkrieg, hingerichtet wegen Fahnenflucht († 1945)
- 19. Februar: Josef Baron, deutscher Maler und Bildhauer († 2020)
- 19. Februar: Jürgen von Beckerath, deutscher Ägyptologe († 2016)
- 19. Februar: Franz Joachim Behnisch, deutscher Schriftsteller († 1983)
- 19. Februar: Helga Cazas, französische Autorin († 2008)
- 19. Februar: Margret Dietrich, deutsche Theaterwissenschaftlerin († 2004)
- 19. Februar: Jaan Kross, estnischer Schriftsteller († 2007)
- 20. Februar: Karl Albrecht, deutscher Unternehmer (Aldi) († 2014)
- 20. Februar: Zlata Bartl, jugoslawische Chemikerin († 2008)
- 20. Februar: Senta Kapoun, österreichische Übersetzerin († 2019)
- 20. Februar: Kathleen Kennedy-Cavendish, Schwester von John F. Kennedy († 1948)
- 21. Februar: Ferdinand Dux, deutscher Schauspieler († 2009)
- 21. Februar: Liselotte Rauner, deutsche Schriftstellerin († 2005)
- 21. Februar: Ishigaki Rin, japanische Dichterin († 2004)
- 21. Februar: Rolf Sammet, deutscher Chemiker und Unternehmensmanager († 1997)
- 21. Februar: Leo Scheffczyk, deutscher Kardinal und Theologe († 2005)
- 22. Februar: Stephanie Glaser, Schweizer Schauspielerin († 2011)
- 22. Februar: Maria Hellwig, deutsche Sängerin, Moderatorin und Entertainerin († 2010)
- 22. Februar: Karl-Heinz Schwab, deutscher Jurist († 2008)
- 22. Februar: Burt L. Talcott, US-amerikanischer Politiker († 2016)
- 23. Februar: Anton Wladimirowitsch Antonow-Owsejenko, russischer Historiker und Dissident († 2013)
- 23. Februar: Walter E. Lautenbacher, deutscher Fotograf († 2000)
- 23. Februar: Hall Overton, US-amerikanischer Jazzmusiker († 1972)
- 23. Februar: Louise Reiss, US-amerikanische Ärztin († 2011)
- 25. Februar: Engelbert Friedhoff, deutscher Chirurg und Pionier des Notarzt- und Rettungswesens († 2008)
- 25. Februar: Sun Myung Moon, japanisch-südkoreanischer Kirchengründer († 2012)
- 25. Februar: Werner Usbeck, deutscher Chirurg und Rektor der Medizinischen Akademie Erfurt (1973–1985) († 2007)
- 26. Februar: Max Hermann Archimowitz, deutscher Politiker († 2000)
- 26. Februar: Tony Randall, US-amerikanischer Schauspieler († 2004)
- 27. Februar: Julian Jaynes, US-amerikanischer Psychologe († 1997)
- 27. Februar: Elleston Trevor, britischer Schriftsteller († 1995)
- 27. Februar: Günter Ratke, deutscher Pressezeichner, Illustrator, Maler und Mitbegründer des Stern († 2018)
- 28. Februar: Karl Hauschildt, evangelischer Geistlicher († 2009)
- 28. Februar: Mohammad Ibraheem Khwakhuzhi, afghanischer Schriftsteller und Dichter († 1992)
- 28. Februar: Erich Offermann, Schweizer Jurist und Amateurmineraloge († 2009)
- 28. Februar: Matthias Seefelder, deutscher Industriemanager, Vorstandsvorsitzender der BASF AG († 2001)
- 29. Februar: Fjodor Alexandrowitsch Abramow, sowjetischer Schriftsteller († 1983)
- 29. Februar: Marcel Frémiot, französischer Komponist († 2018)
- 29. Februar: Michèle Morgan, französische Filmschauspielerin († 2016)
- 29. Februar: Howard Nemerov, US-amerikanischer Literaturdozent und Dichter († 1991)
- 29. Februar: Johann Waldbach, Mitarbeiter des MfS der DDR († 1953)

### März
- 01. März: Simon Ignatius Pimenta, Erzbischof von Bombay und Kardinal († 2013)
- 01. März: Albin Siekierski, polnischer Schriftsteller († 1989)
- 03. März: James Doohan, kanadischer Schauspieler († 2005)
- 03. März: Julius Boros, ungarisch-amerikanischer Berufsgolfspieler († 1994)
- 03. März: Tony Gaze, australischer Flieger und Automobilrennfahrer († 2013)
- 04. März: Jean Lecanuet, französischer Politiker († 1993)
- 04. März: Pierre Mamie, Bischof von Lausanne († 2008)
- 05. März: Walter Ried, deutscher Chemiker († 2008)
- 06. März: Lewis Gilbert, britischer Filmregisseur, Produzent und Drehbuchschreiber († 2018)
- 06. März: Heinz-Herbert Karry, deutscher Politiker († 1981)
- 08. März: George Keith Batchelor, australischer Mathematiker und Physiker († 2000)
- 08. März: Eva Dahlbeck, schwedische Schauspielerin und Autorin († 2008)
- 08. März: Gertrude Wondrack, österreichische Gewerkschafterin und Politikerin († 1971)
- 09. März: Gerald „Jerry“ Byrd, US-amerikanischer Countrysänger und Musiker († 2005)
- 10. März: Julio Bolbochán, argentinischer Schachgroßmeister († 1996)
- 10. März: Marcial Maciel, mexikanischer Ordensgründer († 2008)
- 10. März: Boris Vian, französischer Schriftsteller, Chansonnier, Schauspieler und Übersetzer († 1959)
- 11. März: Nicolaas Bloembergen, US-amerikanischer Physiker, Nobelpreisträger († 2017)
- 11. März: Benjamin Ferencz, US-amerikanischer Jurist († 2023)
- 12. März: Teofila Reich-Ranicki, polnisch-deutsche Künstlerin († 2011)
- 13. März: Marlies Flesch-Thebesius, deutsche Journalistin und Theologin († 2018)
- 16. März: John Mervyn Addison, britischer Komponist († 1998)
- 16. März: Dorothea Binz, Oberaufseherin im KZ Ravensbrück († 1947)
- 16. März: Traudl Junge, deutsche Privatsekretärin Adolf Hitlers, Zeitzeugin († 2002)
- 16. März: Buster Ramsey, US-amerikanischer American-Football-Spieler und -Trainer († 2007)
- 17. März: Olga Orozco, argentinische Dichterin († 1999)
- 17. März: Mujibur Rahman, Politiker, Gründer von Bangladesch († 1975)
- 17. März: José Sánchez, Erzbischof von Nueva Segovia und Kardinal († 2012)
- 18. März: Linda Dégh, ungarische Folkloristin († 2014)
- 18. März: Yayo el Indio, puerto-ricanischer Sänger († 2000)
- 19. März: Karl Biehlig, deutscher Hornpädagogen und Professor († 1998)
- 19. März: Albert Stief, deutscher Politiker, Minister in der DDR († 1998)
- 19. März: Tige Andrews, US-amerikanischer Schauspieler († 2007)
- 20. März: Bienvenido Fabián, dominikanischer Komponist, Pianist und Sänger († 2000)
- 21. März: Rolando Arjona Amábilis, mexikanischer Maler, Bildhauer, Fotograf und Wappenkünstler († 2014)
- 21. März: Dieter Fingerhuth, deutscher Brigadegeneral († 1993)
- 21. März: Mario Cecchi Gori, italienischer Filmproduzent († 1993)
- 21. März: Éric Rohmer, französischer Film- und Theaterregisseur, Essayist, Filmkritiker und -theoretiker († 2010)
- 22. März: Rudolf Bohren, Schweizer Theologe († 2010)
- 22. März: Werner Klemperer, deutsch-amerikanischer Schauspieler und Musiker († 2000)
- 22. März: Ludvík Kundera, tschechischer Schriftsteller († 2010)
- 22. März: Josip Manolić, kroatischer Politiker († 2024)
- 22. März: Ross Martin, polnisch-US-amerikanischer Schauspieler († 1981)
- 22. März: Helmut Winschermann, deutscher Oboist, Hochschullehrer und Dirigent († 2021)
- 23. März: Frederick Reginald Attwell, englischer Fußballspieler († 1986)
- 23. März: Alfred Böhm, österreichischer Kammerschauspieler († 1995)
- 23. März: Arthur Grundmann, deutscher Politiker († 1987)
- 24. März: René Acht, Schweizer Maler und Grafiker († 1998)
- 24. März: Gene Nelson, US-amerikanischer Filmregisseur, Drehbuchautor und Filmproduzent († 1996)
- 24. März: Mieczysław Pemper, ehemaliger Häftling im Konzentrationslager Krakau-Płaszów († 2011)
- 25. März: Arthur Wint, jamaikanischer Leichtathlet und Olympiasieger († 1992)
- 26. März: Børge Raahauge Nielsen, dänischer Ruderer († 2010)
- 27. März: Max Absmeier, deutscher römisch-katholischer Prälat († 2012)
- 28. März: Gérard Laureau, französischer Automobilrennfahrer und Unternehmer († 2002)
- 28. März: Karen Tuttle, US-amerikanische Bratschistin und Musikpädagogin († 2010)
- 30. März: Walt Szot, US-amerikanischer American-Football-Spieler († 1981)
- 31. März: Rolf Boysen, deutscher Schauspieler († 2014)
- 31. März: Hubert Bradel, polnischer Hornist († 2002)
- 31. März: Yvette Z’Graggen, Schweizer Schriftstellerin und Übersetzerin († 2012)

### April
- 01. April: Georg André, deutscher Politiker († 1982)
- 01. April: John LaPorta, US-amerikanischer Jazz-Klarinettist († 2004)
- 01. April: Toshirō Mifune, japanischer Schauspieler († 1997)
- 01. April: Anton Schall, deutscher Orientalist († 2007)
- 01. April: H. E. Erwin Walther, deutscher Komponist und Musikpädagoge († 1995)
- 03. April: John Demjanjuk, ukrainischer KZ-Wächter († 2012)
- 03. April: Walter Schock, deutscher Automobilrennfahrer († 2005)
- 05. April: İlhan Arsel, türkischer Verfassungsrechtler, Hochschullehrer und Religionskritiker († 2010)
- 05. April: Arthur Hailey, britisch-kanadischer Autor, Romancier († 2004)
- 05. April: Chatichai Choonhavan, Premierminister von Thailand 1988–1991 († 1998)
- 06. April: Armand V. Feigenbaum, US-amerikanischer Ökonom († 2014)
- 06. April: Edmond Henri Fischer, US-amerikanischer Biochemiker, Nobelpreisträger († 2021)
- 06. April: Joseíto Mateo, dominikanischer Sänger († 2018)
- 07. April: Walter Möller, deutscher Kommunalpolitiker († 1971)
- 07. April: Ravi Shankar, indischer Sitarspieler und Komponist († 2012)
- 08. April: Alberto Abdala, uruguayischer Politiker († 1986)
- 08. April: Antonín Šponar, tschechoslowakischer Skirennläufer († 2002)
- 09. April: Alex Moulton, britischer Ingenieur und Erfinder († 2012)
- 09. April: Art Van Damme, US-amerikanischer Jazz-Akkordeonist († 2010)
- 11. April: René Carol, deutscher Schlagersänger († 1978)
- 11. April: Emilio Colombo, italienischer Politiker († 2013)
- 11. April: Marlen Haushofer, österreichische Schriftstellerin († 1970)
- 11. April: Peter O’Donnell, britischer Schriftsteller († 2010)
- 12. April: Raymond Mhlaba, südafrikanischer Politiker und Bürgerrechtler († 2005)
- 12. April: Armin Mohler, Schweizer Philosoph, Publizist, Schriftsteller und Journalist († 2003)
- 13. April: George Armstrong, britischer Jazzposaunist († 2005)
- 13. April: Roberto Calvi, italienischer Bankier († 1982)
- 13. April: Marthe Cohn, französische Spionin († 2025)
- 13. April: Liam Cosgrave, irischer Politiker († 2017)
- 13. April: Peter Heilbut, deutscher Musikpädagoge, Komponist und Pianist († 2005)
- 13. April: Karel Otčenášek, tschechischer Erzbischof († 2011)
- 13. April: Theodore L. Thomas, amerikanischer Science-Fiction-Autor, Chemiker und Patentanwalt († 2005)
- 14. April: Eduardo Maturana, chilenischer Komponist († 2003)
- 15. April: Robert Aulotte, französischer Romanist und Literaturwissenschaftler († 2001)
- 15. April: Thomas Szasz, US-amerikanischer Psychiater († 2012)
- 15. April: Richard von Weizsäcker, deutscher Politiker, Bundespräsident der BRD 1984–1994 († 2015) Richard von Weizsäcker (1984)

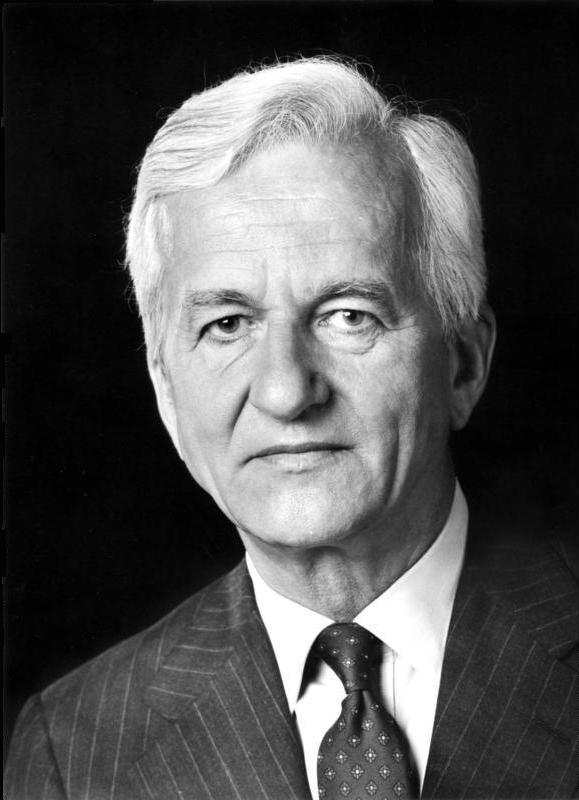
Richard von Weizsäcker (1984)

- 17. April: Bengt Anderberg, schwedischer Übersetzer und Schriftsteller († 2008)
- 18. April: Hans-Christian Albrecht, deutscher Rechtsanwalt und Politiker († 2007)
- 19. April: Marvin Mandel, US-amerikanischer Politiker († 2015)
- 20. April: Frances Ames, südafrikanische Neurologin († 2002)
- 20. April: Medhat Sheikh el-Ard, saudi-arabischer Diplomat († 2001)
- 20. April: Ricardo García Perdomo, kubanischer Gitarrist und Sänger († 1996)
- 20. April: John Paul Stevens, US-amerikanischer Jurist († 2019)
- 21. April: Edmund Adamkiewicz, deutscher Fußballspieler († 1991)
- 21. April: Paul Bös, österreichischer Schauspieler und Kabarettist († 1967)
- 22. April: Waleri Petrow, bulgarischer Schriftsteller und Übersetzer († 2014)
- 22. April: Hal March, amerikanischer Komiker, Schauspieler, Fernsehmoderator und Drehbuchautor († 1970)
- 23. April: Friedrich Schadeberg, deutscher Unternehmer († 2018)
- 23. April: Heinz Seiler, deutscher Handballtrainer und -spieler († 2002)
- 24. April: Luigi Valenzano, italienischer Automobilrennfahrer († 2011)
- 25. April: Jean Carmet, französischer Schauspieler († 1994)
- 25. April: Marko Račič, jugoslawischer Leichtathlet († 2022)
- 25. April: Sofia Ionescu, rumänische Neurochirurgin († 2008)
- 27. April: Guido Cantelli, italienischer Dirigent († 1956)
- 29. April: Harold Shapero, US-amerikanischer Komponist († 2013)
- 30. April: Duncan Hamilton, irischer Automobilrennfahrer († 1994)
- 30. April: Gerda Lerner, amerikanische Historikerin († 2013)

### Mai
- 02. Mai: Jean-Marie Auberson, Schweizer Dirigent und Geiger († 2004)
- 02. Mai: Gerda Daumerlang, deutsche Wasserspringerin († 2006)
- 02. Mai: Jacob Gilboa, israelischer Komponist († 2007)
- 02. Mai: Joe Henderson, britischer Klavierspieler († 1980)
- 02. Mai: Guinn Smith, US-amerikanischer Leichtathlet († 2004)
- 03. Mai: John Lewis, US-amerikanischer Jazz-Musiker († 2001)
- 04. Mai: Hermann Schreiber, österreichischer Schriftsteller und Historiker († 2014)
- 04. Mai: Elizabeth Shaw, irische Künstlerin († 1992)
- 04. Mai: Yakov Soroker, israelischer Geiger und Musikwissenschaftler († 1995)
- 06. Mai: Ernst Hilger, österreichischer Fernsehjournalist († 2010)
- 07. Mai: William Charles Anderson, US-amerikanischer Science-Fiction-Autor († 2003)
- 07. Mai: Jean Bassoul, libanesischer Erzbischof († 1977)
- 08. Mai: Michele Sindona, italienischer Rechtsanwalt und Bankier († 1986)
- 09. Mai: Richard Adams, britischer Schriftsteller († 2016)
- 09. Mai: Cristóbal Humberto Ibarra, salvadorianischer Lyriker, Erzähler und Essayist († 1988)
- 09. Mai: Celia Sánchez, kubanische Revolutionärin und Politikerin († 1980)
- 10. Mai: Theo Aaldering, deutscher Gewichtheber († 1979)
- 12. Mai: Renata Bogdańska, polnische Bühnenschauspielerin und Sängerin († 2010)
- 12. Mai: Felix Anschütz, deutscher Internist, Kardiologe und Hochschullehrer († 2014)
- 12. Mai: Vilém Flusser, tschechischer Kommunikations- und Medienphilosoph († 1991)
- 12. Mai: Josef Schrudde, deutscher Kiefer- und Plastischer Chirurg († 2004)
- 12. Mai: Hans Gottfried von Stockhausen, deutscher Glasmaler († 2010)
- 13. Mai: Alfons Bauer, deutscher Komponist volkstümlicher Musik und Zitherspieler († 1997)
- 13. Mai: Gareth Morris, englischer Flötist († 2007)
- 15. Mai: Michel Audiard, französischer Drehbuchautor und Regisseur († 1985)
- 15. Mai: Carlo Còccioli, italienischer Schriftsteller († 2003)
- 15. Mai: Elsa Korén, deutsche Schauspielerin († 1990)
- 15. Mai: Nasrallah Boutros Sfeir, Patriarch der Maroniten des Libanon und Kardinal († 2019)
- 16. Mai: Valda Aveling, australische Cembalistin und Pianistin († 2007)
- 16. Mai: Martine Carol, französische Schauspielerin († 1967)
- 17. Mai: Jón Kristjánsson, isländischer Skilangläufer († 1996)
- 17. Mai: Aquiles Nazoa, venezolanischer Schriftsteller, Dichter und Journalist († 1976)
- 18. Mai: Bedřich Janáček, tschechischer Organist, Komponist und Musikpädagoge († 2007)

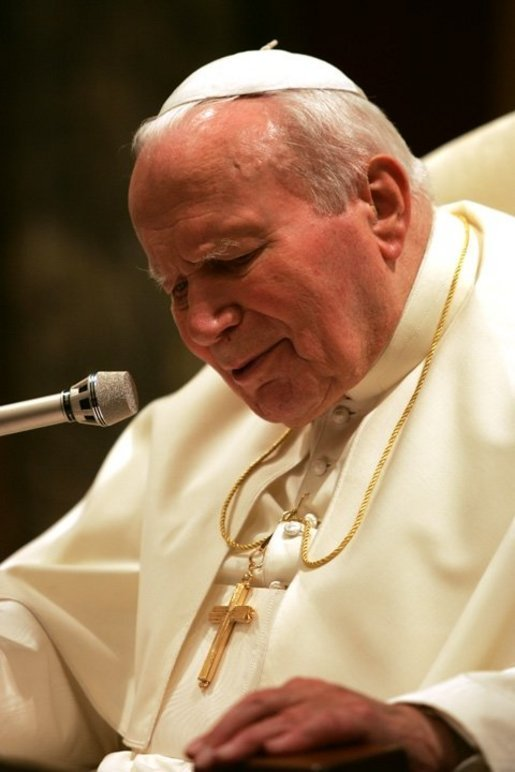
Johannes Paul II. (2004)

- 18. Mai: Johannes Paul II., Papst, Bischof von Rom, Staatsoberhaupt des Vatikans († 2005)
- 20. Mai: Hal Anger, US-amerikanischer Elektroingenieur und Biophysiker († 2005)
- 20. Mai: Philippe Boutros Chebaya, libanesischer Bischof († 2002)
- 20. Mai: Domenico Leccisi, italienischer Politiker († 2008)
- 21. Mai: Kurt Adel, österreichischer Literatur- und Sprachwissenschaftler († 2009)
- 21. Mai: Little Willie Anderson, US-amerikanischer Bluesmusiker († 1991)
- 21. Mai: John William „Bill“ Barber, US-amerikanischer Tuba-Spieler († 2007)
- 22. Mai: Thomas Gold, US-amerikanischer Astrophysiker († 2004)
- 23. Mai: Annette von Aretin, erste Fernsehansagerin des bayerischen Rundfunks († 2006)
- 24. Mai: John Bertram Adams, britischer Physiker († 1984)
- 24. Mai: Friedrich Karl Klausing, Widerstandskämpfer des 20. Juli 1944 († 1944)
- 25. Mai: Werner Holtfort, deutscher Politiker († 1992)
- 25. Mai: Herman van Laer, niederländischer Sportfunktionär († 2005)
- 25. Mai: Rudolf Lenz, österreichischer Schauspieler († 1987)
- 26. Mai: Frank Bethwaite, neuseeländischer Konstrukteur von Jollen und Skiffs († 2012)
- 26. Mai: John Dall, US-amerikanischer Schauspieler († 1971)
- 26. Mai: Peggy Lee, US-amerikanische Sängerin († 2002)
- 27. Mai: Georges Auclair, französischer Journalist und Schriftsteller († 2004)
- 27. Mai: Gabrielle Wittkop, französische Schriftstellerin, Künstlerin, Essayistin und Journalistin († 2002)
- 28. Mai: Erich Helmensdorfer, deutscher Fernseh-Moderator († 2017)
- 28. Mai: Eugen Loderer, deutscher Gewerkschaftsfunktionär († 1995)
- 29. Mai: John Harsanyi, ungarisch-amerikanischer Wirtschaftswissenschaftler, Nobelpreisträger († 2000)
- 29. Mai: Clifton James, US-amerikanischer Schauspieler († 2017)
- 30. Mai: Godfrey Binaisa, Präsident von Uganda († 2010)
- 30. Mai: George London, amerikanischer Opernsänger († 1985)
- 30. Mai: Franklin J. Schaffner, US-amerikanischer Filmregisseur († 1989)

### Juni
- 01. Juni: Syd van der Vyver, südafrikanischer Motorrad- und Automobilrennfahrer († 1989)
- 02. Juni: Gino Cappello, italienischer Fußballspieler († 1990)
- 02. Juni: Frank G. Clement, US-amerikanischer Politiker, Gouverneur von Tennessee († 1969)
- 02. Juni: Herbert Thomas King, deutscher Kommunalpolitiker und Oberbürgermeister († 2001)

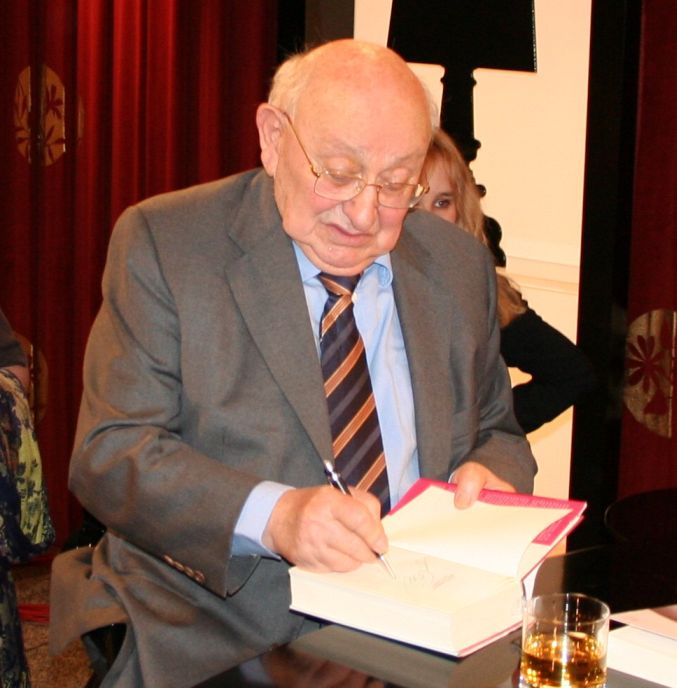
Marcel Reich-Ranicki, 2009

- 02. Juni: Marcel Reich-Ranicki, deutscher Literaturkritiker († 2013)
- 02. Juni: Tex Schramm, US-amerikanischer Footballfunktionär († 2003)
- 03. Juni: D’Arco Silvio Avalle, italienischer Romanist († 2002)
- 04. Juni: Fedora Barbieri, italienische Opernsängerin (Mezzosopran) († 2003)
- 05. Juni: Kurt Edelhagen, deutscher Bigband-Leader († 1982)
- 05. Juni: Marion Motley, US-amerikanischer American-Football-Spieler († 1999)
- 06. Juni: Richard Bein, deutscher Nachrichtendienstler († 2003)
- 06. Juni: Don Branson, US-amerikanischer Automobilrennfahrer († 1966)
- 06. Juni: Serge Lang, französischer Sportjournalist († 1999)
- 06. Juni: Robert Turner, kanadischer Komponist und Musikpädagoge († 2012)
- 07. Juni: Carlos Gorostiza, argentinischer Dramatiker, Theaterregisseur und Schriftsteller († 2016)
- 07. Juni: Georges Marchais, französischer Politiker und Gewerkschafter († 1997)
- 08. Juni: Frank Costin, britischer Fahrzeugdesigner († 1995)
- 08. Juni: Gwen Harwood, australische Dichterin und Librettistin († 1995)
- 08. Juni: Iwan Nikitowitsch Koschedub, sowjetischer Pilot, Marschall der Flieger und dreifacher Held der Sowjetunion († 1991)
- 09. Juni: Sandro Angiolini, italienischer Comiczeichner und Cartoonist († 1985)
- 09. Juni: Paul Mebus, deutscher Fußballspieler († 1993)
- 10. Juni: Zbyněk Vostřák, tschechischer Komponist († 1985)
- 11. Juni: Fernando Bernabé Agüero Rocha, nicaraguanischer Politiker († 2011)
- 11. Juni: Walter Scherf, deutscher Kinder- und Jugendliteratur- sowie Märchenforscher († 2010)
- 12. Juni: Jim Siedow, US-amerikanischer Schauspieler und Theaterregisseur († 2003)
- 13. Juni: Arkadi Grigorjewitsch Adamow, sowjetischer Schriftsteller († 1991)
- 13. Juni: Fritz Barzilauskas, US-amerikanischer American-Football-Spieler († 1990)
- 13. Juni: Désiré Keteleer, belgischer Radrennfahrer († 1970)
- 13. Juni: Eiji Okada, japanischer Schauspieler († 1995)
- 14. Juni: Thomas Zhao Fengwu, römisch-katholischer Bischof von Yanzhou († 2005)
- 14. Juni: Will Rasner, deutscher Politiker († 1971)
- 15. Juni: Marion S. Kellogg, US-amerikanische Managerin und Unternehmensberaterin († 2004)
- 15. Juni: Alberto Sordi, italienischer Filmschauspieler († 2003)
- 15. Juni: Hans Ziegler, deutscher Fußballspieler und Leichtathlet († 2017)
- 16. Juni: Gustav Adolf Baumm, deutscher Grafiker, Motorradkonstrukteur und -rennfahrer († 1955)
- 16. Juni: Georges Follman, belgischer Komponist und Dirigent († 1994)
- 17. Juni: Setsuko Hara, japanische Schauspielerin († 2015)
- 17. Juni: François Jacob, französischer Mediziner, Physiologe und Genetiker, Nobelpreisträger († 2013)
- 18. Juni: Utta Danella, deutsche Schriftstellerin († 2015)
- 19. Juni: Keith Andrews, US-amerikanischer Automobilrennfahrer († 1957)
- 19. Juni: Thulukhanam Shunmugham, indischer Fußballspieler († 2012)
- 20. Juni: Man Mohan Adhikari, nepalesischer Politiker und Ministerpräsident († 1999)
- 21. Juni: Yves Robert, französischer Schauspieler, Drehbuchautor, Produzent und Regisseur († 2002)
- 22. Juni: Luciano Negrini, italienischer Steuermann († 2012)
- 23. Juni: Gerry Wolff, deutscher Schauspieler († 2005)
- 25. Juni: Lassie Lou Ahern, US-amerikanische Schauspielerin († 2018)
- 25. Juni: Joe Viola, US-amerikanischer Jazzmusiker († 2001)
- 26. Juni: Stanislav Ledinek, Schauspieler und Synchronsprecher († 1969)
- 27. Juni: Werner Angress, Professor für Deutsche Geschichte in den USA († 2010)
- 27. Juni: I. A. L. Diamond, US-amerikanischer Drehbuchautor († 1988)
- 29. Juni: Ray Harryhausen, US-amerikanischer Tricktechniker und Animator († 2013)
- 30. Juni: Zeno Colò, italienischer Skirennläufer († 1993)

### Juli
- 01. Juli: Harold Sakata, US-amerikanischer Schauspieler († 1982)
- 01. Juli: Lucidio Sentimenti, italienischer Fußballspieler († 2014)
- 01. Juli: Aziz Sidqi, ägyptischer Premierminister († 2008)
- 02. Juli: Andreas Lindt, Schweizer evangelischer Geistlicher und Hochschullehrer († 1985)
- 03. Juli: Walter Roderer, Schweizer Volksschauspieler († 2012)
- 04. Juli: Johannes Cornelis Anceaux, niederländischer Orientalist und Philologe († 1988)
- 05. Juli: Ruth Neudeck, deutsche Aufseherin im KZ Ravensbrück († 1948)
- 07. Juli: William Thaddeus Coleman, US-amerikanischer Politiker († 2017)
- 09. Juli: Bill Edwards, US-amerikanischer American-Football-Spieler († 2009)
- 09. Juli: Dick Thompson, US-amerikanischer Automobilrennfahrer († 2014)
- 10. Juli: Denise Bindschedler-Robert, Schweizer Völkerrechtlerin († 2008)
- 10. Juli: Owen Chamberlain, US-amerikanischer Physiker und Nobelpreisträger († 2006)
- 10. Juli: Mari Sabusawa Michener, amerikanische Philanthropin, Kunstsammlerin und Aktivistin († 1994)
- 11. Juli: Yul Brynner, US-amerikanischer Schauspieler und Sänger († 1985)

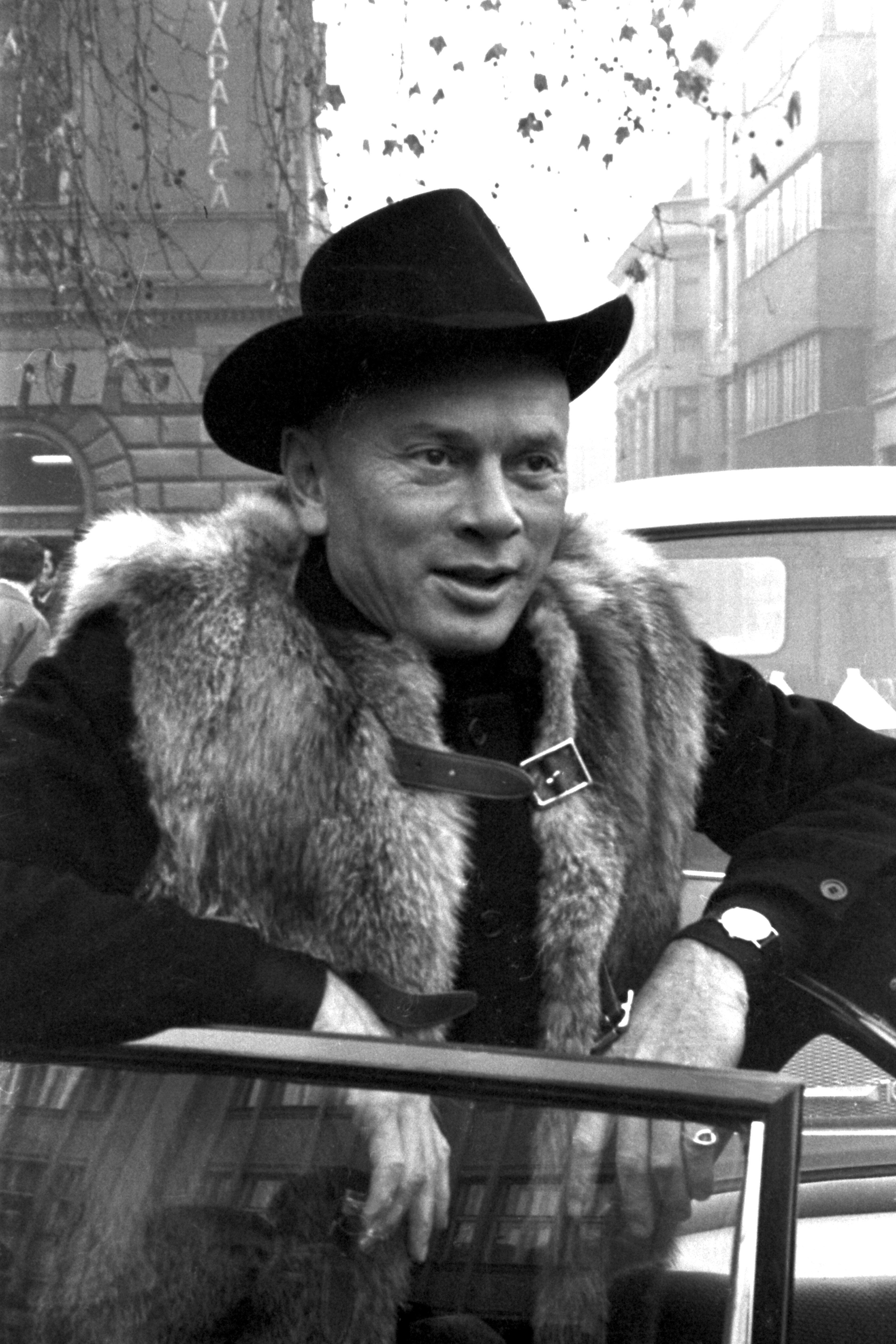
Yul Brynner

- 11. Juli: Sverri Djurhuus, färöischer Autor und Freiwilliger der Waffen-SS im Zweiten Weltkrieg († 2003)
- 12. Juli: John Charles Andes, US-amerikanischer Schauspieler († 2005)
- 13. Juli: Hans Blumenberg, deutscher Philosoph († 1996)
- 13. Juli: Anna Halprin, US-amerikanische Tänzerin und Choreografin († 2021)
- 13. Juli: Wilhelm Kümpel, Domorganist und Kirchenmusikdirektor († 2000)
- 14. Juli: Werner Kukelski, deutscher Geheimdienstler († 1995)
- 14. Juli: Wolfgang Stammberger, deutscher Politiker († 1982)
- 15. Juli: Joseph Basmadjan, syrischer Erzbischof († 1988)
- 16. Juli: Kurt Hepperlin, deutscher Schauspieler und Dokumentarfilmregisseur († 1992)
- 17. Juli: Gordon Gould, US-amerikanischer Physiker, gilt als einer der Erfinder des Lasers († 2005)
- 17. Juli: Juan Antonio Samaranch, Vorsitzender des Internationalen Olympischen Komitees (IOC) († 2010) Juan Antonio Samaranch, 2007

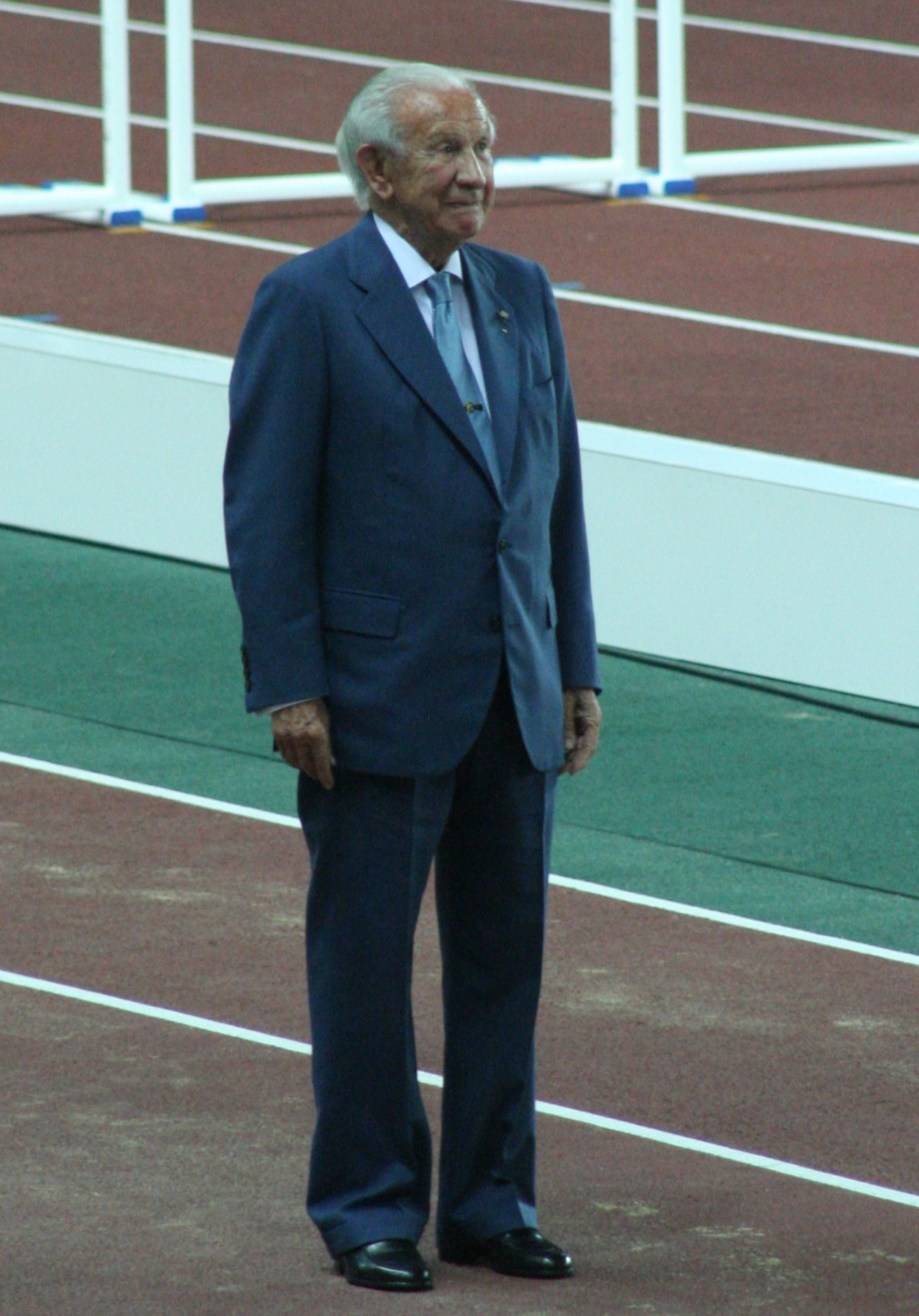
Juan Antonio Samaranch, 2007

- 18. Juli: Eric Brandon, britischer Automobilrennfahrer († 1982)
- 19. Juli: Otto Arndt, SED-Funktionär und Minister für Verkehrswesen der DDR († 1992)
- 19. Juli: Heini Kaufeld, deutscher Schauspieler († 1996)
- 19. Juli: Robert Mann, US-amerikanischer Geiger, Dirigent, Komponist und Musikpädagoge († 2018)
- 20. Juli: Elliot L. Richardson, US-amerikanischer Politiker († 1999)
- 21. Juli: Anthony Amato, US-amerikanischer Operndirektor, Gründer und Leiter der Amato Opera († 2011)
- 21. Juli: Hans Bradtke, deutscher Textdichter und Karikaturist († 1997)
- 21. Juli: Mohammed Dib, algerischer Journalist und Schriftsteller († 2003)
- 21. Juli: Constant Nieuwenhuys, niederländischer Künstler († 2005)
- 21. Juli: Isaac Stern, Violinist († 2001)
- 22. Juli: Paul Dissemond, deutscher katholischer Priester und Generalsekretär der Berliner Bischofskonferenz († 2006)
- 22. Juli: Joachim Wolff, deutscher Schauspieler und Sprecher († 2000)
- 24. Juli: Bella Abzug, US-amerikanische Politikerin und Frauenrechtlerin († 1998)
- 24. Juli: Howard Brown, kanadischer Pianist, Cembalist und Musikpädagoge († 2001)
- 25. Juli: David P. Buckson, US-amerikanischer Politiker († 2017)
- 25. Juli: Rosalind Franklin, britische Biochemikerin († 1958)
- 25. Juli: Chushiro Hayashi, japanischer Astronom und Physiker († 2010)
- 26. Juli: Walter Laird, britischer Tänzer († 2002)
- 26. Juli: Bob Waterfield, US-amerikanischer American-Football-Spieler († 1983)
- 28. Juli: Andrew V. McLaglen, britischer Regisseur († 2014)
- 28. Juli: Arshi Pipa, albanischer Literat († 1997)
- 28. Juli: Franz Soronics, österreichischer Politiker († 2009)
- 29. Juli: Herbert Kegel, deutscher Dirigent († 1990)
- 30. Juli: Richard Stoop, britischer Automobilrennfahrer und Flieger im Zweiten Weltkrieg († 1968)
- 31. Juli: Walter Arlen, österreichisch-US-amerikanischer Musikkritiker und Komponist († 2023)
- 31. Juli: Rolf Elias, deutscher Politiker
- 31. Juli: Franca Valeri, italienische Schauspielerin und Drehbuchautorin († 2020)

### August
- 01. August: Henrietta Lacks, Spenderin einer Gewebeprobe, aus der die HeLa-Zellen entwickelt wurden († 1951)
- 01. August: Samuel Lee, US-amerikanischer Olympiasieger im Turmspringen († 2016)
- 02. August: Johann Max Böttcher, deutscher Unternehmer und Philanthrop († 2014)
- 02. August: Victor Hasler, Schweizer evangelischer Geistlicher und Hochschullehrer († 2003)
- 02. August: Werner Müller, deutscher Autor, Komponist, Dirigent, Arrangeur und Orchesterleiter († 1998)
- 03. August: Norman Dewis, britischer Test- und Automobilrennfahrer († 2019)
- 03. August: P. D. James, britische Schriftstellerin († 2014)
- 04. August: Hermann Kükelhaus, deutscher Dichter († 1944)
- 04. August: Rudolf Rolfs, deutscher Satiriker und Theaterleiter († 2004)
- 04. August: Helen Thomas, US-amerikanische Journalistin († 2013)
- 05. August: Arthur Henry Attwell, britischer Theologe († 1991)
- 06. August: Bill Campbell, US-amerikanischer American-Football-Spieler († 1974)
- 06. August: Furuyama Komao, japanischer Schriftsteller († 2002)
- 06. August: Jeanne Lamouche, französische Leichtathletin († 2022)
- 06. August: Otto B. Roegele, deutscher Publizist und Kommunikationswissenschaftler († 2005)
- 07. August: Harry Arnold, schwedischer Tenorsaxophonist, Klarinettist und Bandleader († 1971)
- 07. August: Mario Astorri, italienischer Fußballspieler und -trainer († 1989)
- 07. August: Tsukamoto Kunio, japanischer Lyriker († 2005)
- 08. August: Alfred Hause, deutscher Violinist, Dirigent und Kapellmeister († 2005)
- 09. August: Hans Brox, deutscher Zivilrechtswissenschaftler und Richter des Bundesverfassungsgerichts († 2009)
- 09. August: Willi Heinrich, deutscher Schriftsteller († 2005)
- 09. August: Allen Hoskins, US-amerikanischer Filmschauspieler († 1980)
- 09. August: Alejandro Quiroz, mexikanischer Moderner Fünfkämpfer († 2022)
- 10. August: Red Holzman, US-amerikanischer Basketballtrainer († 1998)
- 10. August: Heinz Lucas, deutscher Fußballtrainer († 2016)
- 11. August: Albert E. Kaiser, Schweizer Dirigent und Musikpädagoge († 2004)
- 12. August: Wilhelm Altvater, deutscher Politiker († 2001)
- 12. August: Herbert Dorn, deutscher Fußballspieler
- 12. August: Percy Mayfield, US-amerikanischer Blues-Musiker († 1984)
- 13. August: Jean Honoré, Erzbischof von Tours und Kardinal der römisch-katholischen Kirche († 2013)
- 15. August: Konstantin Prinz von Bayern, deutscher Politiker, MdB († 1969)
- 15. August: Gisela Jahn, deutsche Forstwissenschaftlerin und Hochschullehrerin († 2024)
- 16. August: Günther Abendroth, deutscher Politiker († 1993)
- 16. August: Charles Bukowski, US-amerikanischer Dichter und Schriftsteller († 1994)
- 16. August: Elias Nijmé, syrischer Erzbischof († 1998)
- 16. August: José Tamayo, spanischer Theaterleiter und -regisseur († 2003)

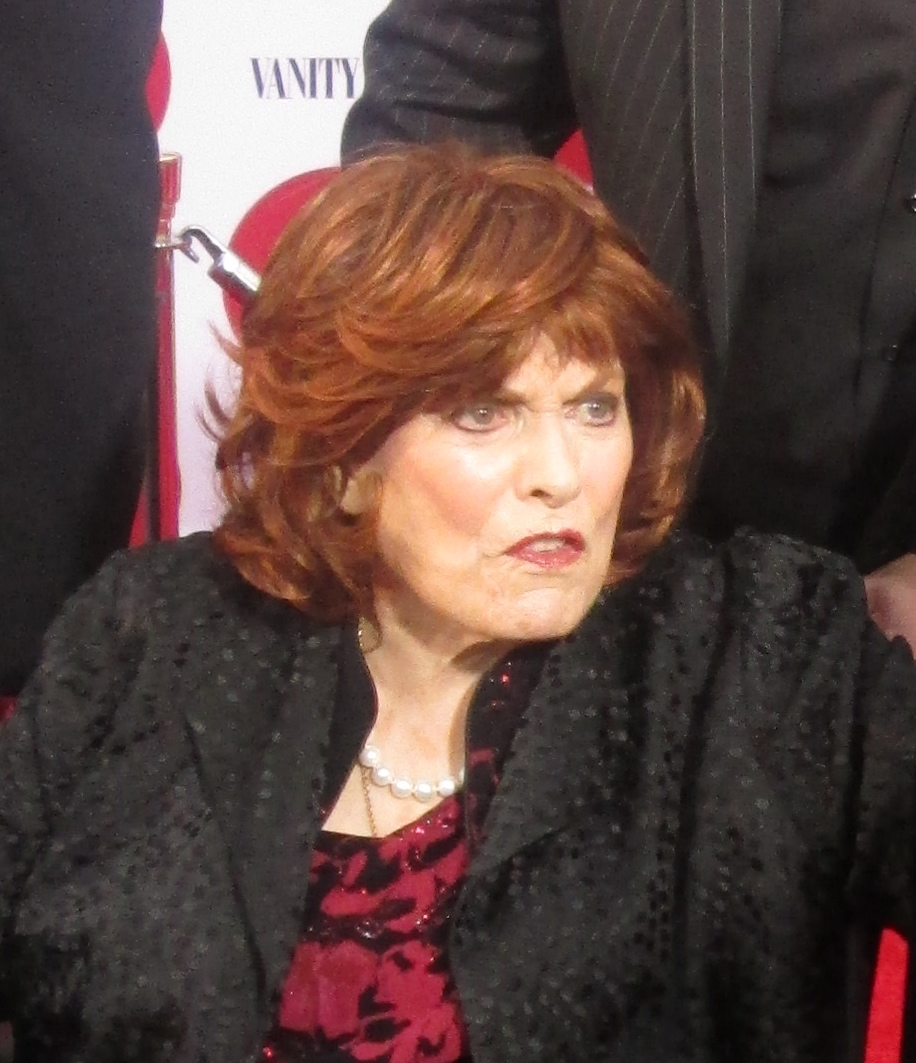
Maureen O’Hara (2014)

- 17. August: Maureen O’Hara, irisch-amerikanische Filmschauspielerin († 2015)
- 18. August: Don Lamond, US-amerikanischer Jazzschlagzeuger († 2003)
- 18. August: Shelley Winters, US-amerikanische Schauspielerin († 2006)
- 19. August: Siegfried Seibt, deutscher Schauspieler († 1982)
- 20. August: Lisa Dräger, deutsche Mäzenatin († 2015)
- 20. August: Hermann Heidegger, deutscher Historiker († 2020)
- 20. August: Vincentas Sladkevičius, Erzbischof von Kaunas und Kardinal († 2000)
- 21. August: Christopher Robin Milne, britischer Autor und Vorbild für die literarische Figur Christopher Robin in den Büchern um Pu den Bären († 1996)
- 22. August: Sten Olov Åhlund, schwedischer Fußballspieler und -trainer († 1996)
- 22. August: Ray Bradbury, US-amerikanischer Schriftsteller († 2012)
- 22. August: Denton Cooley, US-amerikanischer Herzchirurg († 2016)
- 22. August: Kurt Paupié, österreichischer Publizistikwissenschaftler († 1981)
- 22. August: Wolfdietrich Schnurre, deutscher Schriftsteller († 1989)
- 23. August: Leo Marini, argentinischer Sänger († 2000)
- 23. August: Ayukawa Nobuo, japanischer Schriftsteller und Literaturkritiker († 1986)
- 24. August: Heinz Arnold, deutscher Politiker († 2000)
- 24. August: Helena Carter, US-amerikanische Schauspielerin († 2000)
- 24. August: Herbert Kaufmann, deutscher Volkskundler, Journalist und Schriftsteller († 1976)
- 26. August: Prem Tinsulanonda, thailändischer Premierminister († 2019)
- 26. August: Richard Wurbs, deutscher Politiker († 2018)
- 29. August: Charlie Parker, US-amerikanischer Jazz-Saxophonist (Alt-Sax) († 1955)
- 29. August: Giorgos Sisilianos, griechischer Komponist († 2005)
- 30. August: Harald Deilmann, deutscher Architekt und Autor († 2008)
- 30. August: Friedrich Schaller, deutscher Zoologe († 2018)

### September
- 01. September: Richard Farnsworth, US-amerikanischer Schauspieler († 2000)
- 01. September: Joyce King, australische Sprinterin († 2001)
- 02. September: Hanns Vogl, deutscher Brigadegeneral
- 03. September: Paul Hamburger, österreichischer Pianist, Gründer des Mozart-Quartetts († 2004)
- 03. September: Marguerite Higgins, amerikanische Journalistin und Kriegsberichterstatterin († 1966)
- 04. September: Anneliese Brost, deutsche Verlegerin († 2010)
- 04. September: Clemar Bucci, argentinischer Automobilrennfahrer († 2011)
- 04. September: Jackie Holmes, US-amerikanischer Automobilrennfahrer († 1995)
- 04. September: George Little, kanadischer Musikpädagoge, Chordirigent und Organist († 1995)
- 05. September: Heinz Bello, katholischer Märtyrer († 1944)
- 07. September: Román Peña, dominikanischer Komponist, Geiger und Gitarrist († 2003)
- 07. September: Edward Lunn Young, US-amerikanischer Politiker († 2017)
- 08. September: Ernst-Alfred Jauch, deutscher Journalist († 1991)
- 09. September: Eleanor Koldofsky, kanadische Musik- und Filmproduzentin und Autorin († 2023)
- 10. September: Robert F. Inger, US-amerikanischer Herpetologe († 2019)
- 10. September: Stig Olin, schwedischer Schauspieler, Regisseur, Drehbuchautor, Komponist und Sänger
- 10. September: C. R. Rao, indischer Statistiker († 2023)
- 10. September: Fabio Taglioni, italienischer Motorrad-Konstrukteur († 2001)

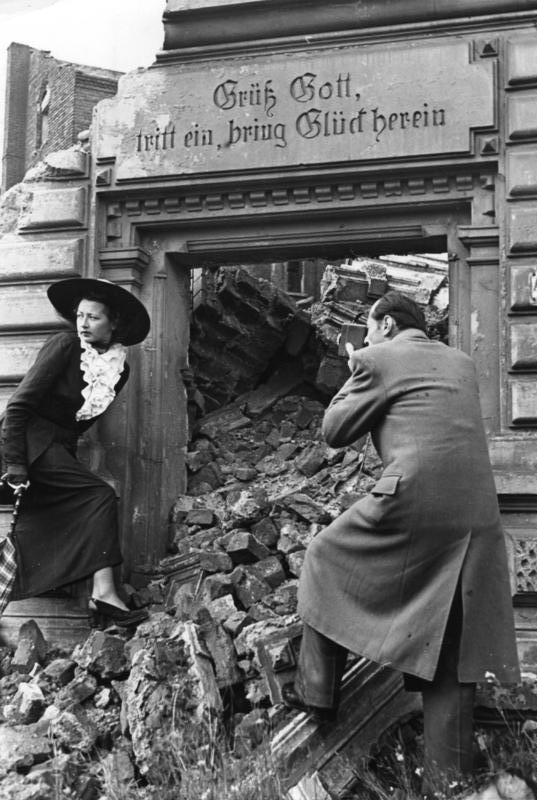
Lore Lorentz bei Filmaufnahmen 1948

- 12. September: Lore Lorentz, deutsche Kabarettistin und Theatergründerin († 1994)
- 14. September: Mario Benedetti, uruguayischer Schriftsteller († 2009)
- 14. September: Johannes Irmscher, deutscher Altertumswissenschaftler († 2000)
- 14. September: Lawrence Klein, US-amerikanischer Wirtschaftswissenschaftler, Nobelpreisträger († 2013)
- 14. September: Hans Pfann, deutscher Turner († 2021)
- 14. September: Irma Walther-Dumbsky, deutsche Turnerin († 2005)
- 15. September: Hans-Arnold Stahlschmidt, deutscher Kampfpilot im Zweiten Weltkrieg († 1942?)
- 16. September: Hannie Schaft,  Kämpferin des kommunistischen Widerstands gegen den Nationalsozialismus in den Niederlanden († 1945)
- 17. September: Marjorie Holt, US-amerikanische Politikerin († 2018)
- 18. September: Jack Warden, US-amerikanischer Schauspieler († 2006)
- 19. September: Karen Surenowitsch Chatschaturjan, russischer Komponist († 2011)
- 19. September: Václav Dobiáš, tschechischer Widerstandskämpfer († 1945)
- 19. September: Rudi von der Dovenmühle, deutscher Schlagerkomponist († 2000)
- 19. September: Jan Pixa, tschechischer Fernseh-Moderator und Dramaturg († 2004)
- 20. September: Hanns Cibulka, deutscher Schriftsteller († 2004)
- 20. September: Michael Holzinger, Schriftsteller in Banater Mundart († 1996)
- 20. September: Thilo Koch, deutscher Fernsehjournalist († 2006)
- 21. September: Hans Günter Michelsen, deutscher Dramatiker († 1994)
- 21. September: Vico Torriani, Schweizer Schlagersänger, Schauspieler, Showmaster und Kochbuchautor († 1998)
- 21. September: Hermann Unger, deutscher Brigadegeneral († 1982)
- 22. September: Fritz Rühs, deutscher Mathematiker († 1997)
- 23. September: Alexander Arutjunjan, armenischer Komponist († 2012)
- 23. September: Keith MacMillan, kanadischer Musikproduzent, -verleger und -manager († 1991)
- 23. September: Mickey Rooney, US-amerikanischer Schauspieler († 2014)
- 24. September: Georges Addor, Schweizer Architekt († 1982)
- 27. September: William Conrad, US-amerikanischer Schauspieler und Sprecher († 1994)
- 27. September: Hal Harris, US-amerikanischer Gitarrist († 1992)
- 27. September: Wolfgang Spier, deutscher Regisseur, Schauspieler, Synchronsprecher und Moderator († 2011)
- 28. September: Alan Davie, schottischer Maler und Musiker († 2014)
- 28. September: Alan A. Freeman, australischer Musikproduzent († 1985)
- 29. September: Peter D. Mitchell, britischer Chemiker, Nobelpreisträger († 1992)
- 29. September: Václav Neumann, tschechischer Dirigent, Violine- und Viola-Spieler († 1995)
- 29. September: Nelson Wesley Trout, US-amerikanischer lutherischer Bischof († 1996)
- 30. September: Torbjörn Lundquist, schwedischer Komponist († 2000)

### Oktober
- 01. Oktober: Walter Matthau, US-amerikanischer Schauspieler († 2000)
- 01. Oktober: John Vallier, englischer Pianist, Komponist, Musikpädagoge und Musikwissenschaftler († 1991)
- 02. Oktober: Giuseppe Colombo, italienischer Ingenieur und Mathematiker († 1984)
- 03. Oktober: Kurt Watzke, österreichischer Ruderer († 2012)
- 04. Oktober: Renate Riemeck, deutsche Historikerin und Friedensaktivistin († 2003)
- 05. Oktober: Giulio Cisco, italienischer Journalist und Schriftsteller († 1999)
- 05. Oktober: Meliton Kantaria, sowjetischer Soldat, der die Siegesfahne auf dem Reichstag hisste († 1993)
- 05. Oktober: Ronald Leigh-Hunt, britischer Schauspieler († 2005)
- 05. Oktober: Gert Westphal, deutscher Schauspieler († 2002)
- 06. Oktober: Pietro Consagra, italienischer Bildhauer († 2005)

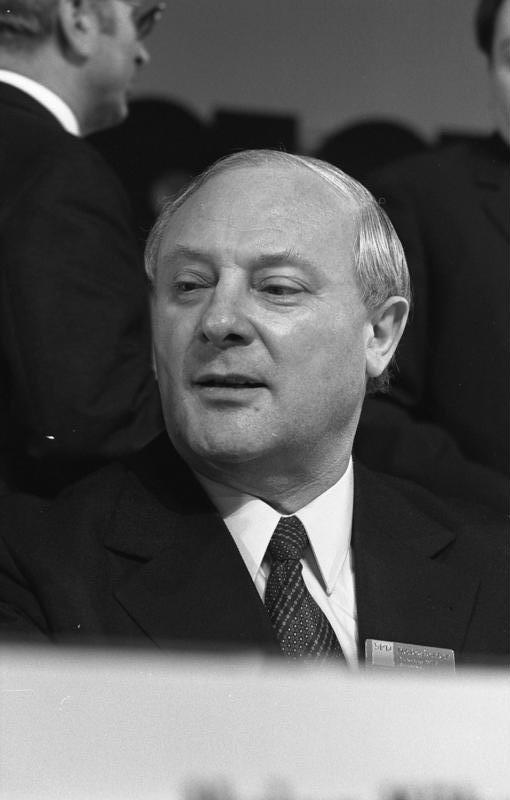
Georg Leber, 1973

- 07. Oktober: Georg Leber, deutscher Politiker († 2012)
- 07. Oktober: Josef Wolfsegger, österreichischer Politiker († 2015)
- 08. Oktober: Maria Beig, deutsche Schriftstellerin († 2018)
- 08. Oktober: Henry Glade, deutsch-US-amerikanischer Sprachwissenschaftler († 1999)
- 08. Oktober: Maxi Herber, deutsche Eiskunstläuferin († 2006)

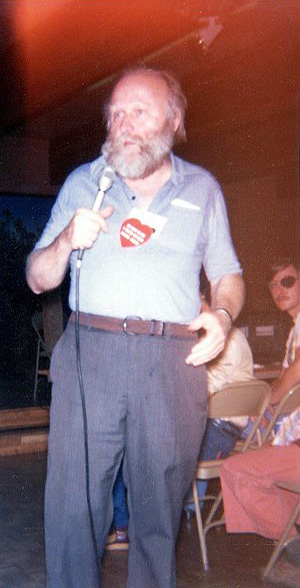
Frank Herbert, 1978

- 08. Oktober: Frank Herbert, US-amerikanischer Science-Fiction- und Fantasy-Autor († 1986)
- 08. Oktober: Alfredo Rossi y Rossi, argentinischer Komponist
- 09. Oktober: Yusef Abdul Lateef, US-amerikanischer Jazzmusiker († 2013)
- 10. Oktober: Gail Halvorsen, US-amerikanischer Pilot († 2022)
- 11. Oktober: Kurt H. Aufrichtig, britischer Kunsthistoriker († 1989)
- 11. Oktober: James Aloysius Hickey, Erzbischof von Washington und Kardinal († 2004)
- 15. Oktober: Mario Puzo, US-amerikanischer Autor († 1999)
- 16. Oktober: Elisabeth Müller-Luckmann, deutsche Psychologin († 2012)
- 17. Oktober: Montgomery Clift, US-amerikanischer Film- und Theaterschauspieler († 1966)
- 17. Oktober: Miguel Delibes, spanischer Schriftsteller († 2010)
- 18. Oktober: Melina Mercouri, griechische Schauspielerin, Sängerin und Kulturministerin († 1994)
- 19. Oktober: Clemente Faccani, italienischer Geistlicher und Vatikandiplomat († 2011)
- 19. Oktober: Franz Muxeneder, deutsch-österreichischer Schauspieler († 1988)
- 20. Oktober: Henry Austin, indischer Politiker und Botschafter († 2008)
- 21. Oktober: Plinio Antolini, italienischer Amateurastronom und Asteroidenentdecker († 2012)
- 22. Oktober: Timothy Leary, US-amerikanischer Psychologe und Autor († 1996)
- 23. Oktober: Charlie Adams, US-amerikanischer Country-Musiker († 2004)
- 23. Oktober: Otto Kandler, deutscher Botaniker und Mikrobiologe († 2017)
- 23. Oktober: Gianni Rodari, italienischer Schriftsteller († 1980)
- 24. Oktober: Robert Coffy, Erzbischof von Marseille und Kardinal († 1995)
- 24. Oktober: Robert Greacen, irischer Dichter († 2008)
- 24. Oktober: Doris Kahane, deutsche bildende Künstlerin († 1976)
- 24. Oktober: Anna Maria Praschl, österreichische Politikerin († 2014)
- 25. Oktober: Amet-Chan Sultan, sowjetischer Testpilot († 1971)
- 25. Oktober: Geneviève de Gaulle-Anthonioz, französische Widerstandskämpferin und Menschenrechtsaktivistin († 2002)
- 25. Oktober: Anatoli Grigorjewitsch Jegorow, russischer Philosoph († 1997)
- 26. Oktober: Howhannes Barseghjan, armenischer Linguist († 2014)
- 26. Oktober: Siegfried Müller, deutscher Söldner († 1983)
- 27. Oktober: Lothar Domröse, deutscher Offizier († 2014)
- 27. Oktober: K. R. Narayanan, indischer Politiker und Staatspräsident († 2005)
- 29. Oktober: Baruj Benacerraf, venezolanisch-US-amerikanischer Mediziner, Nobelpreisträger für Medizin († 2011)
- 29. Oktober: Ernst Majonica, deutscher Politiker († 1997)
- 29. Oktober: Lieselotte Thoms-Heinrich, deutsche Journalistin und Politikerin († 1992)
- 31. Oktober: Eduard Adorno, deutscher Politiker († 2000)
- 31. Oktober: Dick Francis, britischer Krimi-Autor († 2010)
- 31. Oktober: Joseph Gelineau, französischer Komponist und Jesuit († 2008)
- 31. Oktober: Dedan Kimathi, kenianischer Rebellenführer († 1957)
- 31. Oktober: Helmut Newton, deutscher Fotograf († 2004)
- 31. Oktober: Svend Pedersen, dänischer Ruderer († 2009)

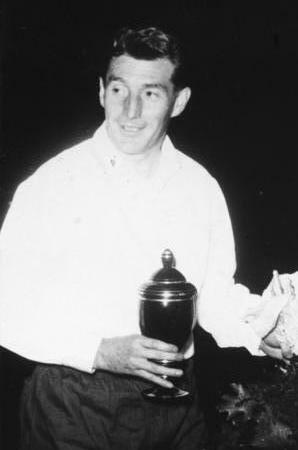
Fritz Walter

- 31. Oktober: Fritz Walter, deutscher Fußballspieler († 2002)

### November
- 01. November: Hansjörg Martin, deutscher Schriftsteller († 1999)
- 01. November: Amadeus Webersinke, deutscher Pianist, Organist und Hochschullehrer († 2005)
- 02. November: Fabio González-Zuleta, kolumbianischer Komponist und Musikpädagoge († 2011)
- 02. November: Otto Mayrhofer, österreichischer Anästhesist († 2024)
- 03. November: Oodgeroo Noonuccal, Aborigine-Aktivistin und -Politikerin († 1993)
- 04. November: Ilse Thiele, deutsche Politikerin († 2010)
- 05. November: Douglass North, US-amerikanischer Ökonom und Wirtschaftshistoriker, Nobelpreisträger für Wirtschaftswissenschaften 1993 († 2015)
- 05. November: Marthinus Steyn, südafrikanischer Richter und Generaladministrator von Südwestafrika († 1998)
- 08. November: Eugênio de Araújo Sales, brasilianischer Bischof, Kardinal und Theologe († 2012)
- 09. November: Thomas Sebeok, US-amerikanischer Professor für Semiotik († 2001)
- 10. November: Néophytos Edelby, syrischer Erzbischof († 1995)
- 10. November: Rafael del Pino, spanischer Bauunternehmer und Milliardär († 2008)
- 11. November: Walter Krupinski, deutscher General († 2000)
- 11. November: Roy Jenkins, britischer Politiker und Autor († 2003)
- 12. November: Richard Quine, US-amerikanischer Schauspieler, Produzent und Filmregisseur († 1989)
- 13. November: Lieselotte Berger, deutsche Politikerin († 1989)
- 13. November: Jack Elam, US-amerikanischer Schauspieler († 2003)
- 13. November: Margret van Munster, deutsche Schauspielerin († 2010)
- 14. November: Cato Bontjes van Beek, deutsche Widerstandskämpferin gegen den Nationalsozialismus († 1943)
- 14. November: Hans Hansen, färöischer Maler († 1970)
- 14. November: Edith Volkmann, deutsche Schauspielerin († 1997)
- 15. November: Willi Fischer, deutscher Politiker († 1991)
- 15. November: Jerome Richardson, US-amerikanischer Jazzsaxophonist und -flötist († 2000)
- 15. November: Wayne Thiebaud, US-amerikanischer Maler († 2021)
- 16. November: Nerses Der Nersessian, armenischer Erzbischof († 2006)
- 16. November: Colin Thiele, australischer Kinderbuchautor († 2006)
- 17. November: Camillo Felgen, Sänger, Texter und Radio- und Fernsehmoderator († 2005)
- 17. November: Ellis Kaut, deutsche Kinderbuchautorin († 2015)
- 17. November: Hans Putz, österreichischer Schauspieler († 1990)
- 17. November: Jean Starobinski, Schweizer Arzt und Literaturwissenschaftler († 2019)
- 18. November: Mustafa Chalil, ägyptischer Politiker († 2008)
- 18. November: Louis Mennini, US-amerikanischer Komponist und Musikpädagoge († 2000)
- 19. November: Helmut Bazille, deutscher Politiker († 1973)
- 19. November: Bernhard Kempa, deutscher Handballspieler († 2017)
- 19. November: Gene Tierney, US-amerikanische Schauspielerin († 1991)

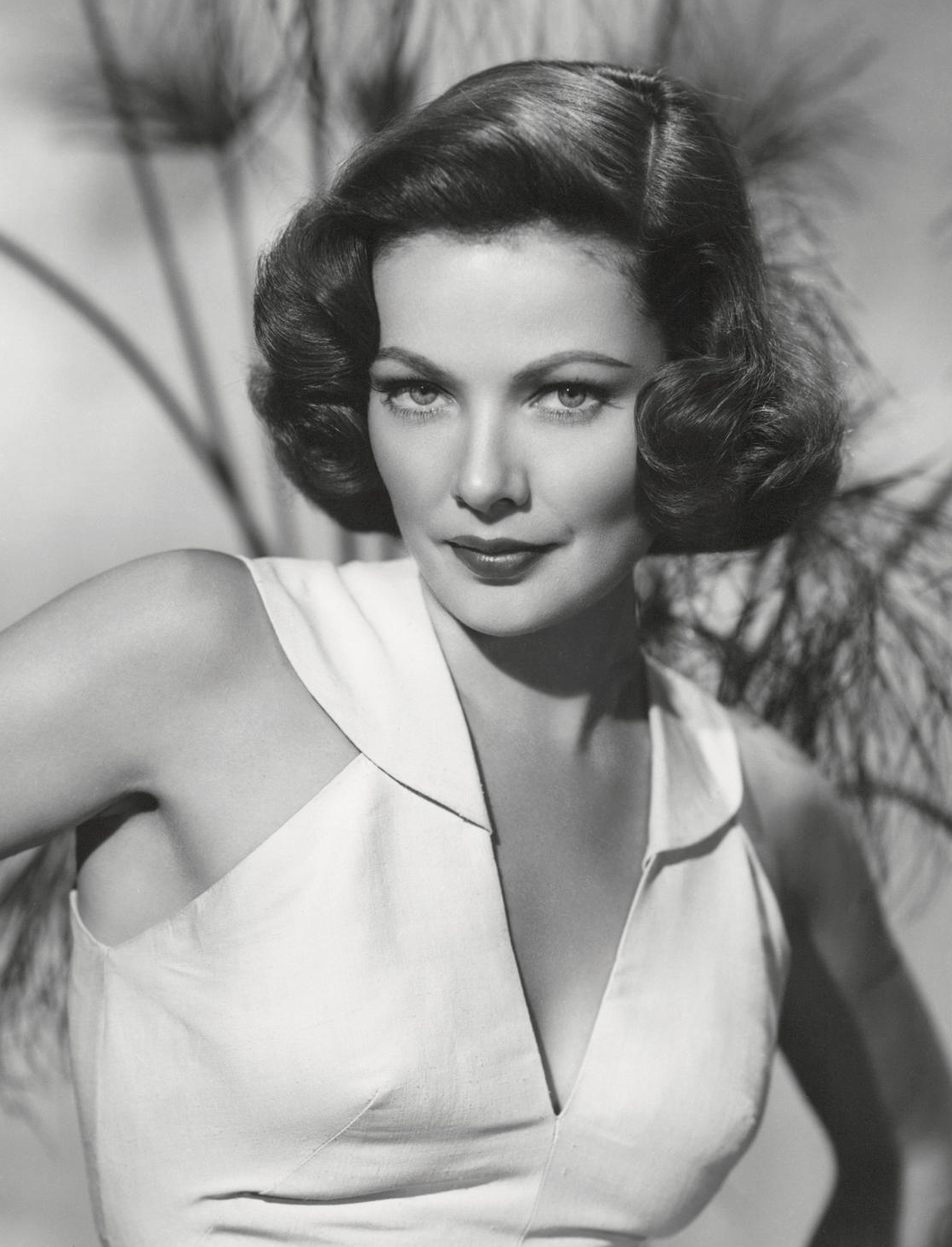
Gene Tierney, 1951

- 20. November: Douglas Dick, US-amerikanischer Schauspieler und Drehbuchautor († 2015)
- 21. November: Walter Fritzsch, deutscher Fußballspieler und -trainer († 1997)
- 21. November: Wera Nikolajewna Kublanowskaja, russische Mathematikerin († 2012)
- 23. November: Paul Celan, deutscher Lyriker († 1970)
- 23. November: Uwe Ronneburger, deutscher Politiker († 2007)
- 25. November: Ricardo Montalbán, mexikanischer Filmschauspieler († 2009)
- 25. November: Noel Neill, US-amerikanische Schauspielerin († 2016)
- 25. November: Hilde Sicks, deutsche Volksschauspielerin († 2007)
- 26. November: Daniel Petrie, kanadischer Regisseur († 2004)
- 28. November: Cecilia Colledge, britische Eiskunstläuferin († 2008)
- 29. November: Wiktoria Calma, polnische Opernsängerin († 2007)
- 29. November: Hans Derendinger, Schweizer Journalist und Politiker († 1996)
- 29. November: Jegor Ligatschow, sowjetischer Politiker († 2021)
- 30. November: Virginia Mayo, US-amerikanische Schauspielerin († 2005)

### Dezember
- 01. Dezember: Lê Đức Anh, vietnamesischer General und Politiker († 2019)
- 01. Dezember: Pierre Poujade, französischer Politiker († 2003)
- 02. Dezember: Maximos Salloum, libanesischer Erzbischof († 2004)
- 03. Dezember: Eduardo Francisco Pironio, Kardinal der römisch-katholischen Kirche († 1998)
- 03. Dezember: Traute Sense, deutsche Schauspielerin († 1997)
- 03. Dezember: Werner Vick, deutscher Handballspieler und -trainer († 2000)
- 04. Dezember: Nadir Afonso, portugiesischer Maler († 2013)
- 04. Dezember: Michael Bates, britischer Schauspieler († 1978)
- 04. Dezember: Therese Neudorfer, österreichische Politikerin († 1990)
- 04. Dezember: Michel Yatim, syrischer Erzbischof († 2006)
- 05. Dezember: Paul Matzkowski, deutscher Fußballspieler († 2004)
- 06. Dezember: Dave Brubeck, US-amerikanischer Jazz-Pianist († 2012)
- 07. Dezember: Tatamkhulu Afrika, südafrikanischer Schriftsteller und Dichter († 2002)
- 07. Dezember: Frances Gifford, US-amerikanische Schauspielerin († 1994)
- 07. Dezember: Walter Nowotny, Jagdflieger, der im Zweiten Weltkrieg in der deutschen Luftwaffe diente († 1944)
- 07. Dezember: Gustav Opočenský, tschechoslowakischer Schauspieler († 1992)
- 09. Dezember: Carlo Azeglio Ciampi, italienischer Politiker, italienischer Staatspräsident 1999–2006 († 2016) Carlo Azeglio Ciampi, 1999

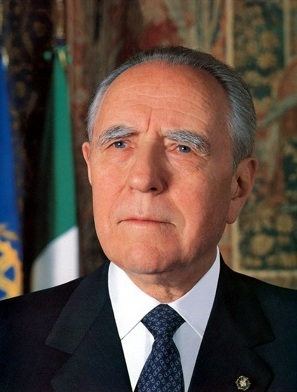
Carlo Azeglio Ciampi, 1999

- 09. Dezember: Bruno Ruffo, italienischer Motorradrennfahrer († 2007)
- 10. Dezember: Alfred Dregger, deutscher Politiker († 2002)

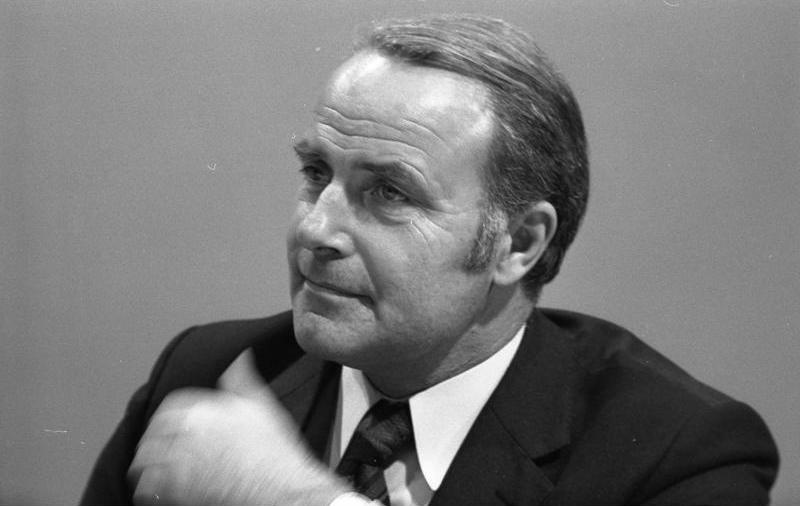
Alfred Dregger, 1973

- 10. Dezember: Bryan Beaumont Hays, US-amerikanischer Komponist und Musikpädagoge († 2017)
- 10. Dezember: Clarice Lispector, ukrainisch-brasilianische Schriftstellerin († 1977)
- 10. Dezember: Reginald Rose, US-amerikanischer Schriftsteller († 2002)
- 12. Dezember: Dick James, britischer Musikverleger († 1986)
- 13. Dezember: Max Scheifele, deutscher Forstbeamter und -wissenschaftler († 2013)
- 13. Dezember: George Shultz, US-amerikanischer Politiker und Diplomat († 2021)
- 14. Dezember: Ingeborg Meyer-Rey, deutsche Illustratorin († 2001)
- 14. Dezember: Clark Terry, US-amerikanischer Jazz-Trompeter, Bandleader und Komponist († 2015)
- 15. Dezember: Vlastimil Brodský, tschechoslowakischer bzw. tschechischer Film- und Fernsehdarsteller († 2002)
- 15. Dezember: Howard Cable, kanadischer Dirigent, Arrangeur und Komponist († 2016)
- 15. Dezember: Albert Memmi, tunesisch-französischer Schriftsteller und Soziologe († 2020)
- 16. Dezember: Fritz Balogh, deutscher Fußballspieler († 1951)
- 16. Dezember: Les Leston, britischer Automobilrennfahrer († 2012)
- 17. Dezember: Kenneth E. Iverson, kanadischer Mathematiker († 2004)
- 17. Dezember: Ewa Paradies, KZ-Aufseherin († 1946)
- 18. Dezember: Enrique Grau, kolumbianischer Maler und Bildhauer († 2004)
- 18. Dezember: Ingálvur av Reyni, färöischer Maler († 2005)
- 18. Dezember: Helmuth Schneider, deutscher Schauspieler († 1972)
- 18. Dezember: Edmond de Stoutz, Schweizer Dirigent († 1997)
- 18. Dezember: Rita Streich, deutsche Sopranistin († 1987)
- 19. Dezember: Rudolf Amthauer, deutscher Psychologe († 1989)
- 19. Dezember: Trygve Brudevold, norwegischer Bobsportler und Unternehmer († 2021)
- 19. Dezember: Little Jimmy Dickens, US-amerikanischer Country-Sänger († 2015)
- 20. Dezember: Gerhart Baumann, deutscher Germanist († 2006)
- 20. Dezember: Väinö Linna, finnischer Schriftsteller († 1992)
- 20. Dezember: Bruni Löbel, deutsche Schauspielerin († 2006)
- 20. Dezember: Antonio Morel, dominikanischer Merenguemusiker († 2006)
- 21. Dezember: Alicia Alonso, kubanische Primaballerina und Choreografin († 2019)
- 21. Dezember: Gaston-Armand Amaudruz, Schweizer Publizist († 2018)
- 21. Dezember: Georges Balandier, französischer Soziologe, Ethnologe und Anthropologe († 2016)
- 21. Dezember: Rudolf Bieri, Schweizer Jurist und Staatsbeamter († 2013)
- 23. Dezember: Georges de Beauregard, französischer Filmproduzent († 1984)
- 23. Dezember: Norman Symonds, kanadischer Komponist, Klarinettist, Saxophonist und Bandleader († 1998)
- 24. Dezember: Agawa Hiroyuki, japanischer Schriftsteller († 2015)
- 25. Dezember: Ignatius Ghattas, Bischof von Newton (USA) († 1992)
- 26. Dezember: Maurice Gendron, französischer Cellist († 1990)
- 27. Dezember: Jiří Sovák, tschechischer Schauspieler († 2000)
- 27. Dezember: Robert Whittaker, US-amerikanischer Botaniker, Klimatologe und Universitätsprofessor († 1980)
- 28. Dezember: Steve Van Buren, US-amerikanischer American-Football-Spieler († 2012)
- 28. Dezember: Al Wistert, US-amerikanischer American-Football-Spieler († 2016)
- 29. Dezember: Irving Ashby, US-amerikanischer Jazzgitarrist († 1987)
- 29. Dezember: Josefa Iloilo, Präsident von Fidschi († 2011)
- 30. Dezember: Jack Lord, US-amerikanischer Filmschauspieler und Regisseur († 1998)
- 31. Dezember: Jean Chabbert OFM, französischer Ordensgeistlicher und römisch-katholischer Bischof von Perpignan-Elne († 2016)
- 31. Dezember: Richard Nimmerrichter, österreichischer Journalist („Staberl“; † 2022)

### Genaues Geburtsdatum unbekannt
- Edmondo Amati, italienischer Filmproduzent († 2002)
- Helmut Anemüller, deutscher Arzt, Ernährungswissenschaftler, Autor und Dozent († 2000)
- Musa Anter, kurdischer Schriftsteller und Intellektueller († 1992)
- Robert Asher, britischer Filmregisseur († 1979)
- James Chambers, US-amerikanischer Hornist († 1989)
- Donald Mackey, kanadischer Organist, Chorleiter und Musikpädagoge († 1993)
- Said El-Naggar, ägyptischer Hochschullehrer und Mitglied des WTO Appellate Body († 2004)

## Gestorben

### Januar/Februar
- 02. Januar: Paul Adam, französischer Schriftsteller (* 1862)
- 06. Januar: Karl Koller, Schweizer reformierter Geistlicher, Unternehmer und freisinniger Politiker (* 1863)
- 06. Januar: Hieronymous Georg Zeuthen, dänischer Professor der Mathematik (* 1839)
- 07. Januar: Smith Newell Penfield, US-amerikanischer Komponist (* 1837)
- 08. Januar: Maud Powell, US-amerikanische Violinistin (* 1867)
- 12. Januar: John A. Mead, US-amerikanischer Politiker (* 1841)
- 13. Januar: Wilhelm Fleischmann, deutscher Agrarwissenschaftler (* 1837)
- 16. Januar: Reginald De Koven, US-amerikanischer Komponist (* 1859)
- 20. Januar: Wilhelm Anton Riedemann, deutscher Kaufmann und Unternehmer (* 1832)

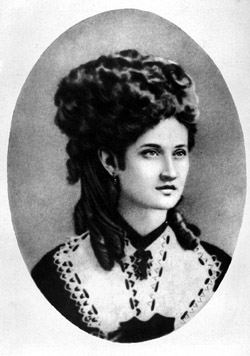
Natalija Kobrynska, 1880er

- 22. Januar: Natalija Kobrynska, ukrainische Schriftstellerin und Organisatorin der ukrainischen Frauenbewegung  (* 1855)

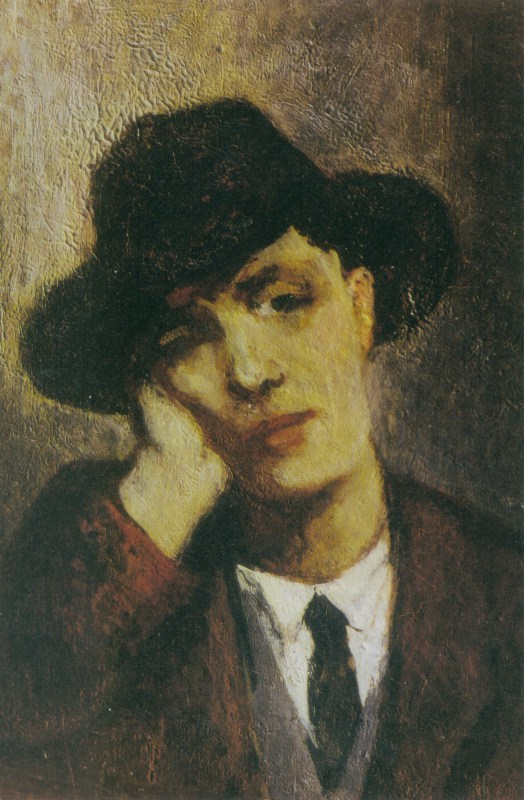
Amedeo Modigliani, Selbstporträt, 1907

- 24. Januar: Amedeo Modigliani, italienischer Maler und Bildhauer (* 1884)
- 24. Januar: Hagbard Berner, norwegischer Publizist und Politiker (* 1839)
- 26. Januar: Jeanne Hébuterne, französische Malerin und Modell (* 1898)
- 29. Januar: Johann Desch, Mitbegründer der industriellen Fertigung von Bekleidung in Deutschland (* 1848)
- 30. Januar: Ernst Burchard, deutscher Mediziner und Sexualwissenschaftler (* 1876)
- 30. Januar: Henriette Goldschmidt, Gründerin der Hochschule für Frauen zu Leipzig (* 1825)
- 03. Februar: Otto Bütschli, deutscher Zoologe (* 1848)
- 03. Februar: Frank Brown, US-amerikanischer Politiker (* 1846)
- 07. Februar: Alexander Wassiljewitsch Koltschak, russischer Admiral (* 1874)
- 08. Februar: Richard Dehmel, deutscher Dichter und Schriftsteller (* 1863)
- 08. Februar: Georges Gillet, französischer Oboist, Musikpädagoge und Komponist (* 1854)
- 10. Februar: Erwin Gross, deutsch-baltischer Geistlicher und evangelischer Bekenner (* 1870)
- 12. Februar: Adolf Frey, Schweizer Schriftsteller und Literaturhistoriker (* 1855)
- 12. Februar: Émile Sauret, französischer Violinvirtuose und Komponist (* 1852)
- 16. Februar: Johann Albrecht zu Mecklenburg, Regent von Braunschweig (* 1857)
- 18. Februar: August Schaper, deutscher Orgelbauer (* 1840)
- 20. Februar: Robert Edwin Peary, US-amerikanischer Ingenieur und Polarforscher (* 1856)
- 21. Februar: Wladimir Jegorowitsch Makowski, russischer Maler (* 1846)
- 22. Februar: Mardiros Minakyan, armenischer Schauspieler, Theaterregisseur und Gründer des modernen türkischen Theaters (* 1837)
- 24. Februar: Franklin Murphy, US-amerikanischer Politiker (* 1846)
- 26. Februar: Carl Alexander von Martius, deutscher Chemiker (* 1838)
- 27. Februar: Ludwig Rubiner, deutscher Dichter, Literaturkritiker und Essayist (* 1881)
- 29. Februar: Firmin Ody, Schweizer Architekt, Unternehmer und Politiker (* 1859)

### März/April
- 03. März: Theodor Philipsen, dänischer Maler (* 1840)
- 04. März: Fjodor Krjukow, russischer Schriftsteller (* 1870)
- 06. März: Max Fürbringer, deutscher Anatom, Ornithologe, Mediziner (* 1846)
- 06. März: Heinrich von Salisch, deutscher Forstmann und Politiker (* 1846)
- 06. März: Willem Rooseboom, Generalgouverneur von Niederländisch-Indien (* 1843)
- 07. März: Alexander Wassiljewitsch Adrianow, russischer Gelehrter (* 1854)
- 13. März: Mary Devens, amerikanische Fotografin (* 1857)
- 15. März: Edmund Reitter, deutscher Entomologe, Schriftsteller und Kaufmann (* 1845)
- 20. März: Eva Mylott, australische Opernsängerin (* 1875)
- 22. März: Mihael Lendovšek, slowenischer Schriftsteller und Theologe (* 1844)
- 22. März: Nathan Zuntz, deutscher Mediziner (* 1847)
- 31. März: Lothar von Trotha, deutscher General der Infanterie (* 1848)
- 31. März: Paul Bachmann, deutscher Mathematiker (* 1837)
- 31. März: Edwin Warfield, US-amerikanischer Politiker (* 1848)
- 05. April: Hans Rehn, österreichischer Cellist, Schlagwerker, Komponist und Musikerzieher (* 1863)
- 06. April: George Madison Adams, US-amerikanischer Politiker (* 1837)
- 07. April: Karl Binding, deutscher Strafrechtler (* 1841)
- 10. April: Tryggve Andersen, norwegischer Schriftsteller (* 1866)
- 13. April: Takaki Kanehiro, japanischer Marinearzt (* 1849)
- 18. April: Fritz Hoffmann-La Roche, Schweizer Unternehmer (* 1868)
- 20. April: Tony Jackson, US-amerikanischer Pianist, Sänger und Komponist (* 1876)
- 24. April: Nathan Goff, US-amerikanischer Politiker (* 1843)
- 25. April: Silas A. Holcomb, US-amerikanischer Politiker (* 1858)
- 26. April: Friedrich Imhoof-Blumer, Schweizer Numismatiker (* 1838)

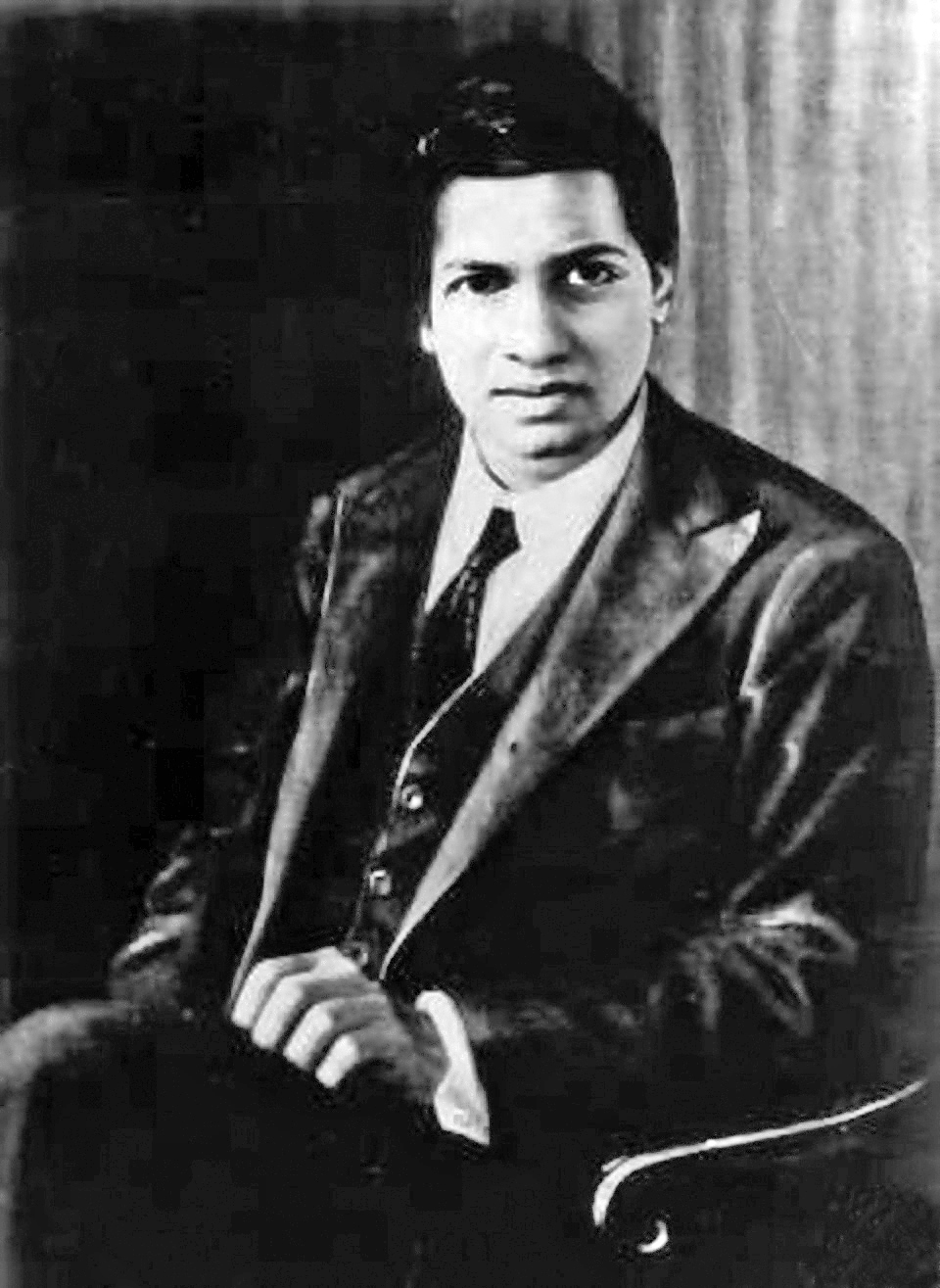
S. Ramanujan

- 26. April: S. Ramanujan, indischer Mathematiker (* 1887)

### Mai/Juni
- 01. Mai: Hanuš Wihan, tschechischer Cellist und Musikpädagoge (* 1855)
- 09. Mai: Iwano Hōmei, japanischer Schriftsteller, Literaturkritiker und Übersetzer (* 1873)
- 11. Mai: Jim Colosimo, Vorgänger von Al Capone als Führer der Unterwelt von Chicago (* 1878)
- 16. Mai: Levi P. Morton, US-amerikanischer Politiker (* 1824)
- 17. Mai: Hugo Marquardsen, deutscher Offizier und Geograph (* 1869)
- 18. Mai: August Fournier, österreichischer Historiker (* 1850)
- 19. Mai: Honorio Alarcón, kolumbianischer Pianist und Musikpädagoge (* 1859)
- 21. Mai: Venustiano Carranza, Präsident von Mexiko (* 1859)
- 21. Mai: Eleanor Hodgman Porter, amerikanische Schriftstellerin (* 1868)
- 23. Mai: Svetozar Boroević von Bojna, österreichischer Feldmarschall im Ersten Weltkrieg (* 1856)
- 25. Mai: Georg Jarno, ungarischer Komponist (* 1868)
- 29. Mai: Gustav Oswald Ahnert, deutscher Jurist und Politiker (* 1843)
- 31. Mai: Nasrullah Khan, Emir von Afghanistan (* 1875)
- 06. Juni: António Maria Baptista, Ministerpräsident von Portugal (* 1866)
- 06. Juni: James Dunsmuir, kanadischer Politiker und Industrieller (* 1851)
- 07. Juni: Louis Debierre, französischer Orgelbauer (* 1842)
- 12. Juni: Eduard Clausnitzer, deutscher Theologe, Pädagoge und Schriftsteller (* 1870)

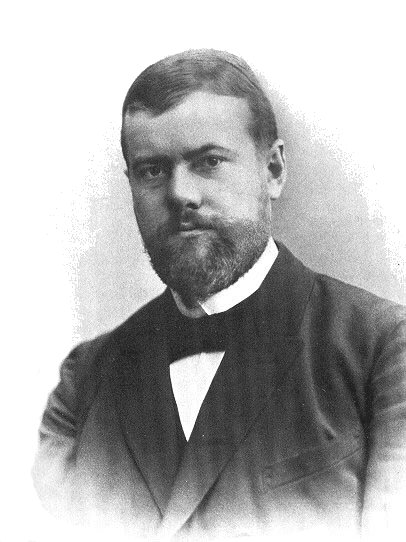
Max Weber, 1894

- 14. Juni: Anna Maria Mozzoni, italienische Schriftstellerin und Journalistin (* 1837)
- 14. Juni: Max Weber, deutscher Soziologe (* 1864)
- 15. Juni: Gaston Carraud, französischer Komponist und Musikkritiker (* 1864)
- 18. Juni: Jewett William Adams, US-amerikanischer Politiker (* 1835)
- 18. Juni: Alberto Barberis, italienischer Fußballspieler und Jurist (* 1887)
- 20. Juni: John Grigg, neuseeländischer Amateur-Astronom und Kometenjäger (* 1838)
- 20. Juni: Robert Friedberg, deutscher Nationalökonom und Politiker (* 1851)
- 30. Juni: Lena Christ, deutsche Schriftstellerin (* 1881)

### Juli/August
- 04. Juli: Max Klinger, deutscher Maler, Radierer und Bildhauer (* 1857)
- 06. Juli: Max Moisel, deutscher Kartograf (* 1869)
- 14. Juli: Heinrich Friedjung, österreichischer Historiker, Publizist und Journalist (* 1851)
- 17. Juli: Christopher Bruun, norwegischer Geistlicher und Begründer der norwegischen Volkshochschule (* 1839)
- 24. Juli: Ludwig Ganghofer, deutscher Schriftsteller (* 1855)
- 24. Juli: Hermann Möckel, deutscher Seminaroberlehrer, Stadtverordnetenvorsteher, Vereins- und Verbandsfunktionär (* 1849)
- 29. Juli: Wolfgang zu Ysenburg und Büdingen, 4. Fürst zu Ysenburg-Büdingen (* 1877)
- 01. August: Frank Hanly, US-amerikanischer Politiker (* 1863)
- 04. August: Wladimir Iwanowitsch Rebikow, russischer Komponist (* 1866)
- 06. August: Remus von Woyrsch, deutscher Generalfeldmarschall (* 1847)
- 10. August: Adam Politzer, österreichischer Mediziner (* 1835)
- 12. August: Louisa Lawson, australische Schriftstellerin und Herausgeberin (* 1848)
- 12. August: Hermann von Struve, deutscher Astronom (* 1854)
- 14. August: Homer Albert Norris, US-amerikanischer Organist, Komponist und Musikwissenschaftler (* 1860)
- 16. August: Joseph Norman Lockyer, britischer Astrophysiker (* 1836)
- 19. August: Pablo Arosemena Alba, panamaischer Staatspräsident (* 1836)
- 26. August: James Wilson, US-amerikanischer Politiker (* 1835)
- 29. August: Léon-Adolphe Amette, Erzbischof von Paris und Kardinal (* 1850)

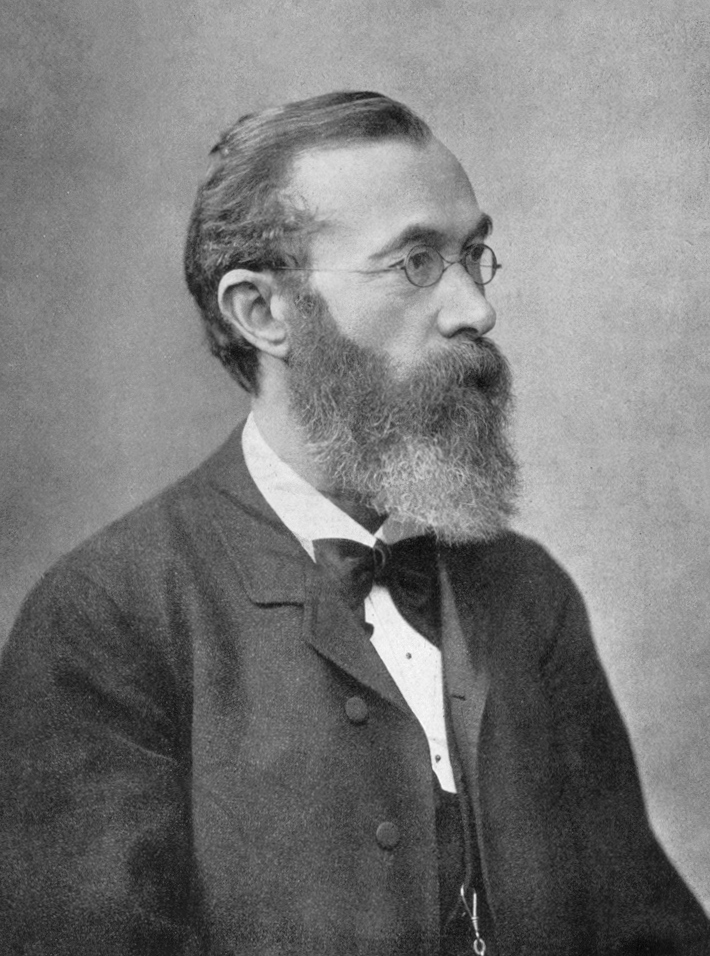
Porträtfotografie von Wilhelm Wundt, 1902

- 31. August: Wilhelm Wundt, Philosoph und Psychologe (* 1832)

### September/Oktober
- 01. September: John Sebastian Helmcken deutschstämmiger Arzt, Politiker in British Columbia und Händler der Hudson’s Bay Company (* 1824)
- 02. September: Georg Busolt, deutscher Althistoriker (* 1850)
- 03. September: Kauppis-Heikki, finnischer Schriftsteller (* 1862)
- 05. September: Robert Harron, US-amerikanischer Schauspieler (* 1893)
- 05. September: Justus Hermann Lipsius, deutscher Altphilologe (* 1834)
- 08. September: Rudolf Mosse, deutscher Verlagsgründer und Publizist (* 1843)
- 09. September: Roberto Hazon, italienischer Dirigent und Musikpädagoge (* 1854)
- 10. September: Olive Thomas, amerikanische Stummfilm-Schauspielerin (* 1894)
- 12. September: Albert Trautmann, deutscher Apotheker, Heimatforscher und Schriftsteller (* 1867)
- 13. September: Hans Louis Karl Leberecht von Kotze, preußischer Kammerherr und Hofzeremonienmeister (* 1850)
- 15. September: Roberto Ardigò, italienischer Philosoph (* 1828)
- 16. September: Dan Andersson, schwedischer Arbeiterdichter und Lyriker (* 1888)
- 18. September: Robert Beaven, kanadischer Politiker (* 1836)
- 23. September: Heinrich Lothar Honor Graf Adelmann von Adelmannsfelden, deutscher Politiker (* 1848)
- 24. September: Inès Armand, französisch-russische Revolutionärin, Geliebte Lenins (* 1874)

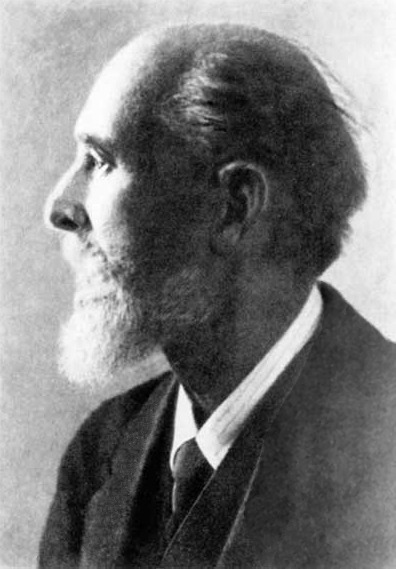
Carl Peter Fabergé

- 24. September: Carl Peter Fabergé, russischer Goldschmied (* 1846)
- 30. September: Fritz Berolzheimer, deutscher Rechts- und Wirtschaftsphilosoph (* 1869)
- 02. Oktober: Max Bruch, deutscher Komponist und Dirigent (* 1838)
- 16. Oktober: Cäsar Flaischlen, deutscher Lyriker und Mundartdichter (* 1864)
- 16. Oktober: Alberto Nepomuceno, brasilianischer Komponist (* 1864)
- 18. Oktober: Luis Jorge Fontana, argentinischer Militär, Politiker, Naturforscher und Schriftsteller (* 1846)
- 18. Oktober: Otto Lemm, deutscher Unternehmer (* 1867)
- 25. Oktober: Alexandros I., griechischer König (* 1893)
- 26. Oktober: Johan Storm, norwegischer Sprachforscher (* 1836)
- 29. Oktober: Ernst Perabo, US-amerikanischer Pianist und Komponist (* 1845)
- 31. Oktober: James Albert Gary, US-amerikanischer Politiker (* 1833)

### November/Dezember
- 04. November: Ludwig von Struve, russischer Astronom und Mitglied der Astronomen-Familie Struve in Russland (* 1858)
- 09. November: Bruno Topff, deutscher Uniformschneider und Marinesoldat (* 1886)
- 08. November: Salomon An-ski, russischer Schriftsteller, Journalist und Ethnograph (* 1863)
- 08. November: Friedrich J. Pajeken, deutscher Kaufmann und Schriftsteller (* 1855)
- 13. November: Luc-Olivier Merson, französischer Maler und Illustrator (* 1846)
- 17. November: John Franklin Fort, US-amerikanischer Politiker (* 1852)
- 03. Dezember: Sir William de Wiveleslie Abney, englischer Chemiker (* 1843)
- 07. Dezember: José Sebastião Neto, Patriarch von Lissabon (* 1841)
- 11. Dezember: Olive Schreiner, südafrikanische Schriftstellerin (* 1855)
- 12. Dezember: Edward Gawler Prior, kanadischer Politiker (* 1853)
- 14. Dezember: Otto Wilhelm Scharenberg, deutscher Architekt und Stadtbaurat (* 1851)
- 15. Dezember: Heinrich Leithäuser, deutscher Ingenieur (* 1853)
- 16. Dezember: Paris Gibson, US-amerikanischer Unternehmer und Politiker (* 1830)
- 22. Dezember: Henri Fazy, Schweizer Historiker, Archivar und Politiker (* 1842)
- 23. Dezember: Cayetano L. Arellano, philippinischer Jurist (* 1847)
- 26. Dezember: Carl Legien, deutscher Gewerkschaftsführer (* 1861)
- 30. Dezember: Henry Lloyd, US-amerikanischer Politiker (* 1852)

### Genauer Todestag unbekannt
- Andrés Madariaga, chilenischer Maler (* 1878)
- Imdad Khan, indischer Sitar- und Surbaharspieler, Sänger und Komponist (* 1848)
- 20. oder 21. August: Théodore Garnier, französischer Politiker und Priester (* 1850)
- Flaviano Khoury, syrischer Erzbischof (* 1859)